# Appareil épigastrique des araignées
 (juin 2021).
- Si vous ne connaissez pas le sujet, laissez ce bandeau (vous pouvez alors contacter les auteurs).
- Si vous supprimez le contenu mis en cause (vous pouvez préalablement contacter les auteurs),

argumentez précisément cette suppression dans la page de discussion
(un manque de référence n'est pas un argument ; une recherche réelle de référence doit avoir été effectuée, être formellement documentée).
 (juin 2021).
La mise en forme du texte ne suit pas les recommandations de Wikipédia : il faut le « wikifier ».
Les points d'amélioration suivants sont les cas les plus fréquents. Le détail des points à revoir est peut-être précisé sur la page de discussion.
- Les titres sont pré-formatés par le logiciel. Ils ne sont ni en capitales, ni en gras.
- Le texte ne doit pas être écrit en capitales (les noms de famille non plus), ni en gras, ni en italique, ni en « petit »…
- Le gras n'est utilisé que pour surligner le titre de l'article dans l'introduction, une seule fois.
- L'italique est rarement utilisé : mots en langue étrangère, titres d'œuvres, noms de bateaux, etc.
- Les citations ne sont pas en italique mais en corps de texte normal. Elles sont entourées par des guillemets français : « et ».
- Les listes à puces sont à éviter, des paragraphes rédigés étant largement préférés. Les tableaux sont à réserver à la présentation de données structurées (résultats, etc.).
- Les appels de note de bas de page (petits chiffres en exposant, introduits par l'outil «  Source ») sont à placer entre la fin de phrase et le point final[comme ça].
- Les liens internes (vers d'autres articles de Wikipédia) sont à choisir avec parcimonie. Créez des liens vers des articles approfondissant le sujet. Les termes génériques sans rapport avec le sujet sont à éviter, ainsi que les répétitions de liens vers un même terme.
- Les liens externes sont à placer uniquement dans une section « Liens externes », à la fin de l'article. Ces liens sont à choisir avec parcimonie suivant les règles définies. Si un lien sert de source à l'article, son insertion dans le texte est à faire par les notes de bas de page.
- La présentation des références doit suivre les conventions bibliographiques. Il est recommandé d'utiliser les modèles {{Ouvrage}}, {{Chapitre}}, {{Article}}, {{Lien web}} et/ou {{Bibliographie}}. Le mode d'édition visuel peut mettre en forme automatiquement les références.
- Insérer une infobox (cadre d'informations à droite) n'est pas obligatoire pour parachever la mise en page.

Pour une aide détaillée, merci de consulter Aide:Wikification.
Si vous pensez que ces points ont été résolus, vous pouvez retirer ce bandeau et améliorer la mise en forme d'un autre article.
 (juin 2021).

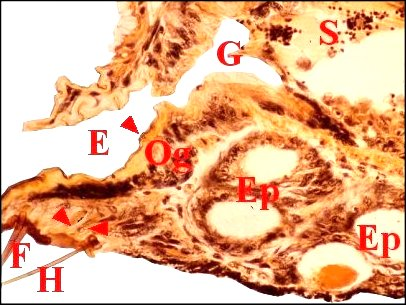
Fig.1 : Meta menardi mâle : ensemble de l'appareil épigastrique.
E, fente épigastrique - Ep, glandes épigastriques prégonoporales - F, fusules - G : gonopore -
H, poil ventral - Og, organe gonoporal et sa terminaison (flèche simple).
Les 2 flèches affrontées indiquent des glandules tégumentaires prégonoporales (C.H.).

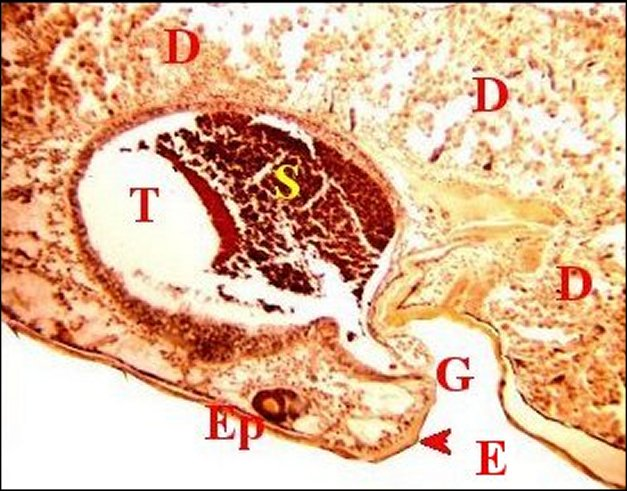
Fig.2 : Argyrodes sp. mâle : appareil épigastrique. D, diverticules intestinaux -
E, fente épigastrique - Ep, glandes épigastriques prégonoporales - G, gonopore - S, spermatozoïdes - T, canal commun terminal -
Flèche simple : terminaison de l'organe gonoporal (C.H.).

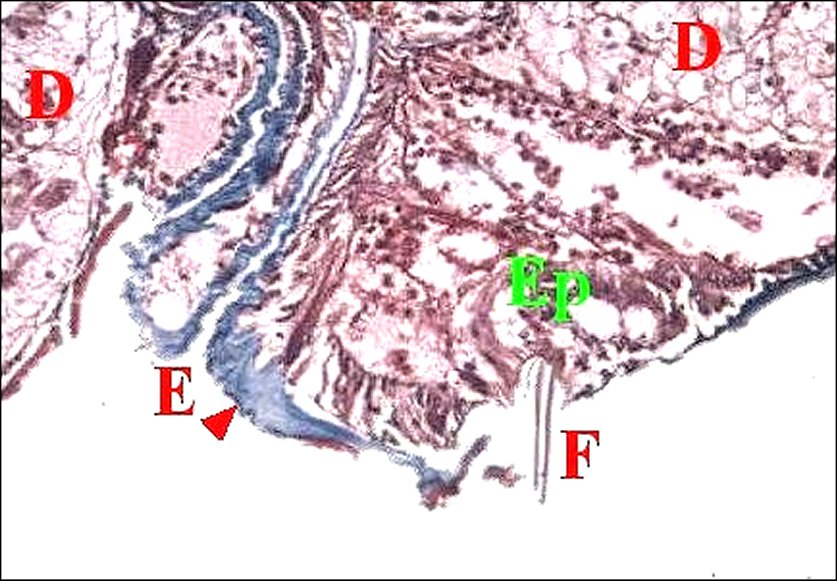
Fig.3 : Agelena labyrinthica mâle : ensemble de l'appareil épigastrique. D, diverticules intestinaux - E, fente épigastrique - Ep, glandes épigastriques prégonoporales - F, fusule.
Flèche simple : terminaison de l'organe (C.H.).

L'appareil épigastrique des araignées est un complexe anatomo-fonctionnel situé au niveau de l'orifice génital ou gonopore des Aranéides mâles. Il comporte des organes sécréteurs exocrines prégonoporaux pourvus de fusules comme les glandes séricigènes, des sensilles mécanoréceptrices et des glandules à phéromones.Il joue un rôle important dans le processus de la transmission spermatique (Fig.1).
Les mâles d’araignées possèdent des organes particuliers, propres à leur sexe, logés dans l'épigastre (Fig.1 à 3), plus précisément dans la lèvre antérieure du sillon (fente) génital(e) ou épigastrique. Les plus visibles d’entre eux montrant un aspect de glandes exocrines, ils sont désignés , sous l’appellation globale, reconnue ensuite comme abusive, de "glandes épigastriques".
En fait, ces organes peuvent être divisés en deux types bien distincts :
1. Les glandes épigastriques proprement dites ou prégonoporales [2] pluricellulaires, acinoïdes, consistant chacune en un corps épithélial sécrétoire et un canal excréteur allant s’ouvrir dans le sillon épigastrique, par une fusule creuse implantée sur le tégument ventral. Du latin fusus (« fuseau ») cette structure a l'aspect d'une canule semblable à celle qui termine les glandes séricigènes. La présence de fusules a été découverte en 1950 chez les Ochyroceratidae [3], confirmée un an plus tard [4], celle des glandes elles-mêmes[5], (« epiandrous glands »)[6], en 1971 et 1972)[1],[7]. Elles sont inconstantes et ne se rencontrent pas chez les mâles de toutes les espèces d’araignées[8],[2].
2. Les organes gonoporaux ont été découverts et décrits chez les Clubionidae et les Dysderidae[8] puis dans d’autres familles[9],[10],[11]. Faute d’étude ultrastructurale qui aurait montré leur nature nerveuse, ils ont été considérés initialement à tort comme des glandes. Constants, les gonoporaux se rencontrent pratiquement chez les mâles de toutes les espèces d’araignées étudiées jusqu’en 1977[2].

De plus, étant donné que ces organes et les glandes acinoïdes peuvent s’associer à des glandules tégumentaires prégonoporales isolées, du moins chez les Metinae et les Amaurobiidae, il a été proposé pour leur ensemble le nom d’«appareil épigastrique» dans une revue générale de la zone du gonopore chez les araignées mâles. Il s’agit là d’un complexe hétérogène, de prime abord assez incongru puisqu’il associe des formations anatomiques dissemblables et de significations phylo-ontogéniques peut-être différentes (Fig.1 à 3).

## Description

### Glandes épigastriques prégonoporales
Elles sont définies comme des organes opisthosomatiques ventraux sécréteurs pluricellulaires et acineux, situés en avant du sillon (fente) génital(e) ou épigastrique, rappelant des glandes séricigènes "normales" et caractéristiques des araignées mâles.

#### Localisation et rapports
Elles occupent une position caractéristique dans la partie antérieure de l’opisthosoma, soit le deuxième segment abdominal dit région épigastrique,, et y baignent dans l’hémolymphe d’un "lac" ou sinus sanguin prismatique dont les limites se confondent avec divers organes ou tissus adjacents.

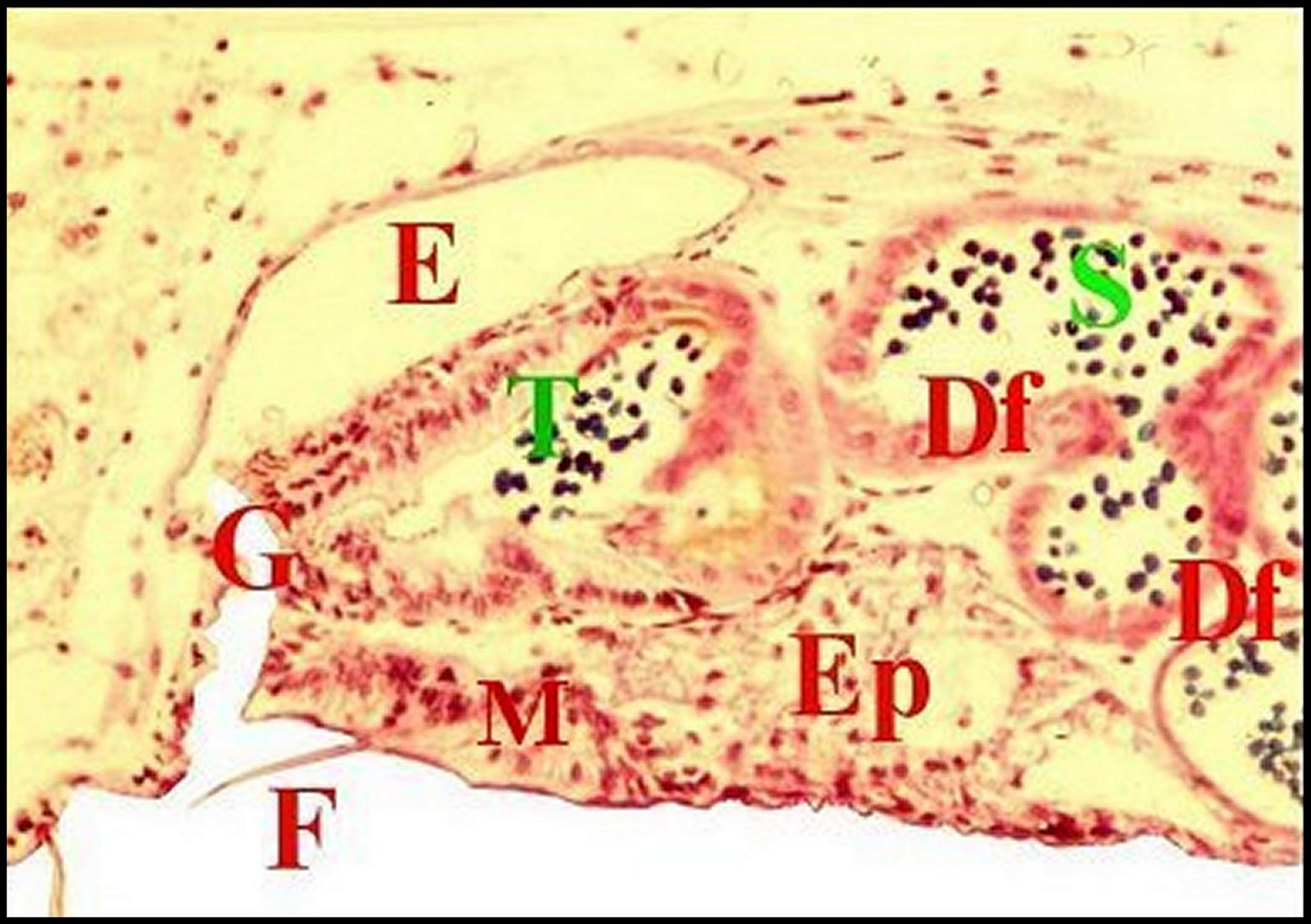
Fig.4 - Filista insidiatrix mâle, région épigastrique en coupe histologique sagittale. Df, canal déférent - E, fente épîgastrique - Ep, glandes prégonoporales et leur épithélium - F, fusules - G, gonopore - S, spermatozoïdes - T, canal commun terminal. L'organe gonoporal n'est pas visible (C.H.).

Sa base postérieure correspond à la fente épigastrique, dépression transversale très profonde (Fig.1 à 3) 
où s’ouvre le gonopore (Fig.4,5).

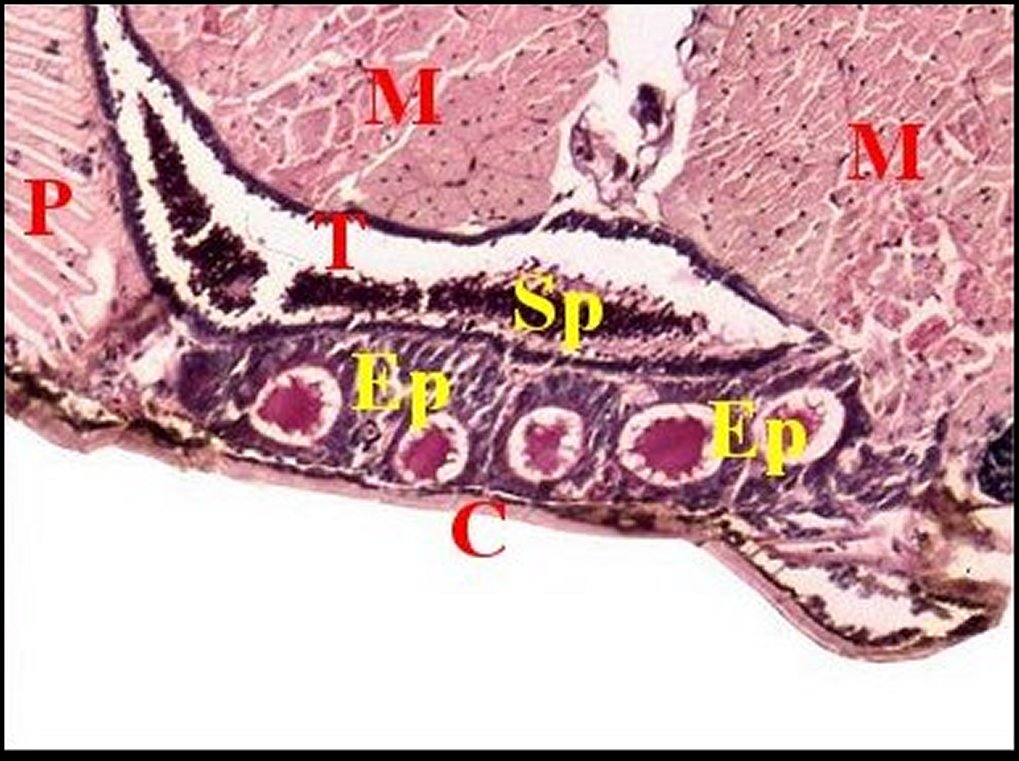
Fig.6 - Tetragnatha extensa mâle : glandes acinoïdes prégonoporales en coupe histologique transversale.C, cuticule ventrale - Ep, glandes prégonoporales, contenant de la sécrétion, et leur épithélium - M, muscles - P, poumon ou plyllotrachée - S, sécrétion - Sp, spermatozoïdes - T, canal commun terminal (C.H.).

Ses limites latérales son représentées par des fibres musculaires striées et par la partie interne des deux poumons ou phyllotrachées (Fig.6).
Sa limite inférieure n’est autre que le tégument ventral, dont l’épiderme, plus ou moins chargé de pigment, et la cuticule sont en continuité avec ceux de l’invagination épigastrique.
La limite supérieure est marquée par le canal commun terminal résultant de l’union des déférents et par les diverticules chylentériques abdominaux de l'intestin.

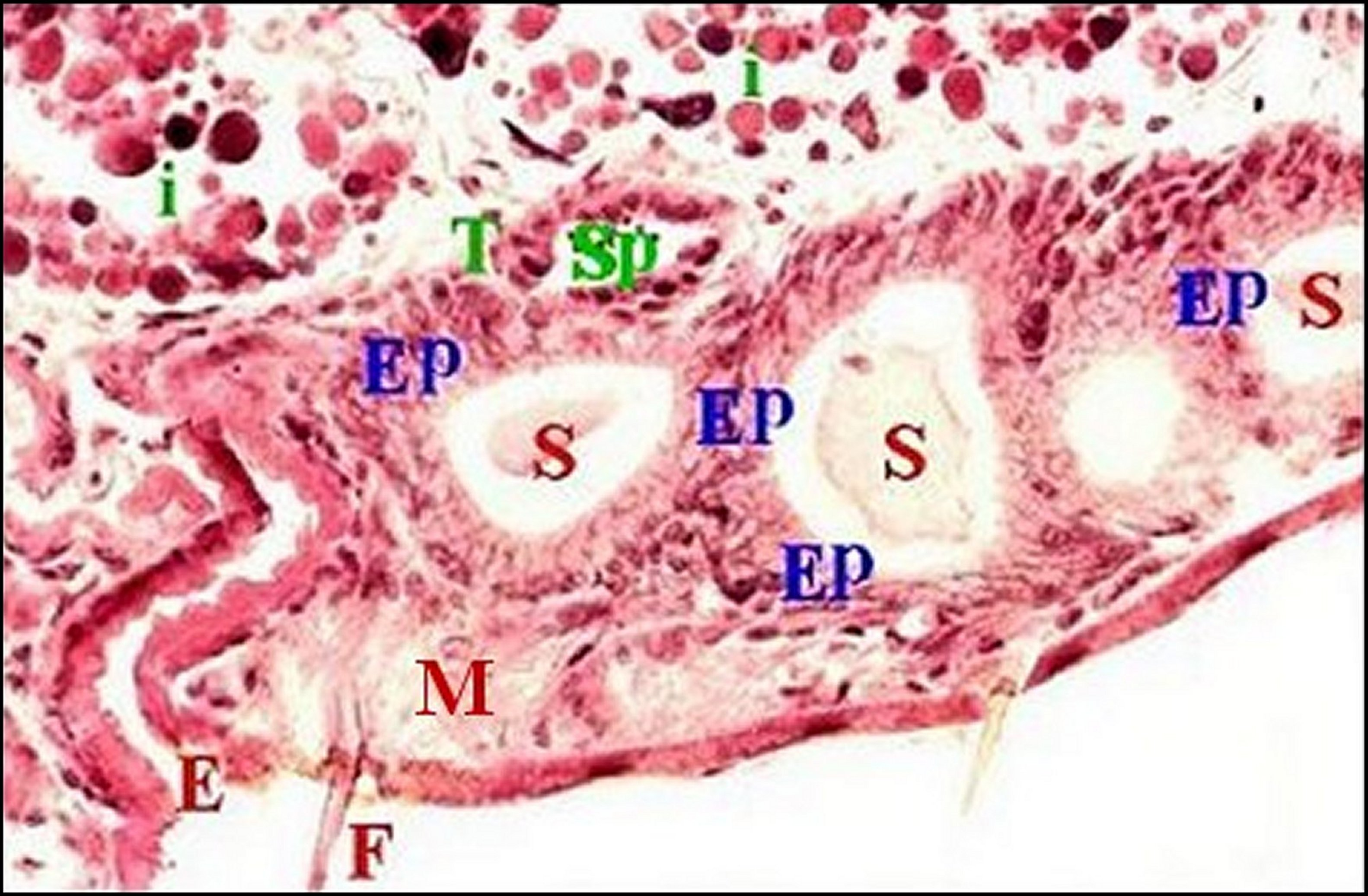
Fig. 5 - Hersilia sp. mâle, région épigastrique en coupe histologique sagittale. F, fusules - E, fente épigastrique - Ep, glandes épigastriques prégonoporales - M, épiderme modifié - S, sécrétion - Sp, spermatozoïdes - T, canal commun terminal. L'organe gonoporal n'est pas visible. (C.H.).

La limite antérieure correspond généralement aux fibres musculaires striées qui s’insèrent, d’une part sur le tégument, d’autre part sur le canal commun terminal et l’endochondrite VIII.

#### Structure générale
Elle ne varie guère et est bâtie comme celle d’autres organes sécréteurs aranéidiens (glandes à venin et séricigènes), sur un plan interne évoquant quelque peu les acinus de Vertébrés.
Chaque "acinus" épigastrique comporte en effet un corps glandulaire sacciforme, sans cellule intermédiaire et que pédiculise un canal excréteur (Fig.7). Ce dernier s’ouvre extérieurement par l’intermédiaire d’une fusule canuliforme (Fig.1,3 à 5).

##### Corps glandulaire

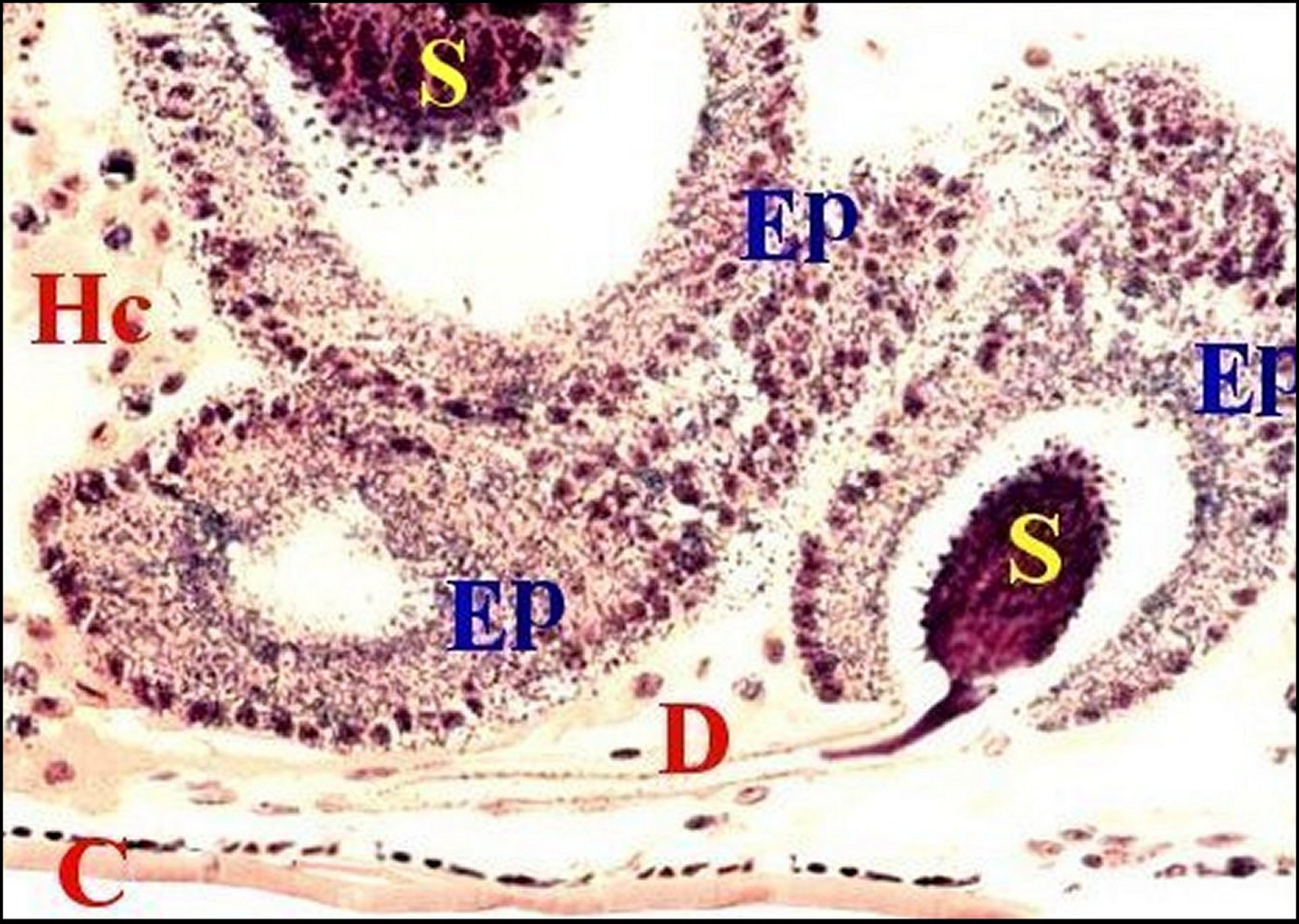
Fig.7 - Mygale Migidae mâle : glandes acinoïdes prégonoporales. C, cuticule ventrale - D, canal excréteur - Ep, glandes prégonoporales et leur épithélium - S, sécrétion (C.H.).

###### Histologie
Le corps est formé par un épithélium simple (Fig.4 à 9) reposant sur une basale et non surmonté d’un revêtement cuticulaire. Ses cellules glandulaires ou adénocytes, prismatiques ou pyramidales, renferment des "boules" ou sphérules logées dans des "vacuoles" plus ou moins apparentes, déformant souvent le noyau et captant en général les colorants acides tels que le bleu d’aniline et l'éosine. Teintés également en violacé par l’hématoxyline de Mallory (Fig.7), ces grains de sécrétion réduisent le réactif de Schiff dans la méthode à l’APS (Fig.6,8). Ils passent ensuite dans la lumière et s’y accumulent sous forme d’une masse de sécrétion plus ou moins homogène et à contours festonnés (Fig. 5 à 9).

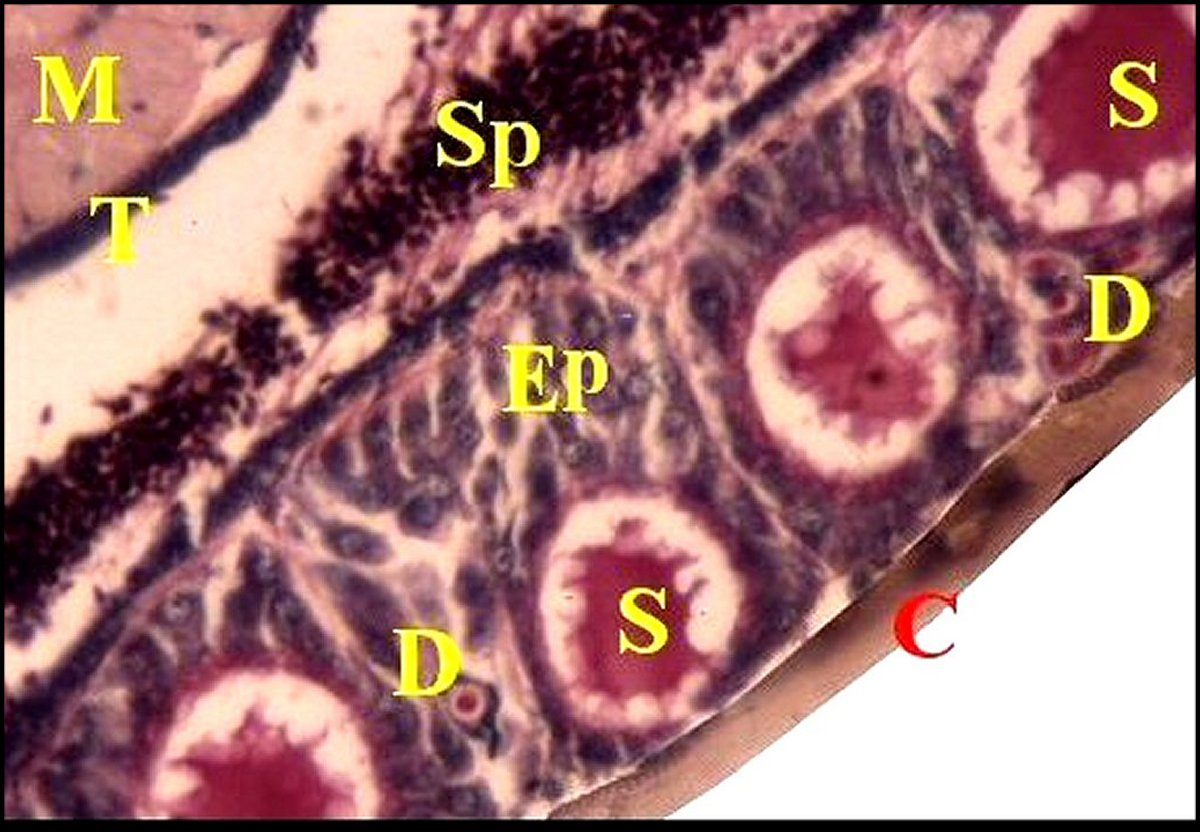
Fig. 8 - Tetragnatha extensa mâle : glandes prégonoporales.C, cuticule ventrale - D, canal excréteur - Ep, glandes prégonoporales et leur épithélium - M, muscle - S, sécrétion - Sp, spermatozoïdes - T, canal commun terminal (C.H.).

Il est à noter que des cellules d'un aspect différent, sans sécrétion visible, siègent au voisinage du collet et pourraient y être impliquées dans la vidange glandulaire (Fig.9).

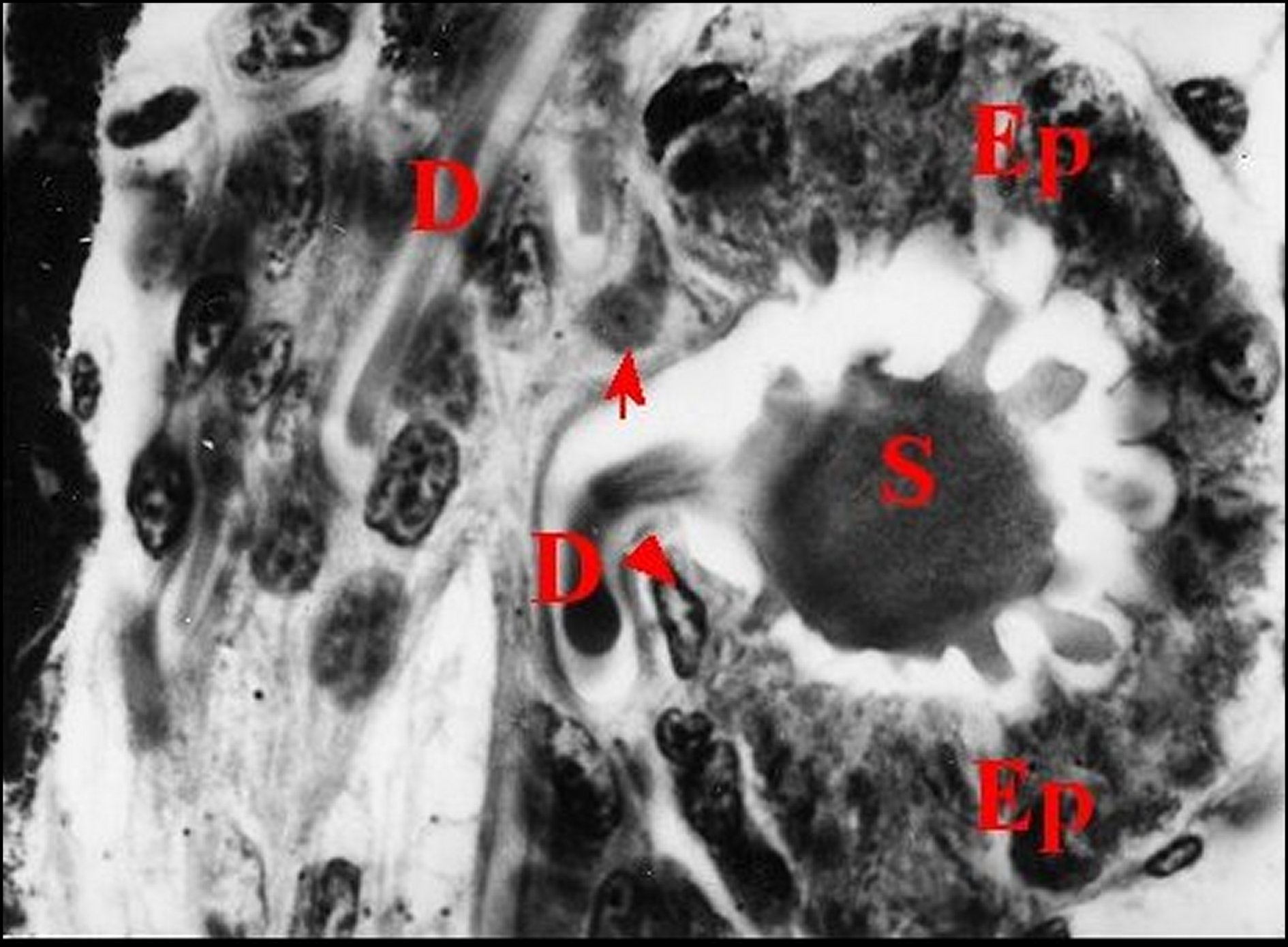
Fig.9 - Araneus quadratus mâle : glande prégonoporale. D, canal excréteur - Ep, épithélium du corps - S, sécrétion dans la lumière. Flèches : cellules spéciales du collet (C.H.).

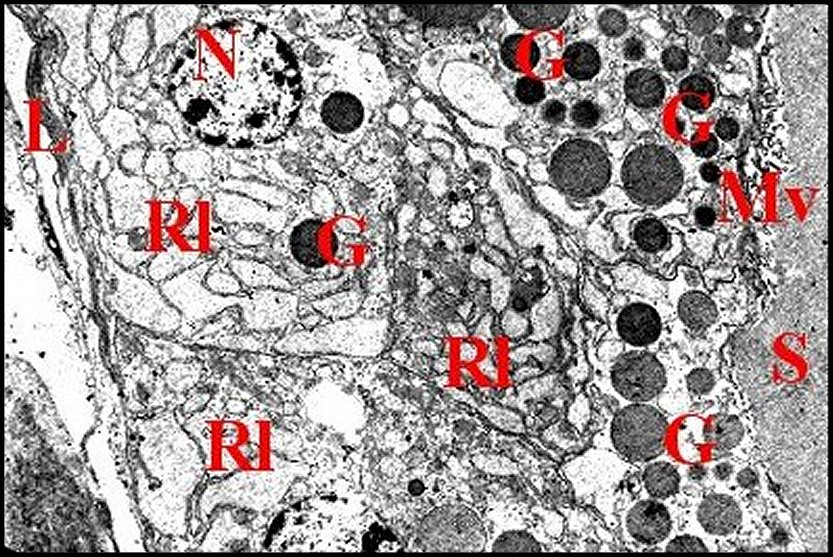
Fig. 10 - Araneus sericatus mâle : paroi de glande prégonoporale.G, grains de sécrétion - L, lame basale - Mv, microvillosités apicales - N; noyau - Ri, réticulum endoplasmique - S, sécrétion (M.E.T.).

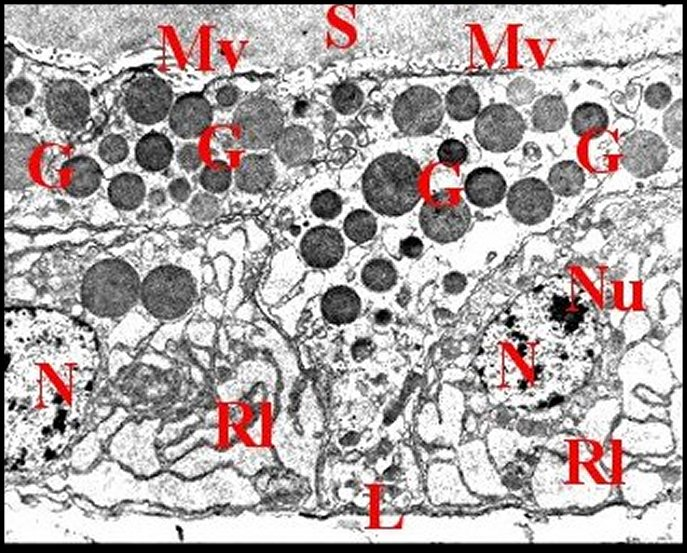
Fig. 11 - Araneus sericatus mâle : autre partie.G, grains de sécrétion - L, lame basale - Mv, microvillosités apicales - N; noyau - Nu, nucléole - Ri, réticulum endoplasmique - S, sécrétion (M.E.T.)

###### Ultrastructure
Elle n’a été explorée que chez les mâles de deux espèces d’araignées : Pholcus phalangioides et, plus succinctement, Araneus sericatus , seuls étudiés au microscope électronique à transmission (M.E.T.)
La lumière du corps s’insinue entre les pôles apicaux des adénocytes pour y former des cryptes plus ou moins profondes. Elle contient un matériel sécrétoire finement granuleux.  

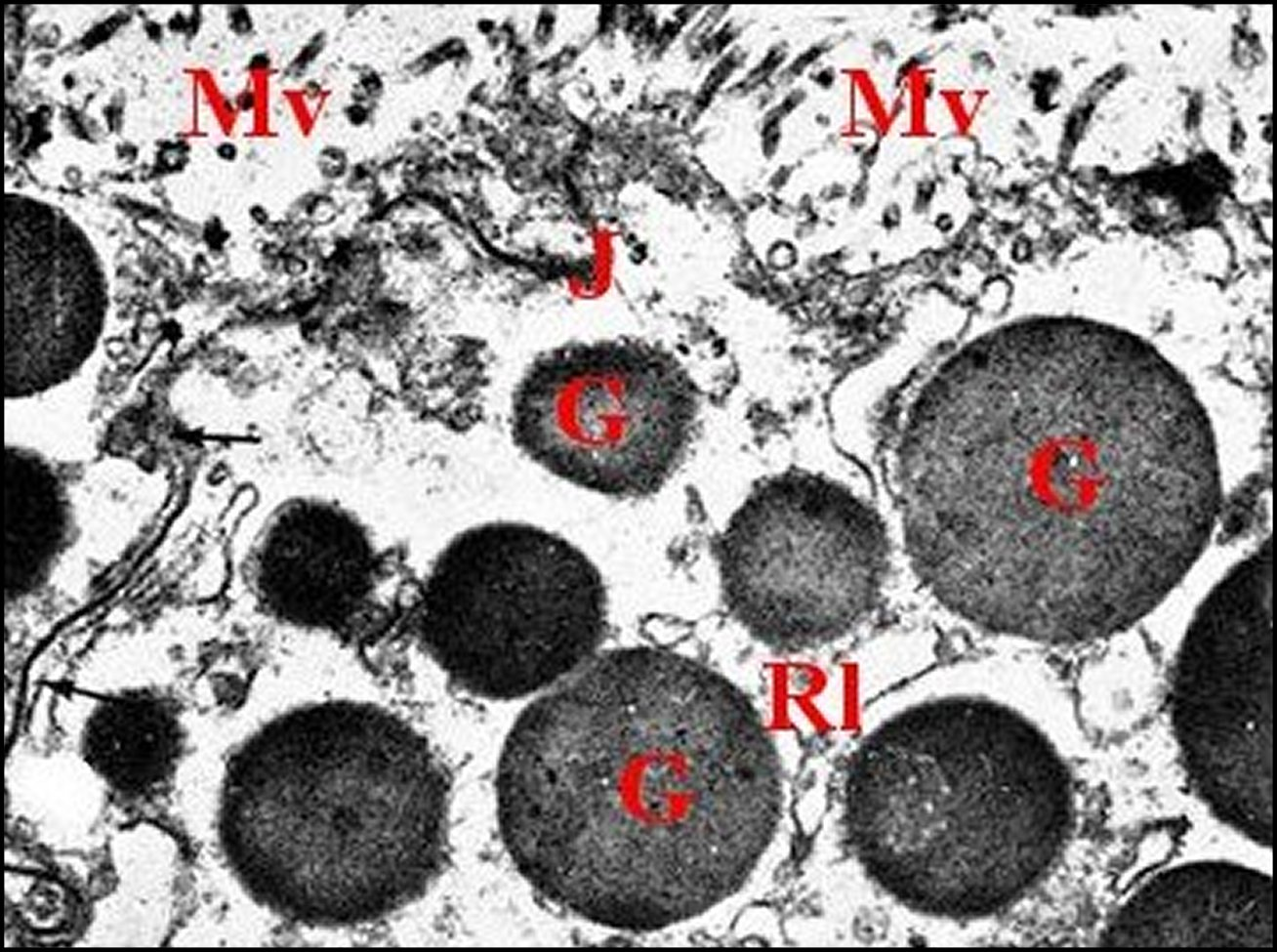
Fig. 12 - Pholcus phalangioides mâle : pôles apicaux d'adénocytes prégonoporaux. G, grains de sécrétion - J, jonction sub-apicale - Mv, microvillosités - Ri, réticulum (M.E.T.)

Chaque adénocyte est une grosse cellule sécrétrice prismatique s’engrenant profondément dans ses voisines par des interdigitations que souligne le plasmalemme très sinueux de ses faces latérales.
Le pôle basal est régulier, parfois convexe, montre un plasmalemme ne formant pas de replis intra-cytoplasmiques et repose sur une lame basale très fine (Fig.10,11).
Le pôle apical est garni de microvillosités courtes, grêles, flexueuses, contenant des microfilaments axiaux, emplissant les cryptes et  plongeant dans le matériel sécrétoire qui occupe la lumière (Fig.10 à 12).

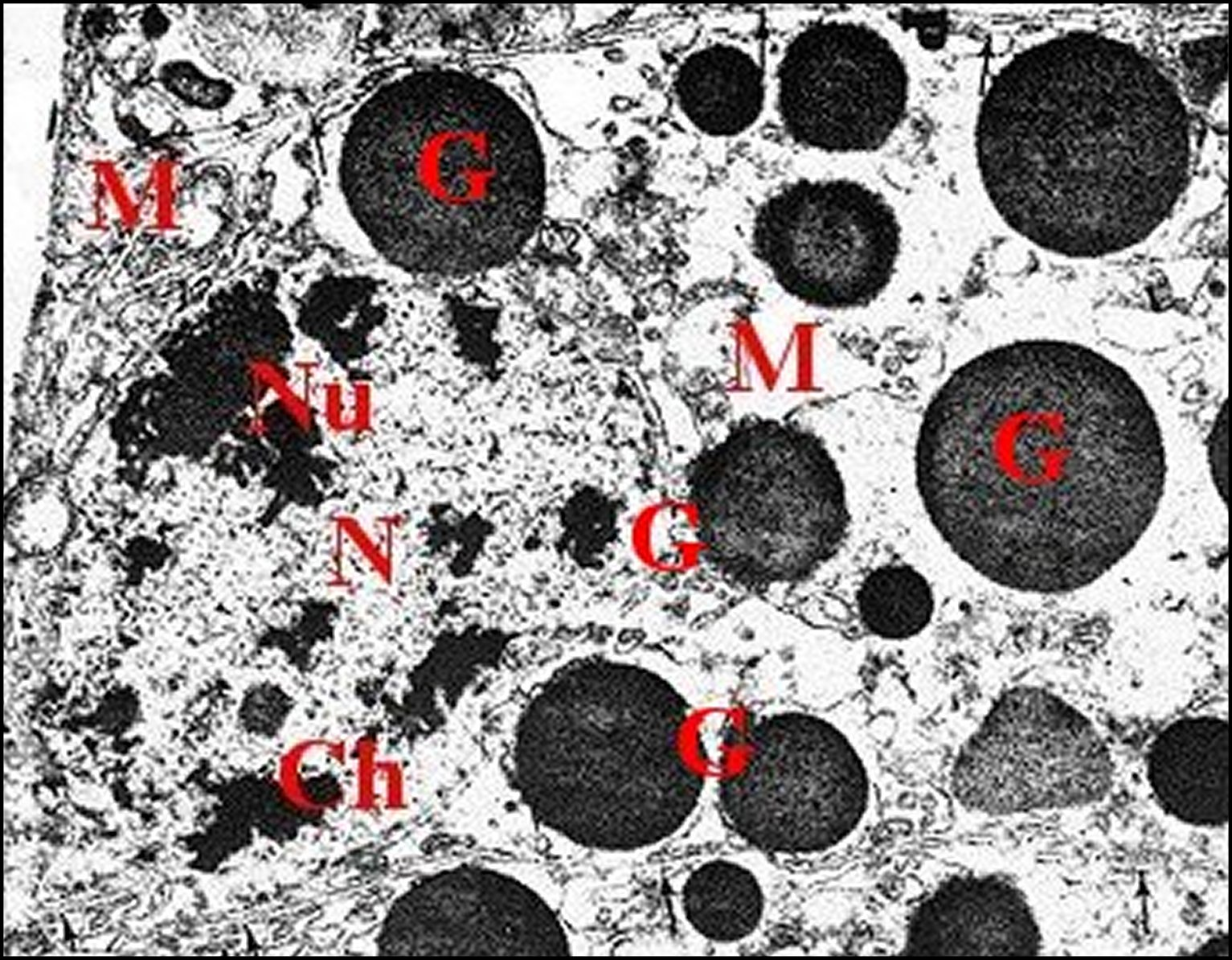
Fig. 13- Pholcus phalangioides mâle : Partie basale d'adénocyte prégonoporal avec le noyau (N). C, chromatine ; G, grains de sécrétion - M, mitochondrie - Nu, Nucléole (M.E.T.)

Le noyau arrondi et généralement basal (Fig.10,11,13,14), renferme une chromatine finement dispersée dans son nucléoplasme, réunie aussi en mottes marginales, et un nucléole réticulé excentrique (Fig.13,14). 

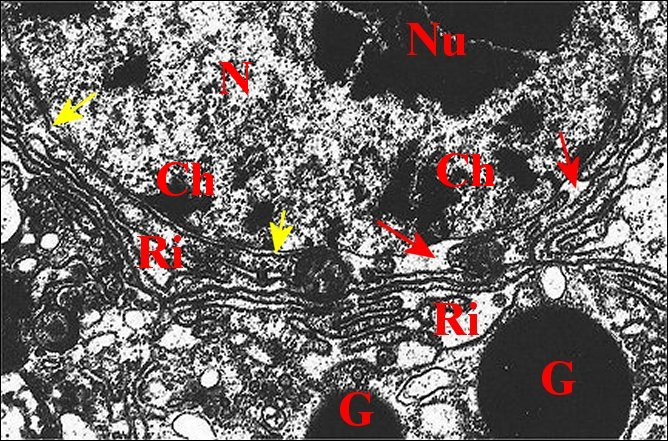
Fig. 14 - Pholcus phalangioides mâle : partie d'adénocyte avec le noyau. Ch, chromatine - G, grain de sécrétion - N, nucléoplasme - Nu, nucléole - Ri, réticulum endoplasmique. Le nucléolemme montre son feuillet interne (flèches jaunes) et les communications avec le réticulum (flèches rouges)(M.E.T.)

L’enveloppe nucléaire est en nette continuité avec le réticulum endoplasmique de sorte que leurs cavités peuvent communiquer largement (Fig.14 : flèches rouges). Ce dernier est remarquablement développé, en grande partie lisse (Fig.10,11,14,16) et forme des cisternae (dilatations) de taille très variable, s’enchevêtrant les unes dans les autres, correspondant aux "vacuoles" de la microscopie optique.
Les grains de sécrétion paraissent y naître près du pôle basal dans le réticulum endoplasmique (Fig.16). Ils sont régulièrement sphériques, homogènes, d’opacité variable, avec un contour très net comme tracé au compas mais parfois un peu " décollé " de la membrane qui les limite. Ils gagnent le pôle apical de l'adénocyte (Fig.10 à 12) ;  leur contenu y est extrudé dans la lumière (Fig.15), parfois  entre les pieds des microvilli et se joint au matériel sécrétoire qui l’emplit.Les autres organites sub-cellulaires sont de petites mitochondries sphériques (Fig.13,16), à crêtes estompées, à matrix très claire, siégeant surtout près du noyau  dans le pôle basal et de petites vésicules apicales. Ces dernières paraissent vides mais ont une membrane très contrastée (vésicules recouvertes) et sont parfois libérées dans la lumière avec le contenu des grains (Fig.15). Bien qu’il n’ait pas été observé de dictyosomes individualisés, elles pourraient avoir une origine golgienne. La cohésion  des adénocytes est assurée par de petites jonctions sub-apicales (desmosomes zonaires) (Fig.12).

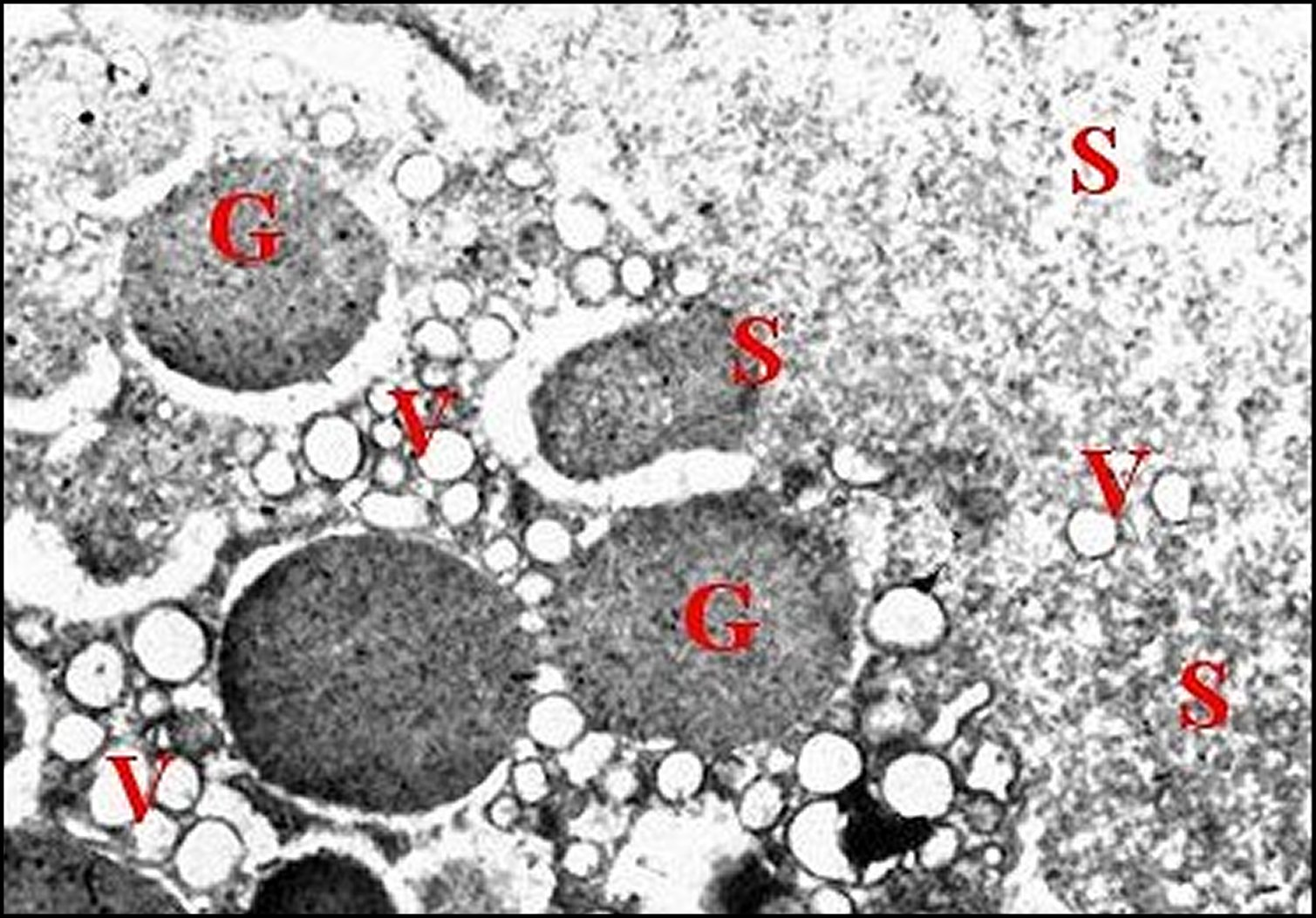
Fig.15 - Pholcus phalangioides mâle - Extrusion de la sécrétion au pôle apical. G, grains de sécrétion - S, sécrétion - V, vésicule (M.E.T.)

###### Variations
Variations numériques

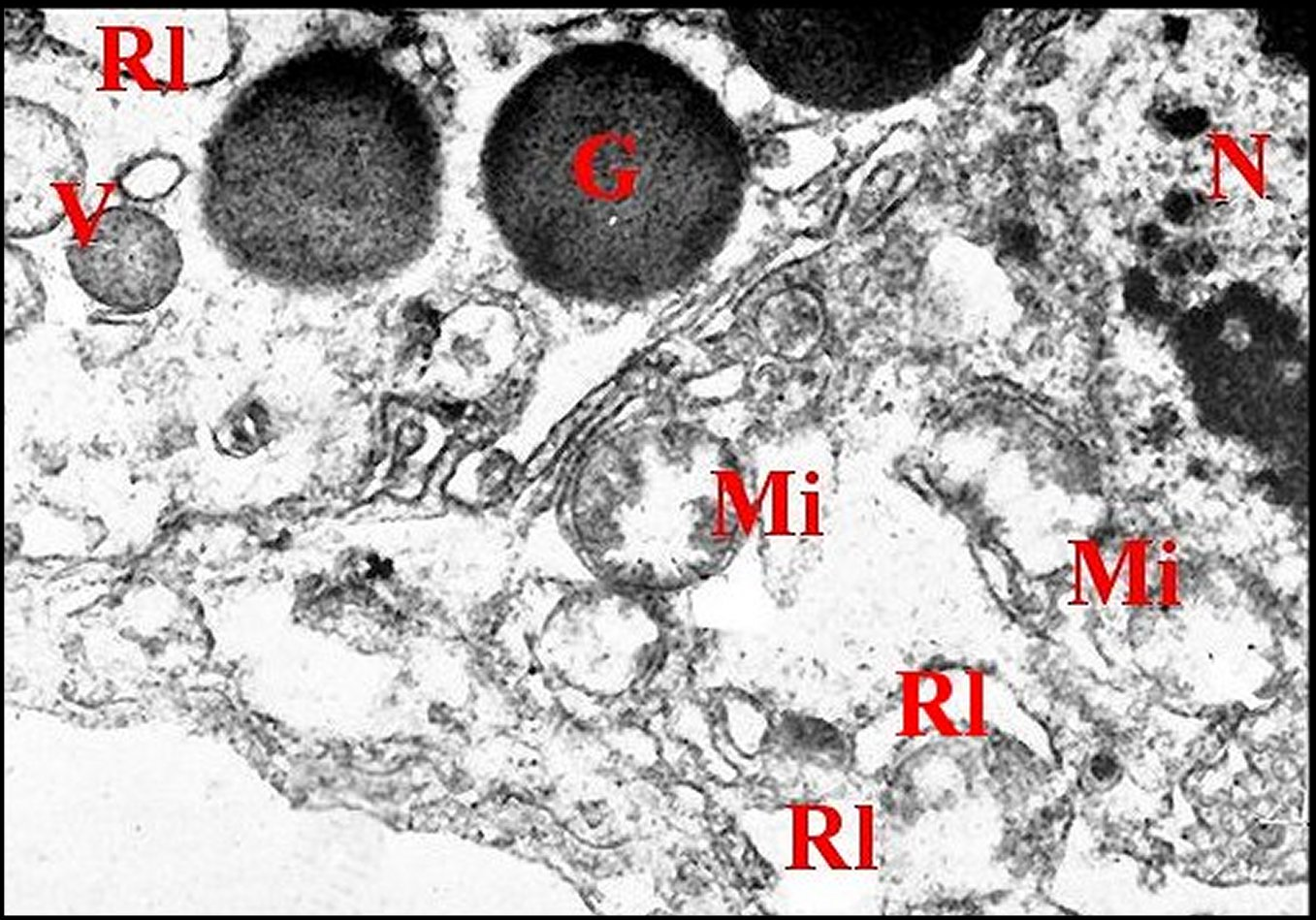
Fig.16 - Pholcus phalangioides mâle - Parties basales d'adénocytes prégonoporaux. G, grains de sécrétion - Mi, mitochondries - Ri, réticum V, vésicule (M.E.T.)

Etabli d’après celui de leurs fusules brisées et intactes, le nombre des corps glandulaires est réduit chez certaines Argyrodes (2 ou 3) et les Pholcidae(4 à 5), plus important chez certaines Araneidae (Gasteracantha, 6 à 8 ; Nemoscolus, 10 ; Cyrtophora, 15) et les Theridions (8 à 13), moyen chez Argiope (20) et Nephila, pouvant enfin atteindre la trentaine chez d’autres Araneidae. Les chiffres les plus élevés semblent caractériser Eresus niger ( Fig.) et les Mygalomorphes où Legendre(1972 : Scodra calceata) a pu dénombrer de 150 à 200 fusules. De même, ces dernières abondent chez la Mygale indigène Nemesia caementaria (Fig. ).
Variations morphologiques
Le corps glandulaire est généralement sphéroïdal ou piriforme, donc acineux. Il peut aussi s’allonger en un sac tronconique régulier (aspect tubulo-acineux d’Eresus niger : Fig.) ou de forme ovoïde (Pholcidae : Fig.).Chez Amaurobius erberi, le corps glandulaire paraît inhabituellement très petit dans les coupes histologiques et comme « sous-développé ».
Les grains de sécrétion ont un aspect uniforme dans la grande majorité des familles. Toutefois, chez Pisaura mirabilis et surtout certains Linyphiidae tels que Pityohyphantes phrygianus, ils se répartissent en deux lots conférant un net aspect mi-partie au corps de la glande (fig.17) : un lot supérieur ou distal dont les grains sont plus volumineux (diamètre 3 à 4 µ) et captent fortement l’éosine, donc acidophiles ; un lot inférieur, proximal ou juxta-canalaire dont les«boules» sont plus petites (2 µm) et se colorent en noir-bleuté par l’hématoxyline, donc basophiles, au point de se confondre avec le pigment mélanique de l’épiderme ventral sous-jacent (Fig.17). 
Variations volumétriques

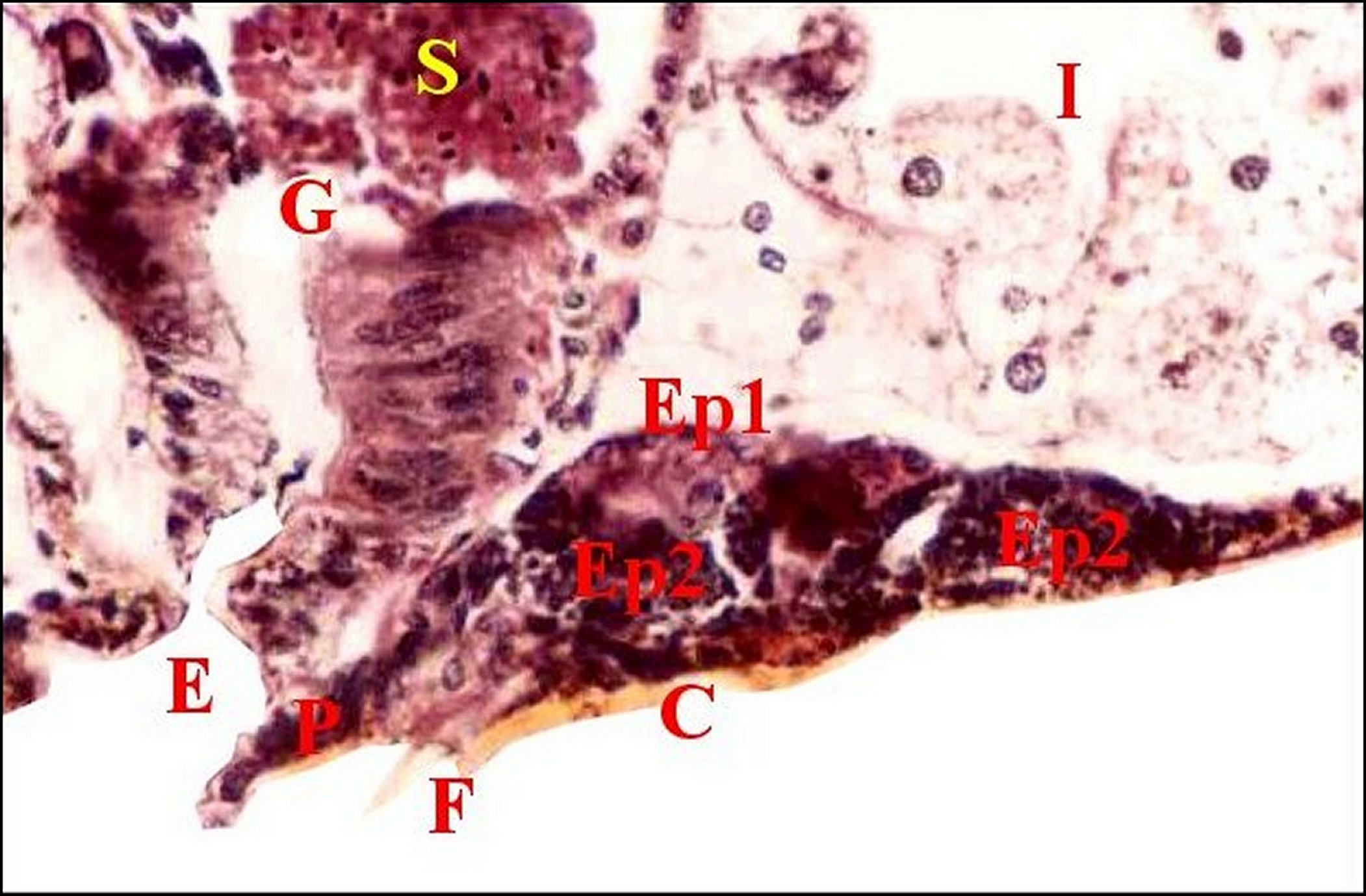
Fig. 17 - Pityohyphantes phrygianus, mâle : région épigastrique avec les glandes prégonoporales mi-parties C, cuticule ventrale - E, fente épigastrique - Ep1, Ep2, régions distale et proximale des glandes prégonoporales - F, fusule -G, gonopore ; P, épiderme ventral pigmenté ; S, spermatozoides (C.H.).

Les dimensions les plus importantes se rencontrent chez Eresus niger dont les tubulo-acini mesurent 480 µm de long, pour une largeur de 120, sont bourrés de grains acidophiles et se groupent en un massif cuneiforme dense, long de 1 mm. chez un mâle de 1,5 cm (Fig.18). Dans la famille des Pholcidae, la longueur varie de 150 µ (Pholcus) à 230 (Smeringopus) pour une largeur moyenne de 80. Les dimensions les plus modestes sont observées chez les Theridiidae dont le diamètre acineux n’excède pas 40 µm pour une épaisseur épithéliale quatre fois moindre.

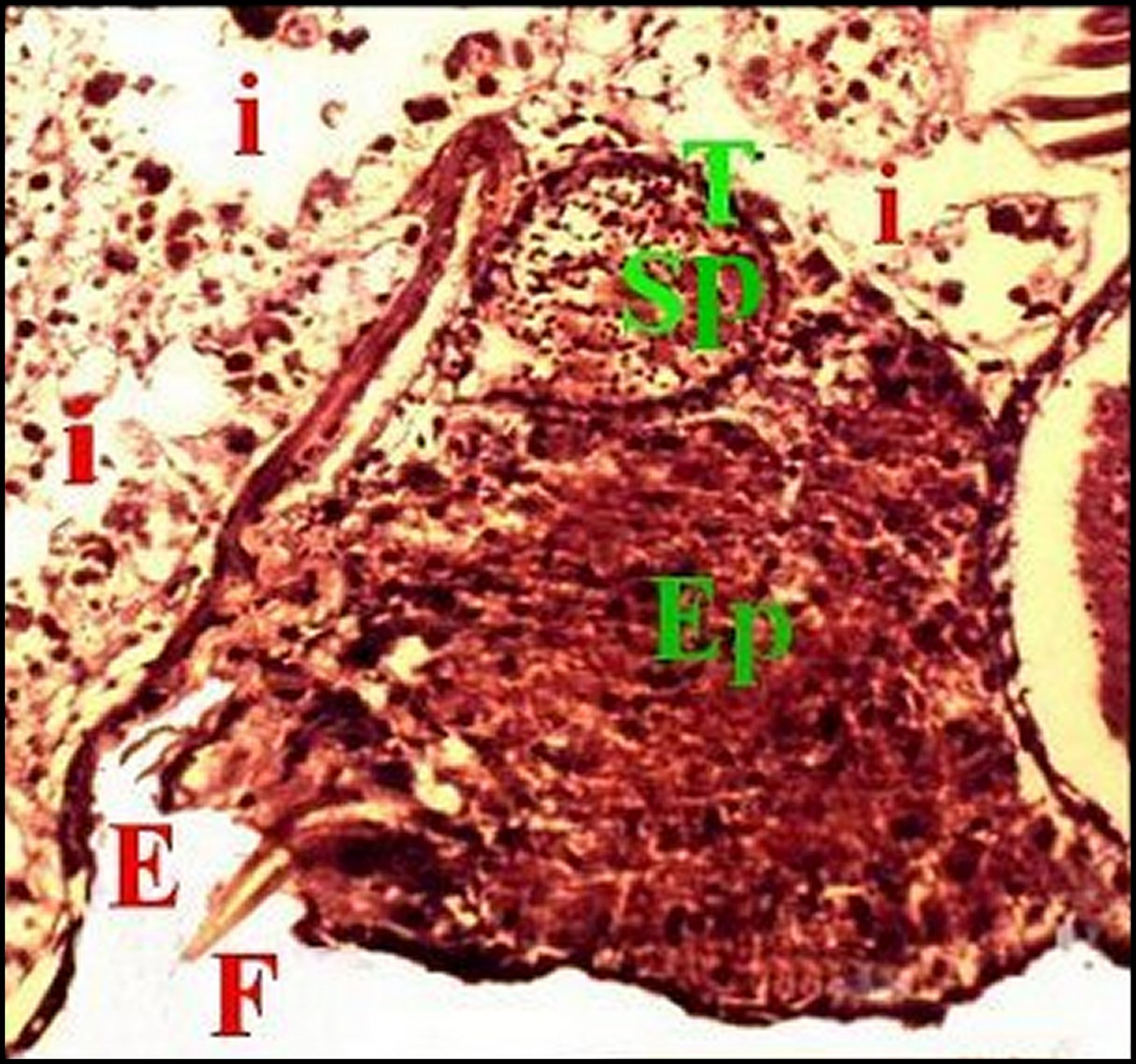
Fig.18 - d'Eresus niger mâle : région épigastrique avec lesglandes prégonoporales. E, fente épigastrique -Ep, massif de glandes prégonoporales - F, fusules - i, diverticules intestinaux - Sp, spermatozoïdes - T, canal commun terminal (C.H.).

Variations dans les rapports

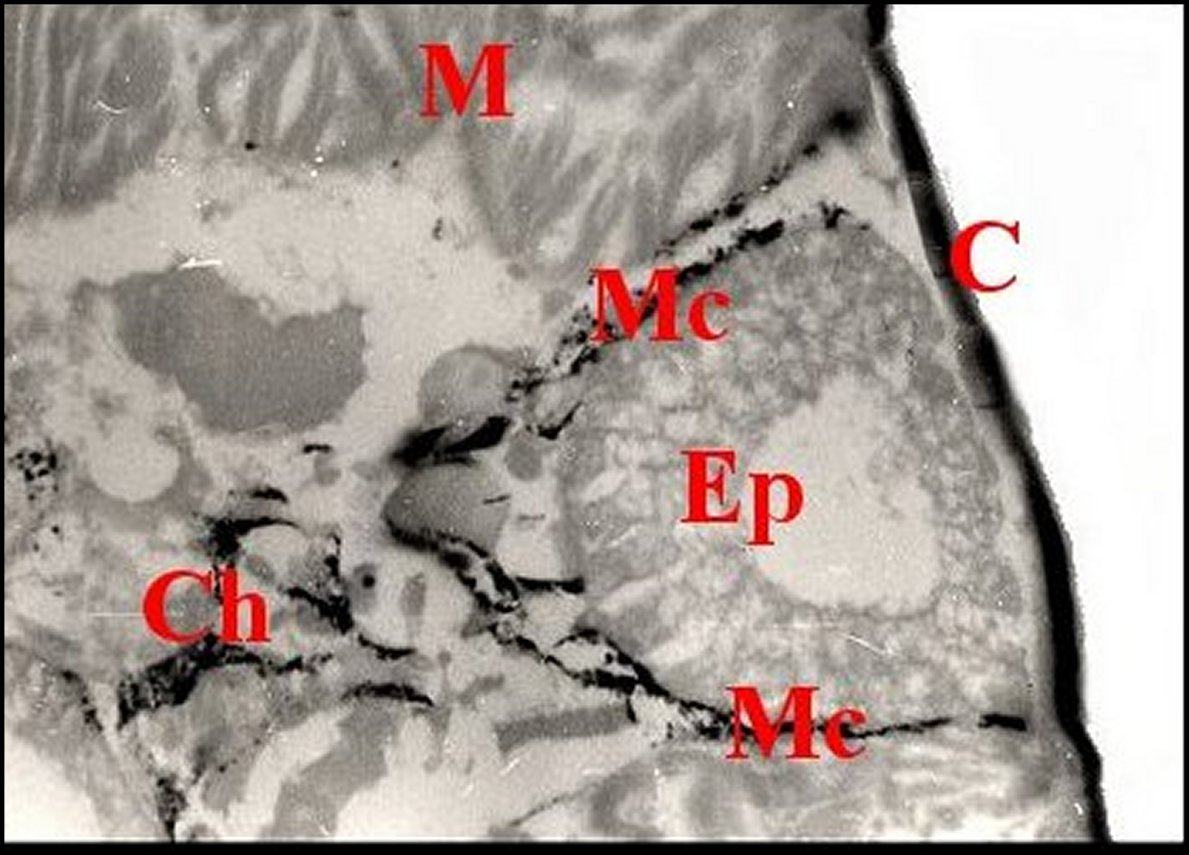
Fig. 19 - Holocnemus pluchei mâle : Glande prégonoporale(Ep) et son manteau (Mc) de chromatophores se retrouvant en profondeur (Ch). C, cuticule ventrale - M, muscle (C.H.).

Chez le Pholcide Holocnemus pluchei, il a été détecté la présence remarquable unique jusqu'ici chez les Araignées (peut être à l'exception de Diguetia canities), de cellules pigmentées rameuses , aussi-bien dans le céphalothorax que dans l'abdomen où ces chromatophores entourent chaque acinus épigastrique, lui formant un «manteau» caractéristique et soulignant ses contours (Fig.19).

##### Canaux

###### Histologie
Chaque canal se présente comme un fin conduit éosinophile (Fig.7 à 9), de calibre assez constant mais de longueur variable, rectiligne ou pelotonné sur lui-même, contenant une sécrétion acidophile (Fig.20) et entouré par au moins une cellule satellite dont le noyau dense, très chromatique, est seul bien visible, surtout au voisinage du collet (Fig.9).

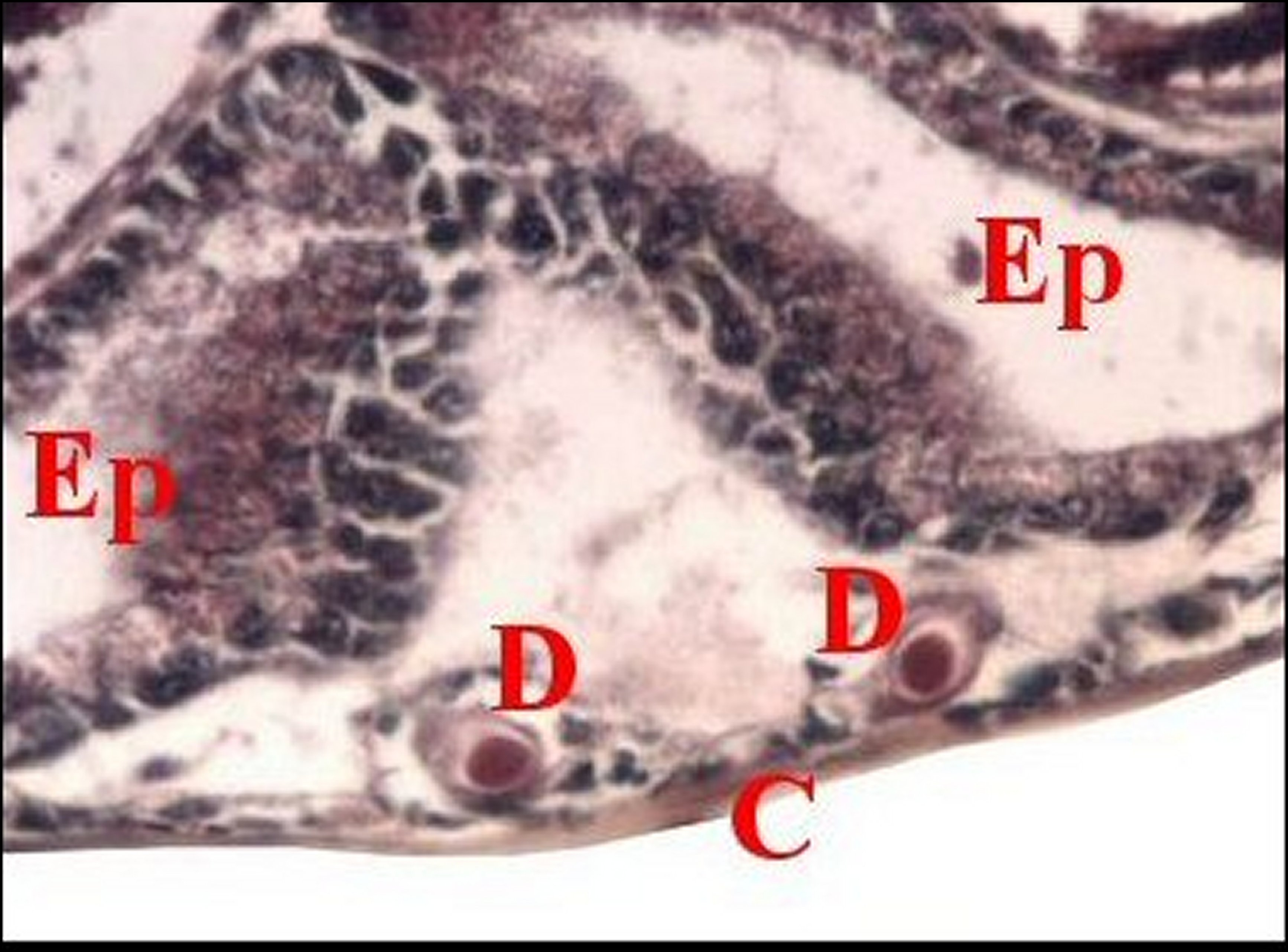
Fig.20- Pholcus phalangioides mâle : région épigastrique, coupe transversale. C, cuticule ventrale - D, canaux excréteurs - Ep, corps de leurs glandes prégonoporales.(C.H.).

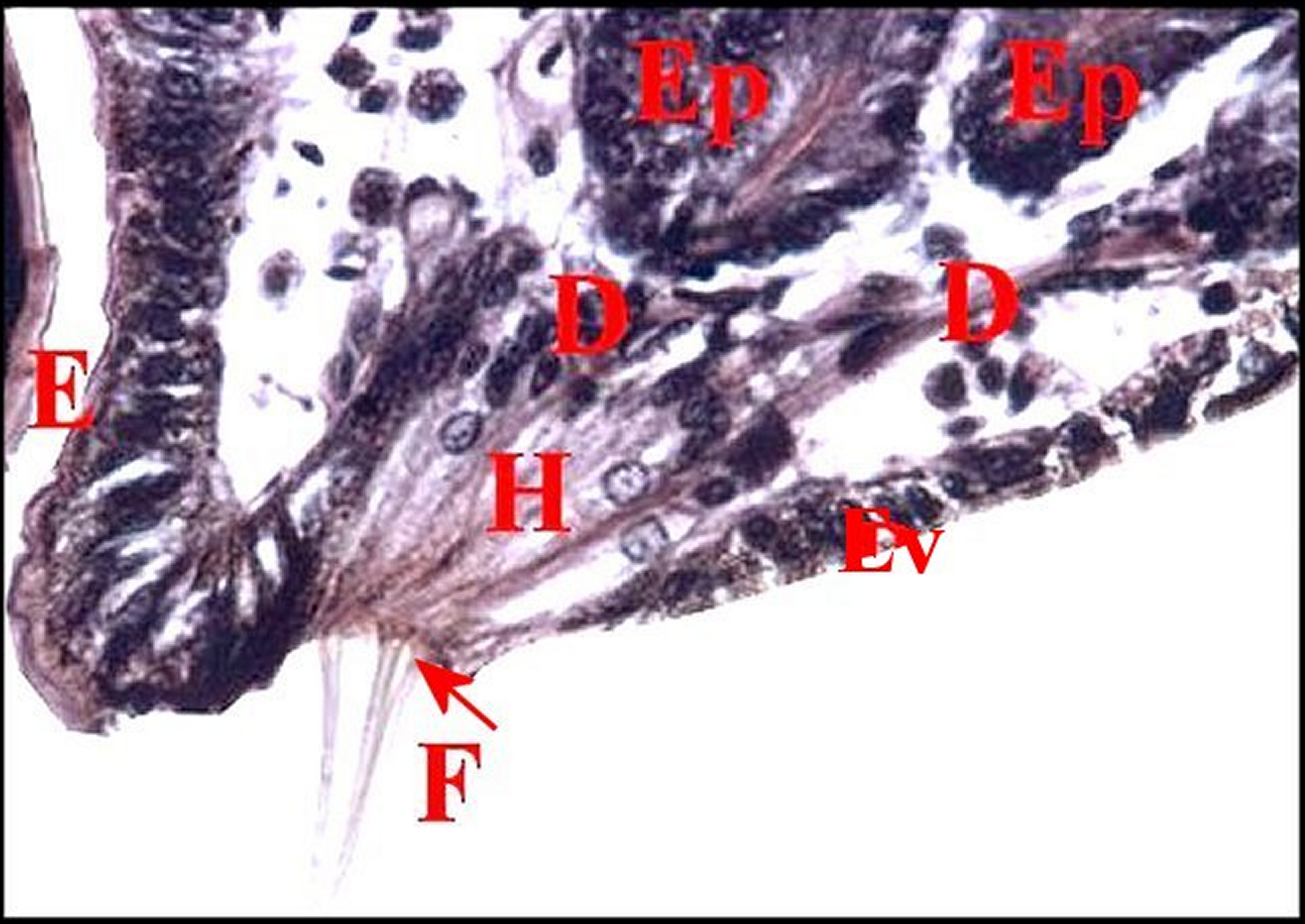
Fig. 22 - Argiope bruennichi mâle, glandes prégonoporales et leur terminaison. D, canaux excréteurs - E, fente épigastrique - Ep, glandes prégonoporales et leur épithélium - Ev, épiderme ventral - F, fusules - H, épiderme modifié sous le puits. Flèche : dépression cuticulaire du puits (C.H.).

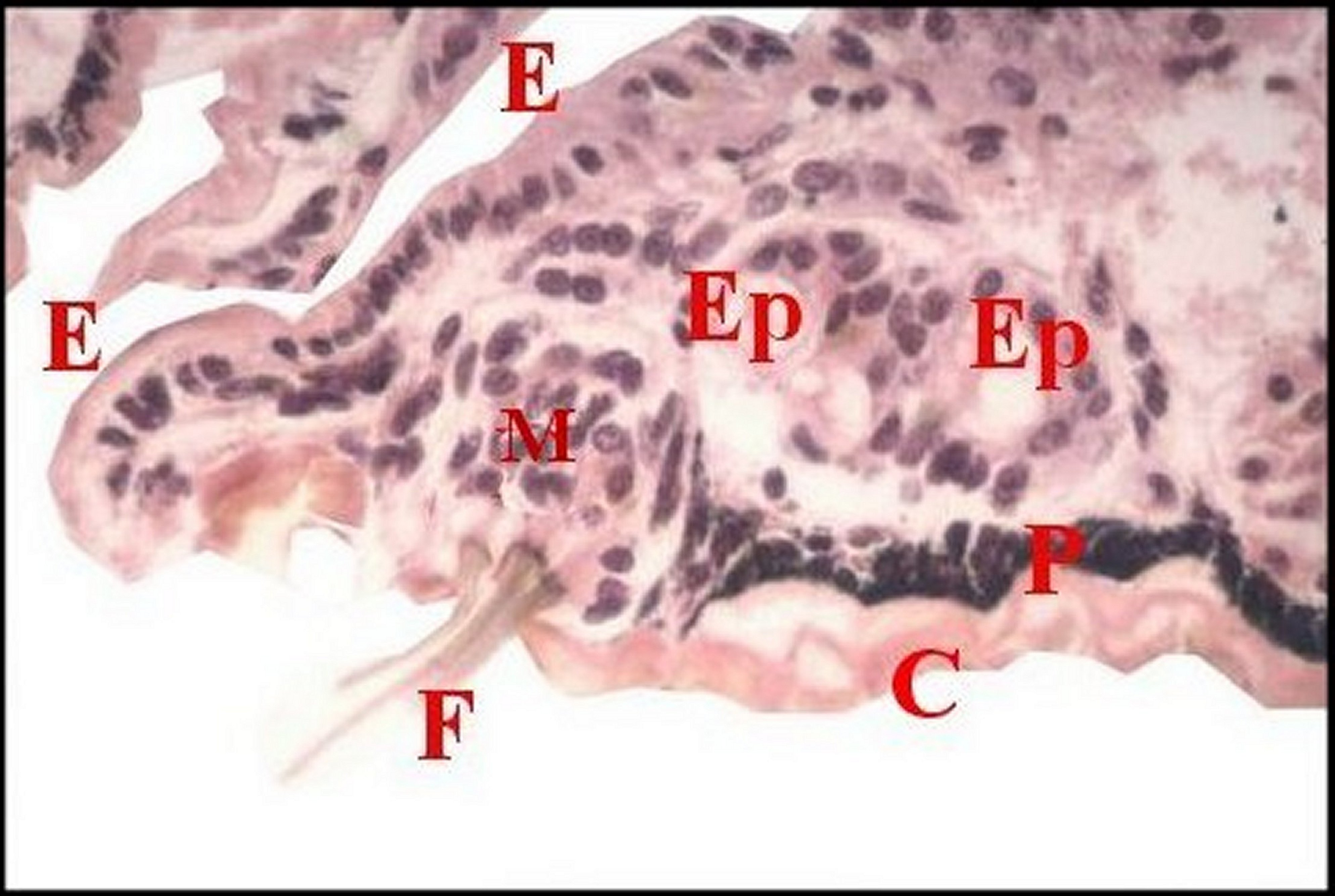
Fig.21- Philaeus chrysops mâle : région épigastrique, glandes prégonoporales et leur terminaison .C, cuticule - E, fente épîgastrique - Ep, glandes prégonoporales et leur épithélium - F, fusules - M, épiderme modifié. Les organes gonoporaux ne sont pas visibles (C.H.).

Juste avant d’aboutir à sa fusule, le canal traverse généralement un épiderme modifié (Fig.21,22). que Marples (1967) décrivit pour la première fois chez Hickmania dans une étude histologique rudimentaire. Cet épithélium, plus ou moins concave, déprimé en «cupule» ou «puits» (« pit ») (Fig.22), est formé par des cellules prismatiques hautes, à noyaux basaux, à cytoplasmes clairs, d’aspect «fibrillaire», pouvant renfermer des grains de pigment mélanique et est surmonté par un revêtement cuticulaire strié.

###### Ultrastructure
Chaque canal est formé par une cuticule d’abord striée puis homogène, qu’entourent des cellules satellites ou canalaires remarquables par une disposition complexe de leurs membranes (Fig.23). 

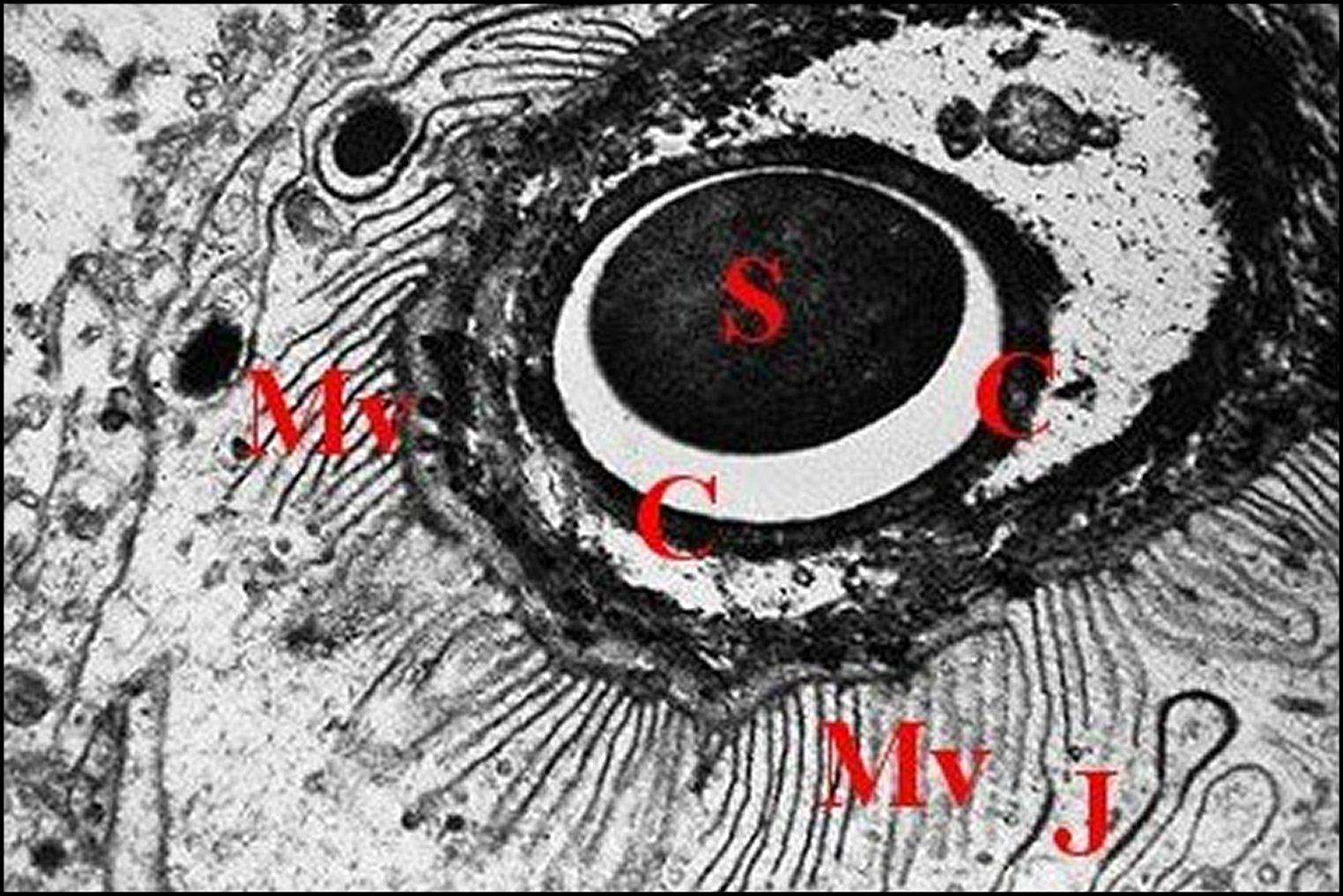
Fig. 23 - Araneus sericatus mâle : canal de glande prégonoporale. C, cuticule - J, jonction - Mv, microvilli - S, sécrétion (M.E.T.)

La cuticule paraît se délaminer peu avant sa terminaison.Le pôle apical de chaque cellule canalaire est uni à celui des voisines par des jonctions zonaires et compartimenté par de profondes invaginations de son plasmalemme en microvillosités nombreuses et parallèles . Ces microvilli montrent des densifications apicales et sont séparées de la cuticule par un espace extracellulaire. Des vésicules d’endocytose sont visibles entre leurs pieds (Fig.23).

##### Fusules épigastriques
Dans les coupes histologiques (C.H.), à la loupe binoculaire et surtout au microscope électronique à balayage (M.E.B), les fusules se présentent comme des structures de forme assez constante mais de disposition plus variable. Leur compte permet évidemment celui des corps acineux, donc des glandes prégonoporales, souvent difficile et parfois impossible dans les coupes histologiques (C.H.) lorsqu’elles y sont trop nombreuses. Soulignons qu'elles ne doivent pas être confondues avec les poils qui les entourent, surtout lorsqu'ils sont lisses (Fig. ), plutôt que barbelés (Fig. ).

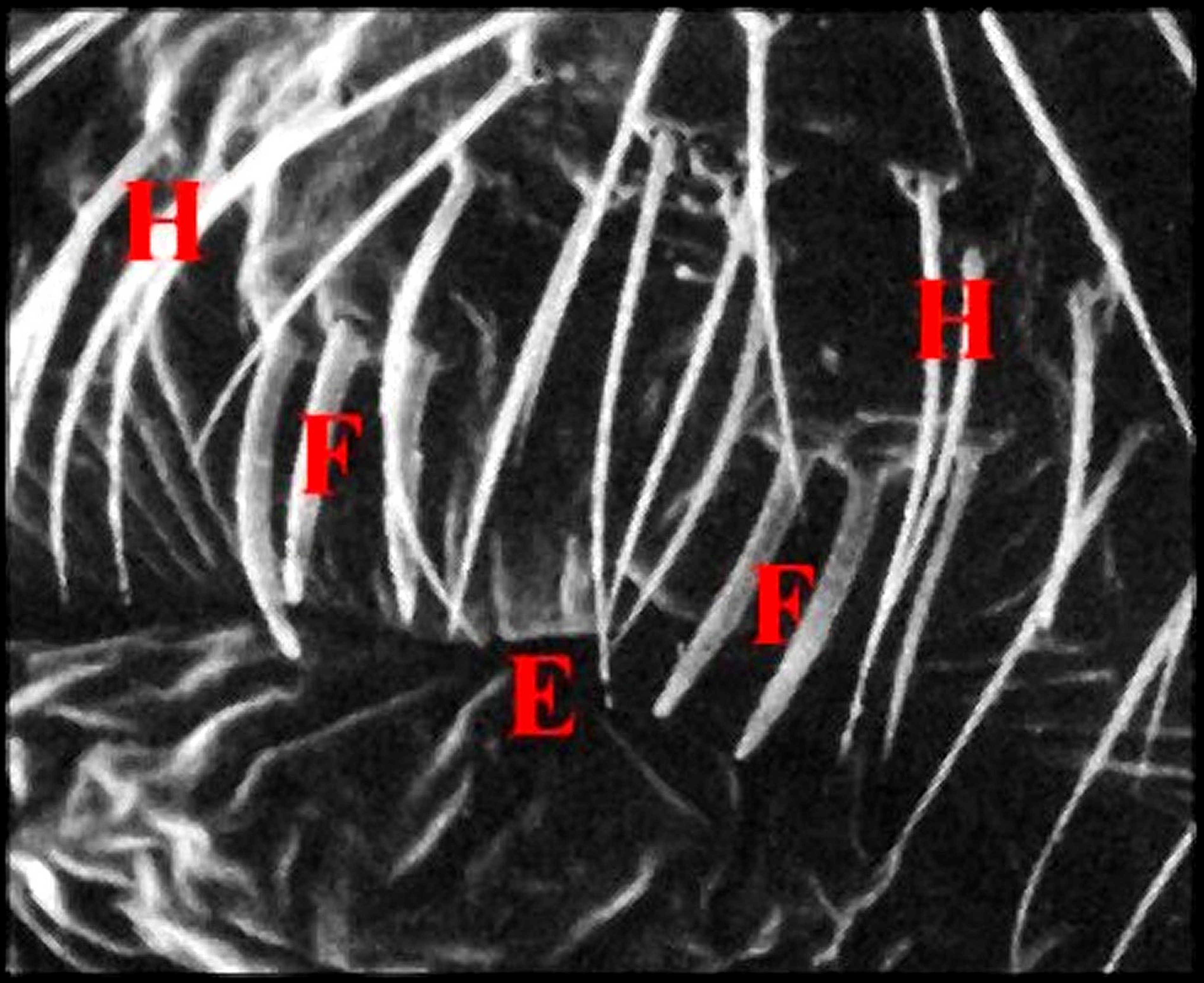
Fig.26 - Holocnemus pluchei mâle : fusules (F) - E, fente épigastrique - H, poils (M.E.B.).

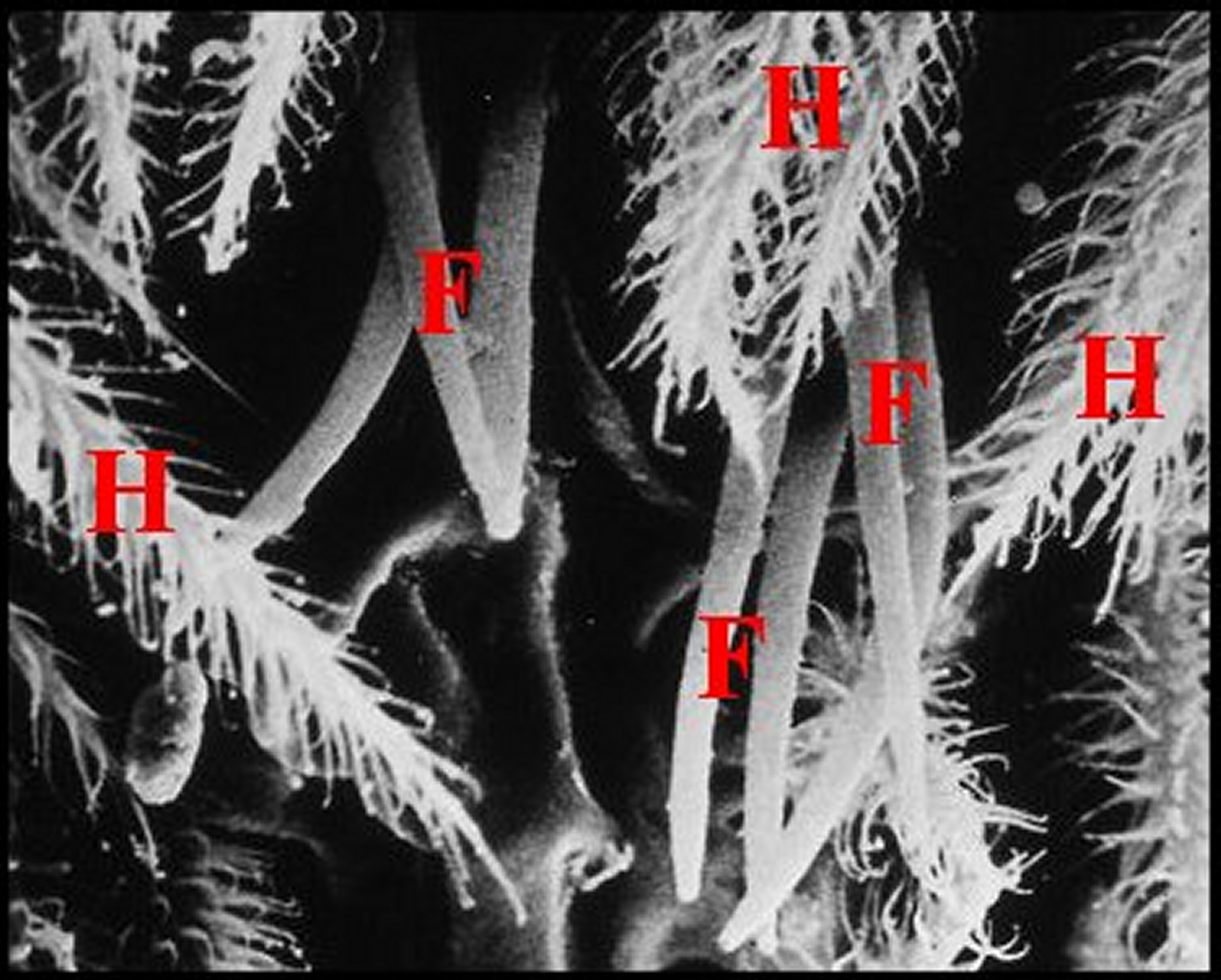
Drassodes lapidosus mâle : deux groupes de fusules (F). H, poils(M.E.B.).

###### Forme

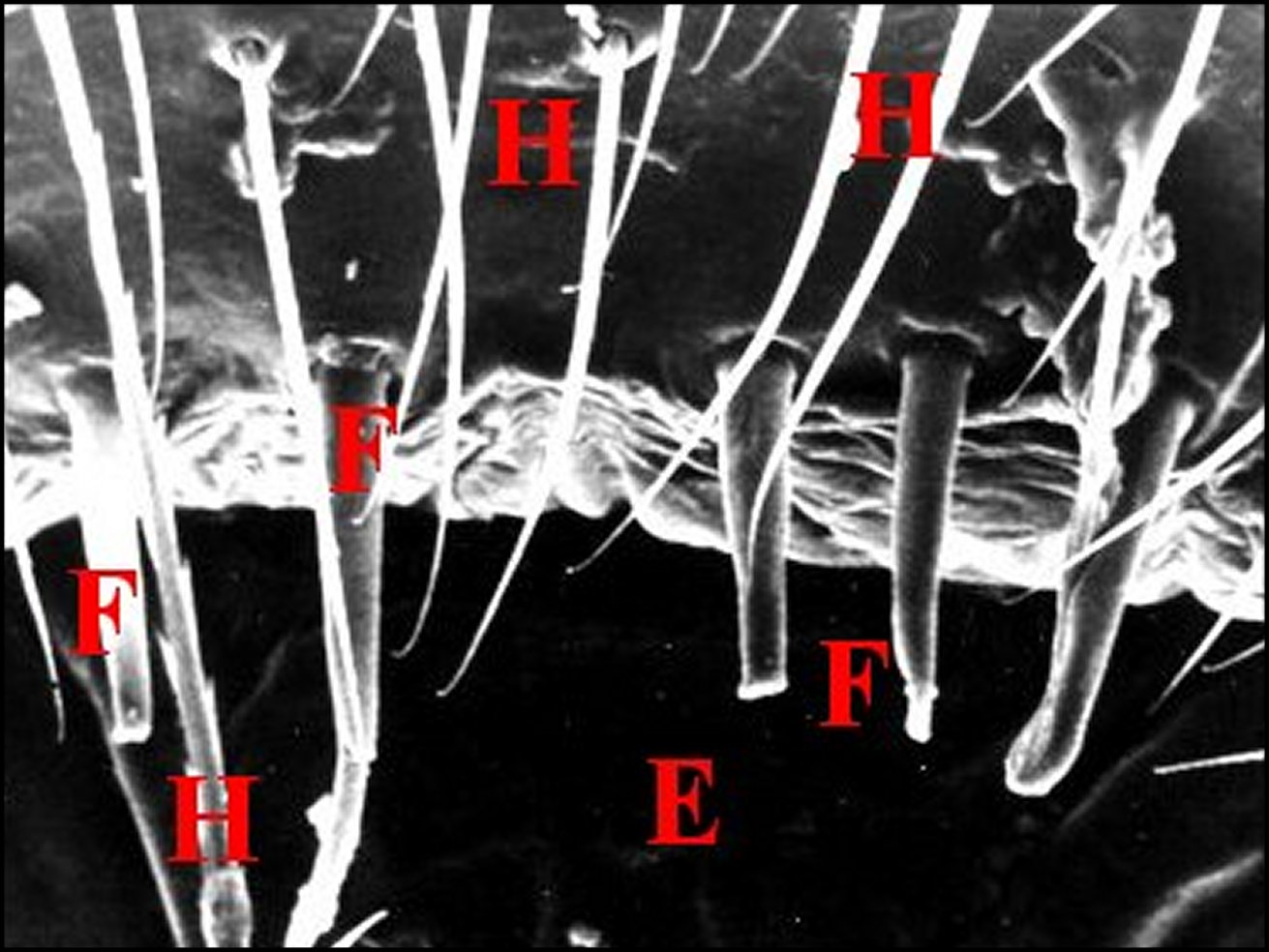
Fig. 25 - Pholcus phalangioides mâle : fusules (F) - E, fente épigastrique - H, poils (M.E.B.).

De prime abord, les fusules épigastriques évoquent celles des filières de glandes séricigènes d'un aspect assez uniforme chez toutes les Araignées(Fig.24). 
Elles sont alors

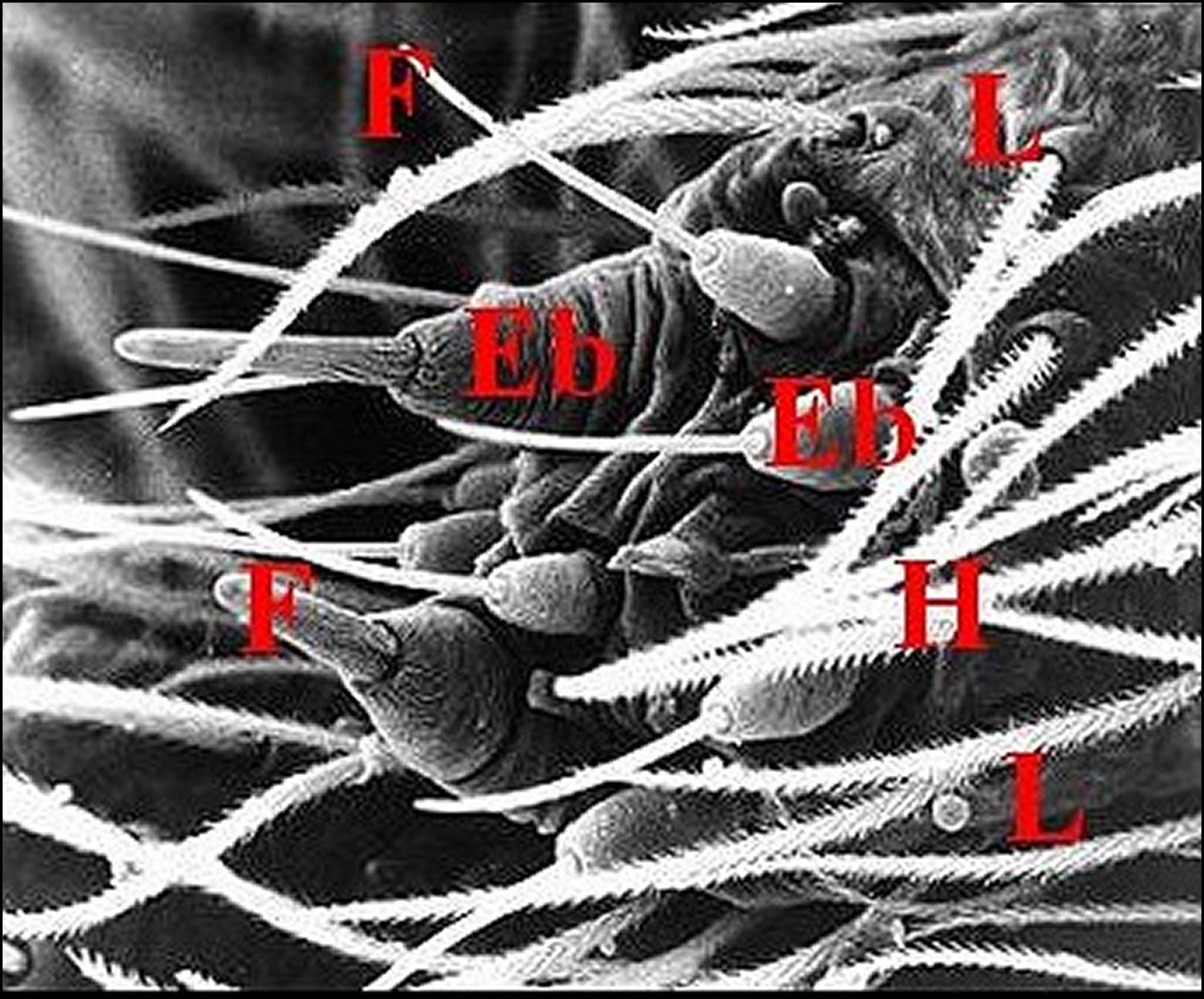
Fig. 24 - Hahnia sp. : filière antérieure de glandes à soie - F, fusules de deux types et leurs embases (Eb) - H, poils - L, filière (M.E.B)

♦ presque droites dans les genres Holocnemus (Pholcidae)(Fig.26), Nemesia (Ctenizidae) (Fig.32), Argiope (Araneidae)(Fig.), Micrathena (Araneidae) (Fig.27) et Philoponella republicana (Uloboridae(Fig.28).

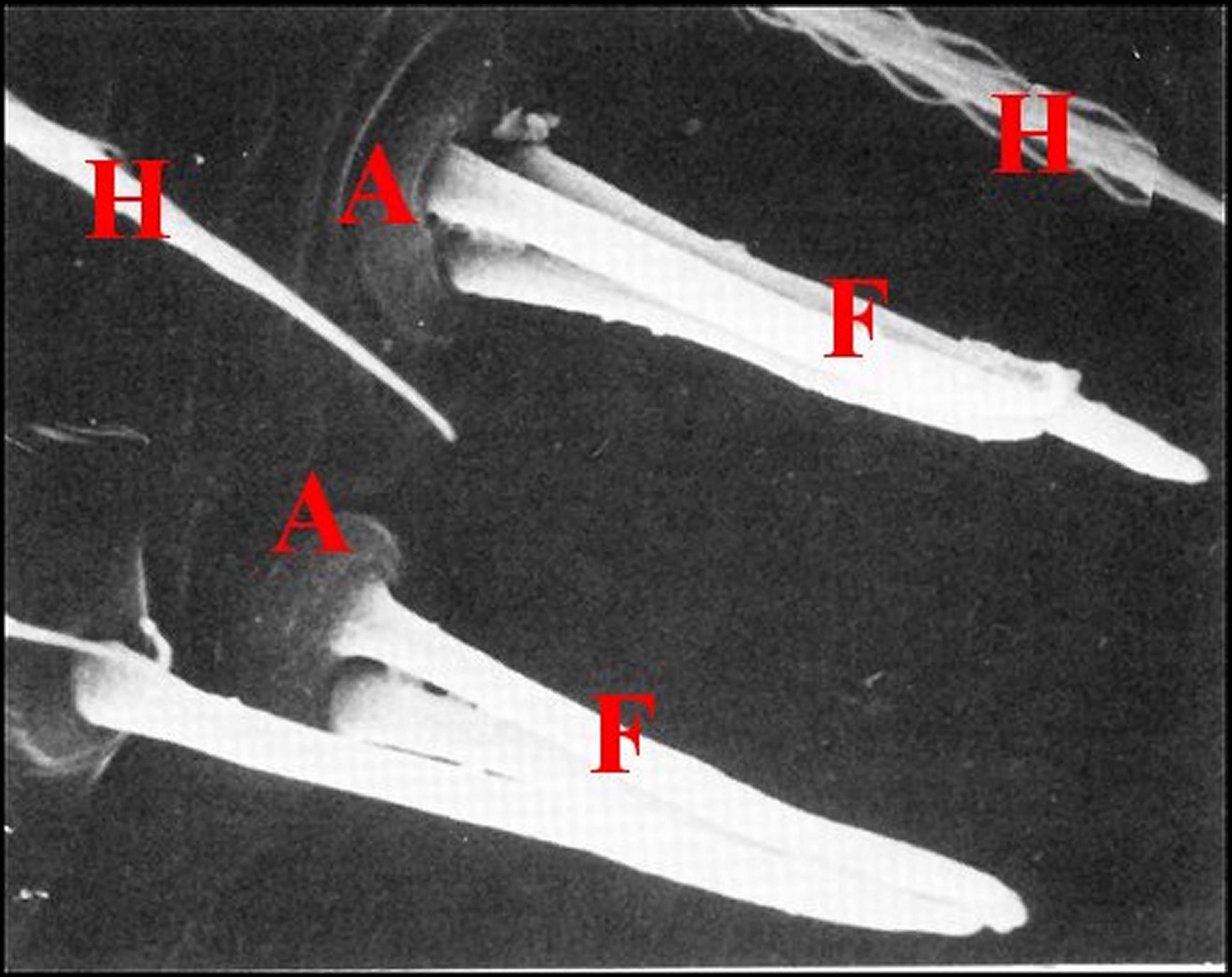
Fig.28 - Philoponella sp. (Guyane) mâle. Deux groupes de fusules : A, alvéole - F, fusule - H, poil (M.E.B.).

♦ plus ou moins arquées chez Scytodes (Scytodidae)(Fig.), Nesticus Nesticidae)(Fig.) et Araniella (Araneidae)(Fig. ).

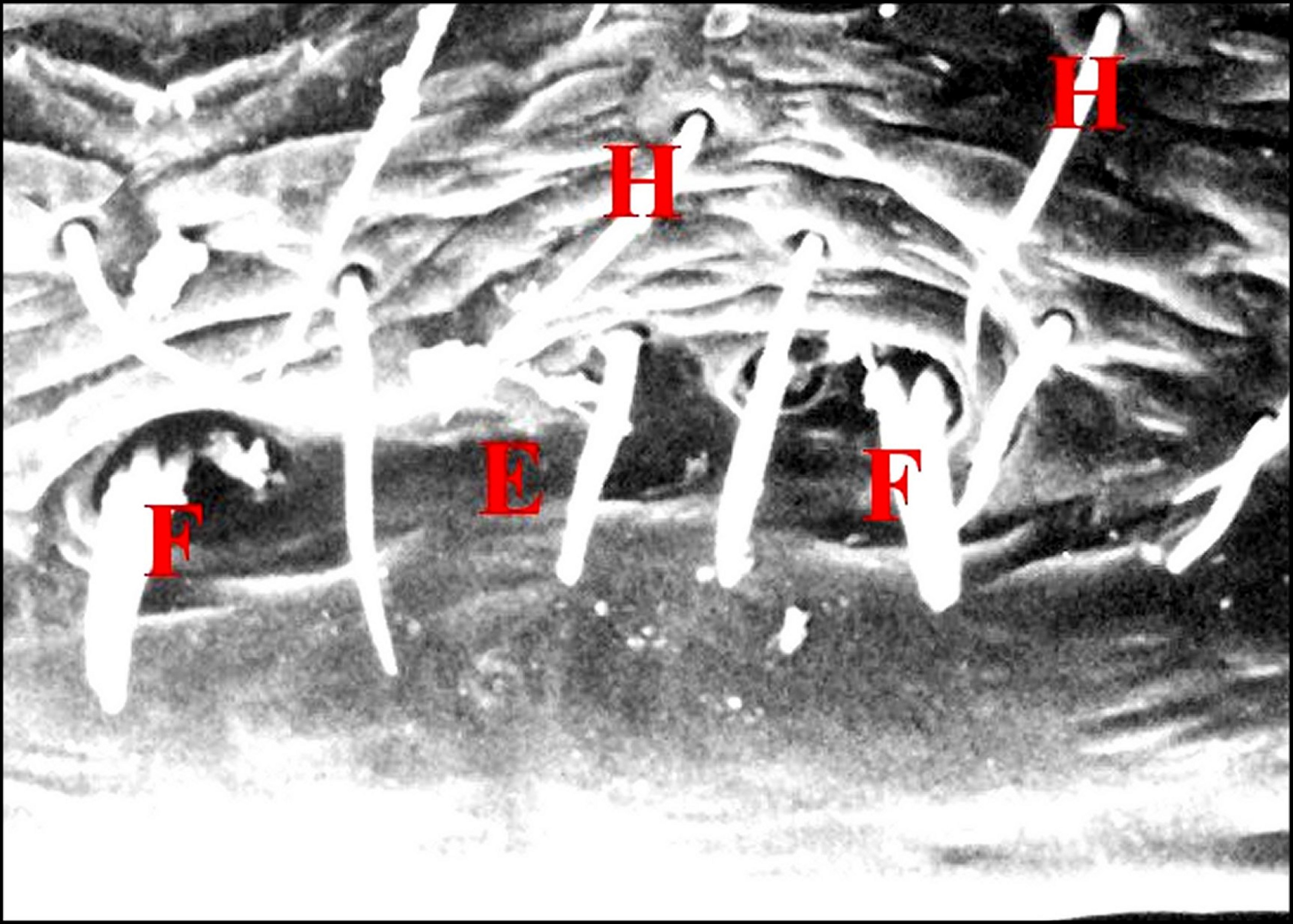
Fig.27 - Micrathena schreibersi mâle, ensemble des fusules épigastriques : F, fusules - E, fente épigastrique - H, poils (M.E.B.).

♦un peu «tordues» dans les genres Leptoneta (Leptonetidae) et Saitis (Salticidae).
Les fusules épigastriques ne sont pas lisses dans l’ensemble mais un peu striées-cannelées suivant la longueur.
Amaurobius erberi Amaurobiidae) représente le seul cas où leur surface soit garnie de spinules (Fig.29)  

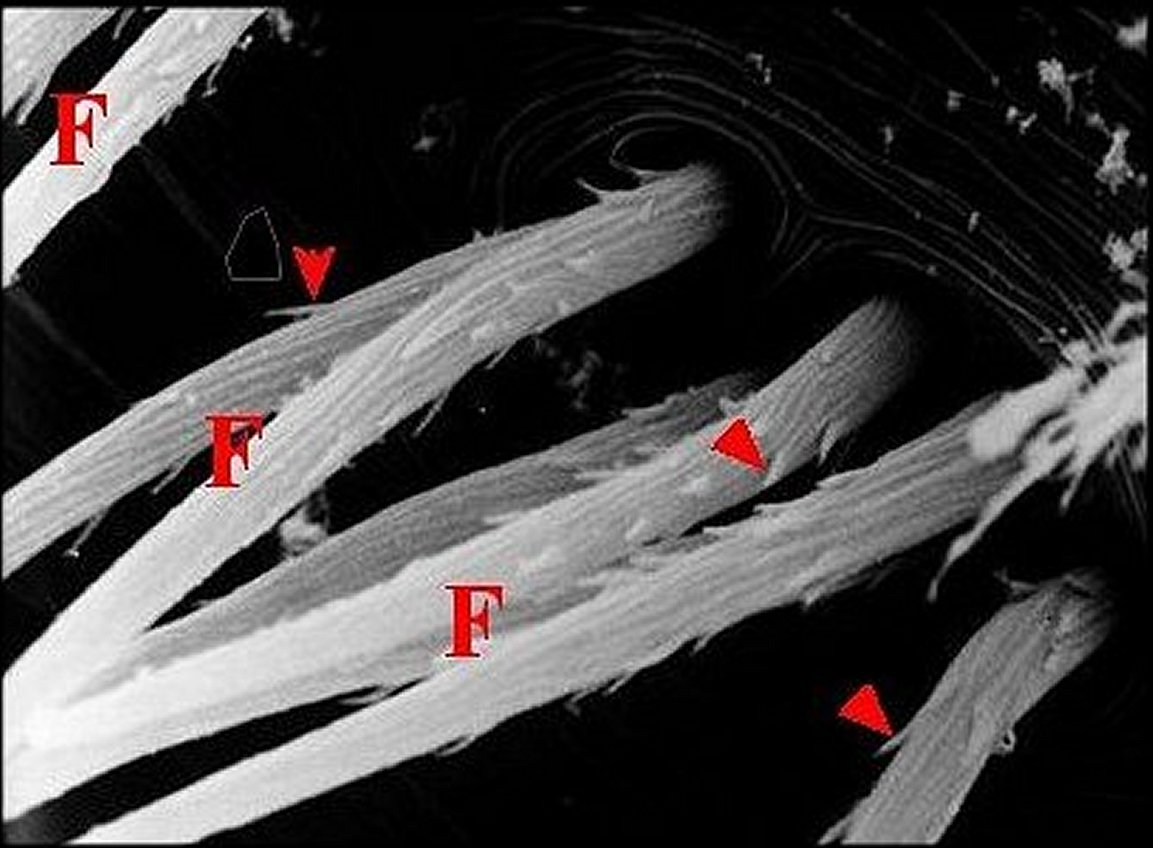
Fig.29 - Amaurobius erberi mâle : fusules prégonoporales (F) avec leurs spinules (flèches) (M.E.B.).

Le point de jonction de la fusule avec le tégument ventral montre une grande diversité d’aspects surtout visible en M.E.B. Il peut être :
♦ de niveau avec une surface tégumentaire plane dont la fusule fait directement saillie : Nemesia caementaria (Fig. ) et Atypus affinis (Fig. ) (Mygalomorphae).
♦sur un léger relief en "coussin" : Filistata insidiatrix (Filistatidae).
♦ enfoncé dans une alvéole arrondie de sorte qu’il apparaît entouré d’un sillon circulaire, simple (Amaurobius) (Fig.29) ou lui-même encerclé par un relief cupuliforme plus ou moins saillant, soit lisse (Salticus scenicus : Fig. ; Pholcus phalangioides : Fig.25), soit décoré de crêtes concentriques très nettes (Leptoneta infuscata minos)(Fig.30).

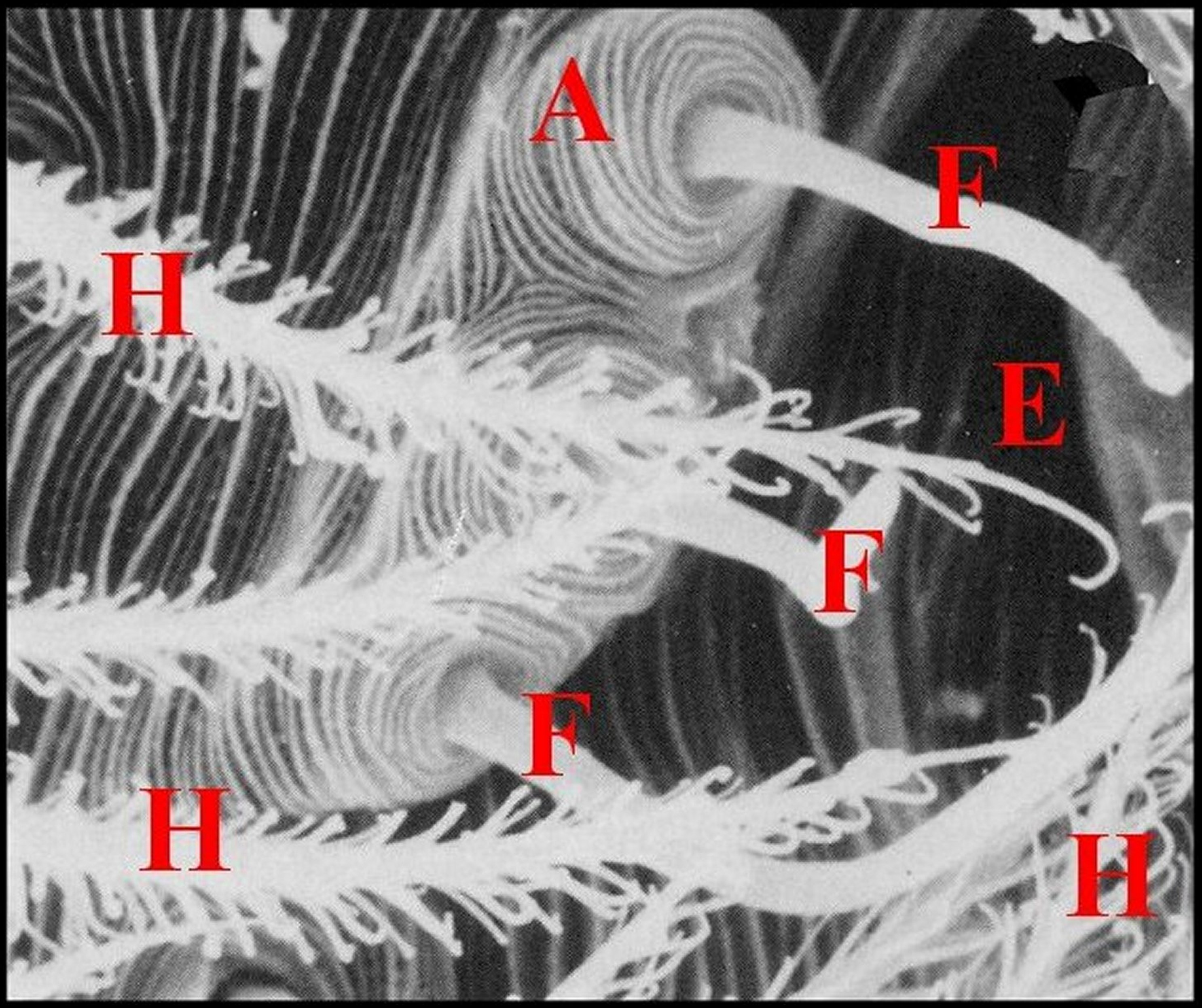
Fig.30 - Leptoneta infuscata minos mâle : deux des fusules épigastriques prégonoporales. E, fente épigastrique - F, fusules - H, poils (M.E.B.).

De plus, la base des fusules épigastriques ne montre pas un profil modifié, alors que celle des fusules de glandes séricigènes est caractérisée par un élargissement bulbeux ou en cône (Fig.24). Les Ochyroceratidae font toutefois exception car leurs fusules épigastriques ont une embase élargie remarquable au-dessus de laquelle chaque fût s'effile progressivement comme chez Ochyrocera peruana, Ochyrocera thibaudi et Ochyrocera caeruleoamethystina ,, (Fig.31 et 32).

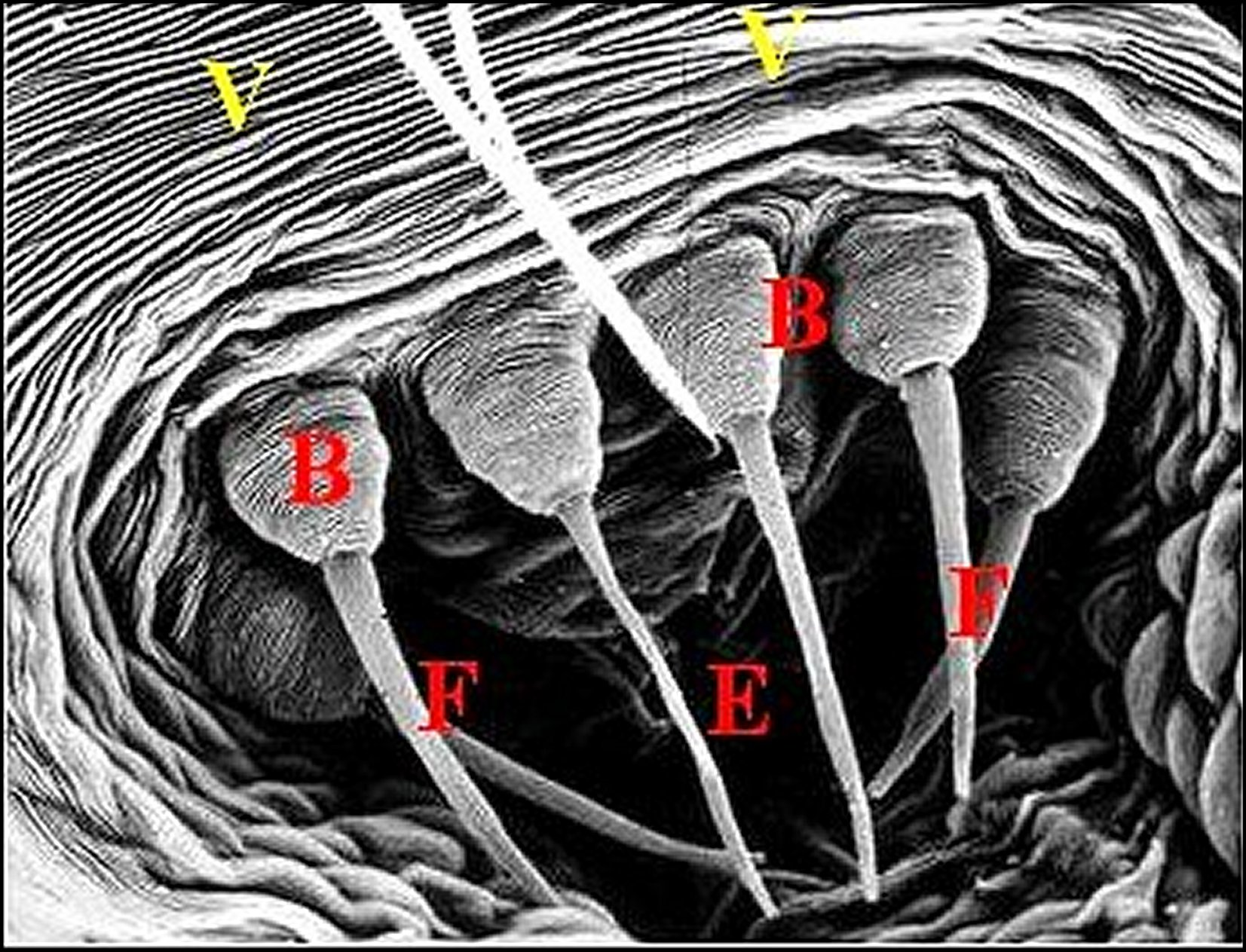
Fig.32 - Ochyrocera caeruleo-amethystina, mâle : fusules épigastriques.E, fente épigastrique - F, fusules et leur embase (B) - H, poils - V, face ventrale de l'épigastre en avant des fusules (M.E.B.).

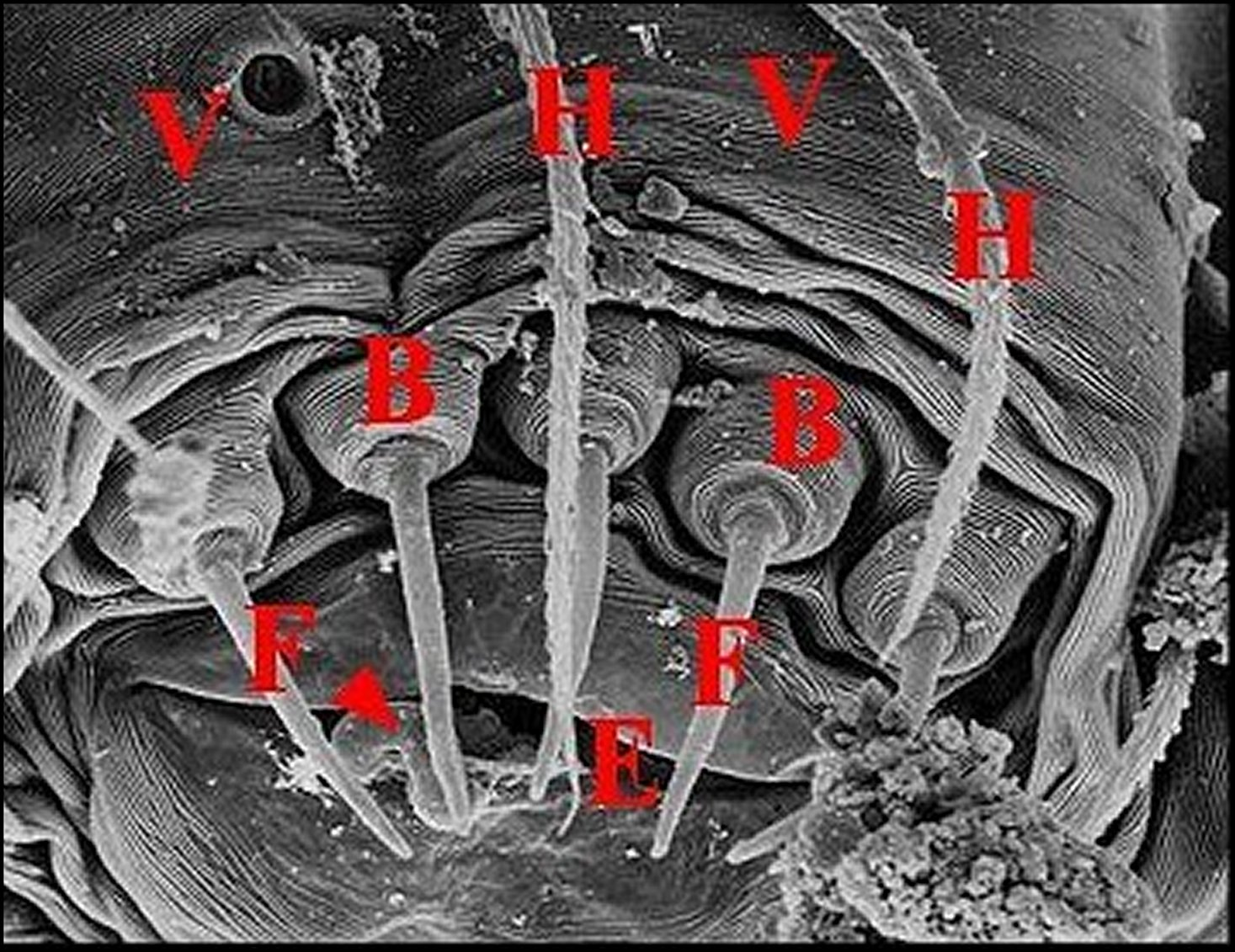
Fig.31 - Ochyrocera thibaudi,mâle : fusules épigastriques. E, fente épigastrique - F, fusules et leur embase (B) - H, poils - V, face ventrale de l'épigastre en avant des fusules. Flèche : cordon spermatique sortant de la fente (M.E.B).

De même, chez les Tetragnathidae Tetragnatha extensa et Pachygnatha clercki, chaque fusule possède une embase cylindrique à sommet tubulaire que prolonge le fût (Fig. ). 

###### Dispositions

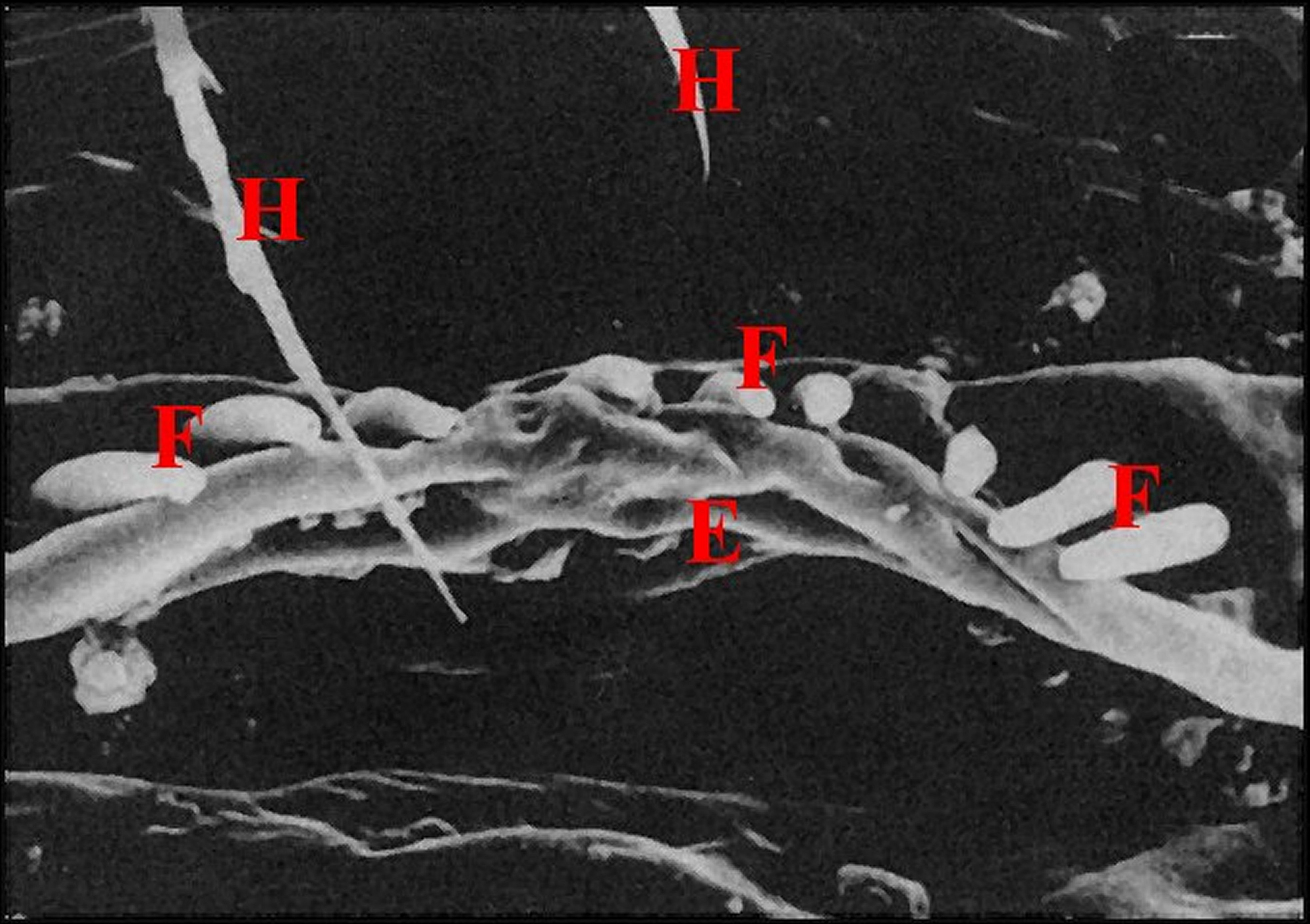
Fig. - Scytodes thoracica mâle : ensemble des fusules épigastriques. E, fente épigastrique - F, fusules - H, poil (M.E.B.).

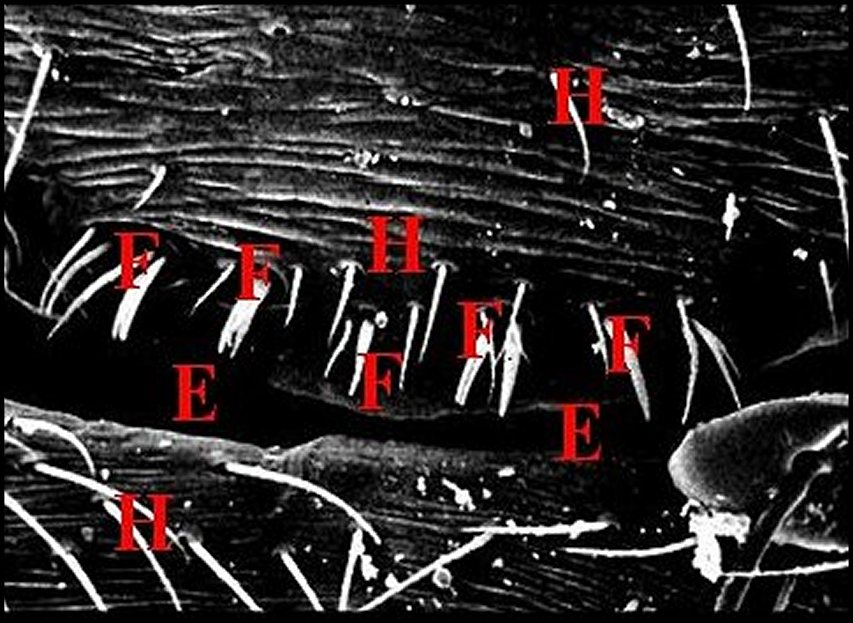
Fig. - Araniella cucurbitina mâle : région épigastrique. E, fente homonyme - F, fusules en six groupes - H,poils (M.E.B.).

La disposition des fusules, que l'on peut qualifier de "fusulotaxie"(réemployant ainsi un "suffixe" parfois accolé au nom de certains poils sensoriels, les trichobothries = "trichobothriotaxie") est très variable suivant les groupes et atteint son maximum d'originalité dans le cas des Tetragnathidae.

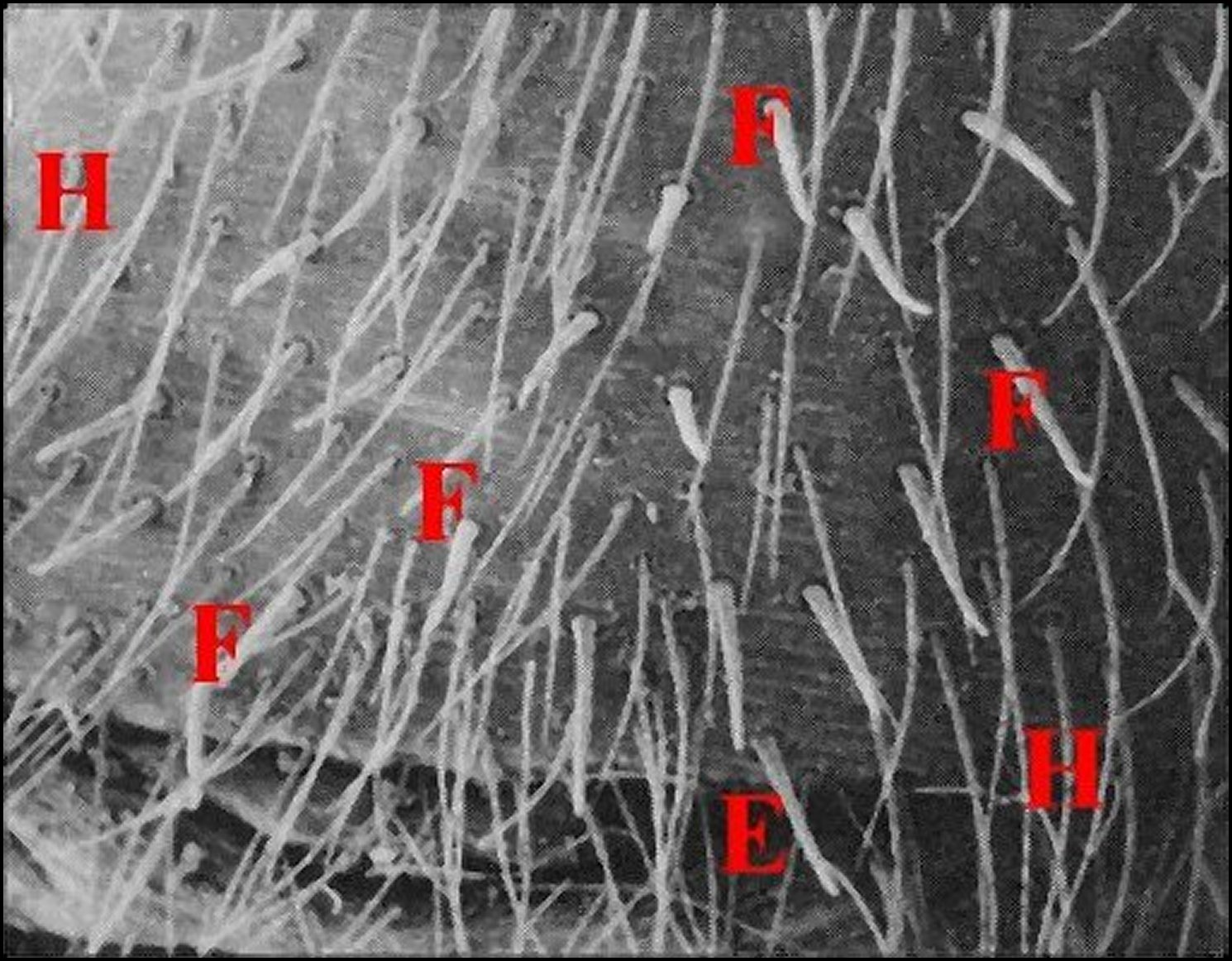
Fig. 32- Nemesia caementaria mâle : fusules (F) - E, fente épigastrique - H, poils (M.E.B.).

Chez les Mygalomorphae, telles que Nemesia caementaria (Fig.) et Atypus affinis (Fig. ), les fusules sont très nombreuses, solitaires et disposées sans ordre sur presque toute l’étendue de l’aire épigastrique.

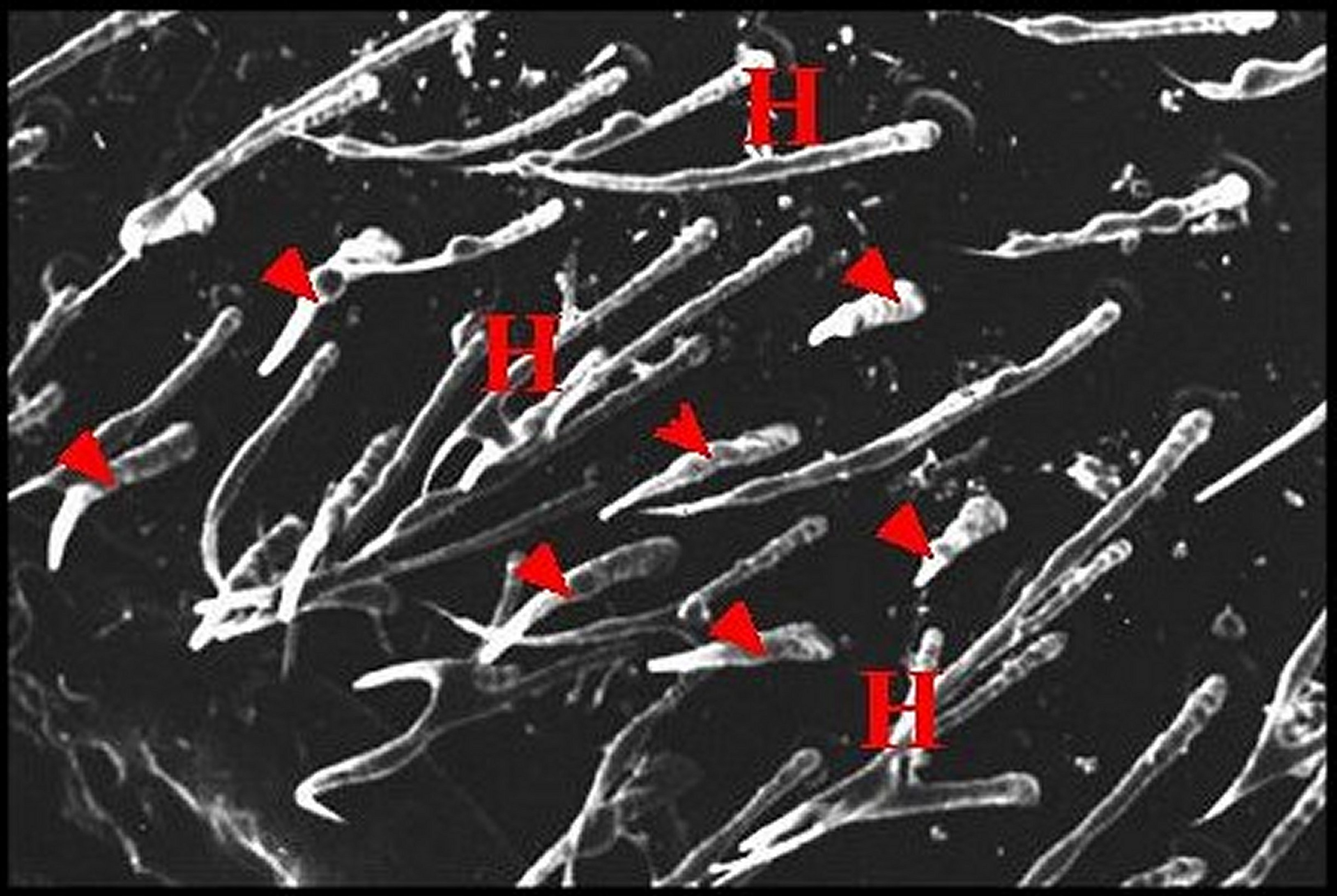
Fig. 33 - Atypus affinis mâle. H, poils. Flèches : fusules disposées sans ordre (M.E.B.).

Chez les Araneomorphae, elles peuvent être
♦ isolées, peu nombreuses et sur une seule file : 5 dans le genre Ochyrocera (Ochyroceratidae)(Fig. à ), 9 chez Scytodes thoracica (Scytodidae) (Fig.).

• plus nombreuses (13 à 14) et tendant à se disposer sur deux files chez Nesticus cellulanus (Nesticidae).

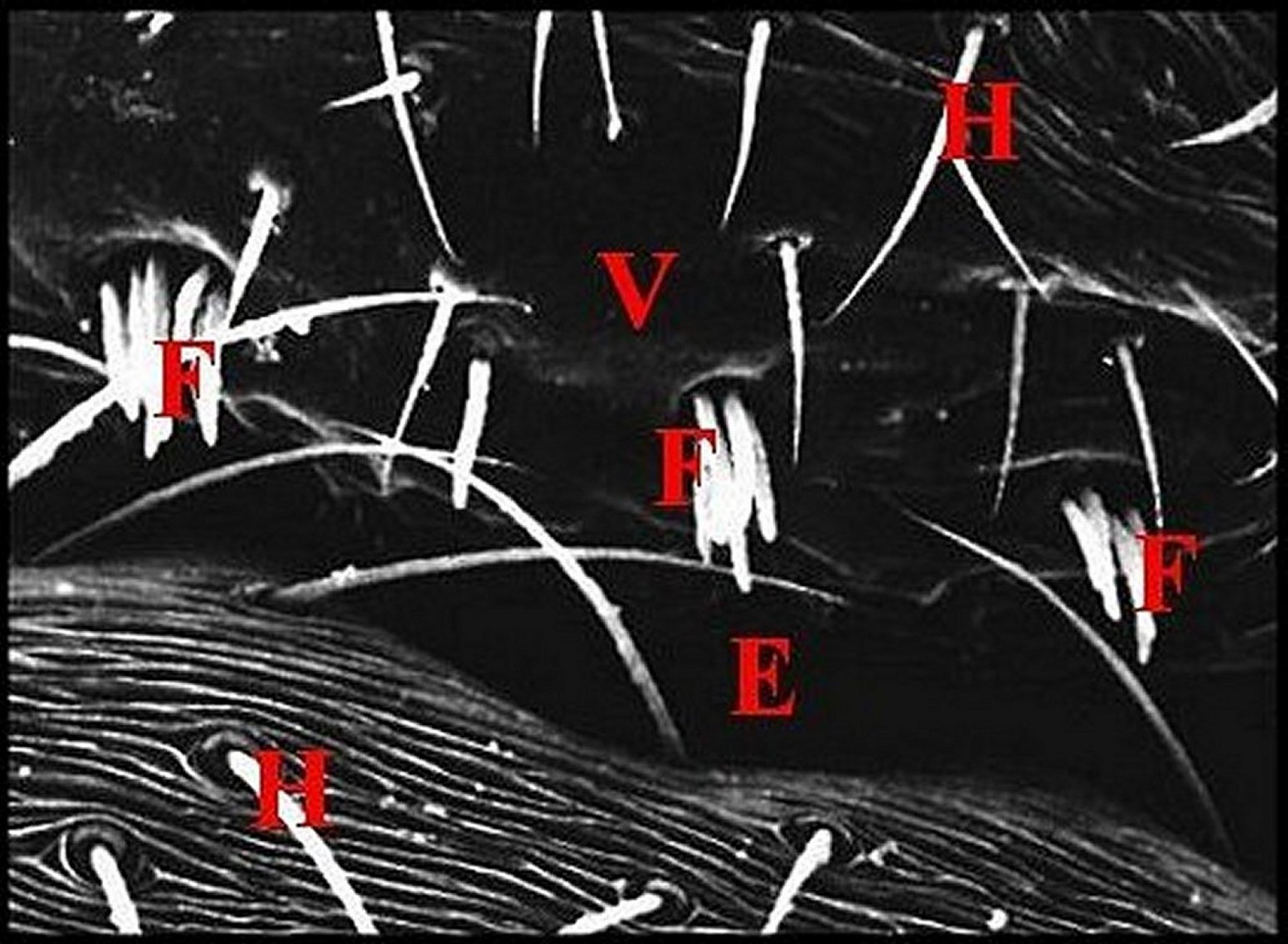
Fig.34 - Argiope argentata mâle : ensemble des fusules épigastriques. E, fente épigastrique - F, groupe de fusules - H, poil - V, face ventrale de l'épigastre ?(M.E.B.)

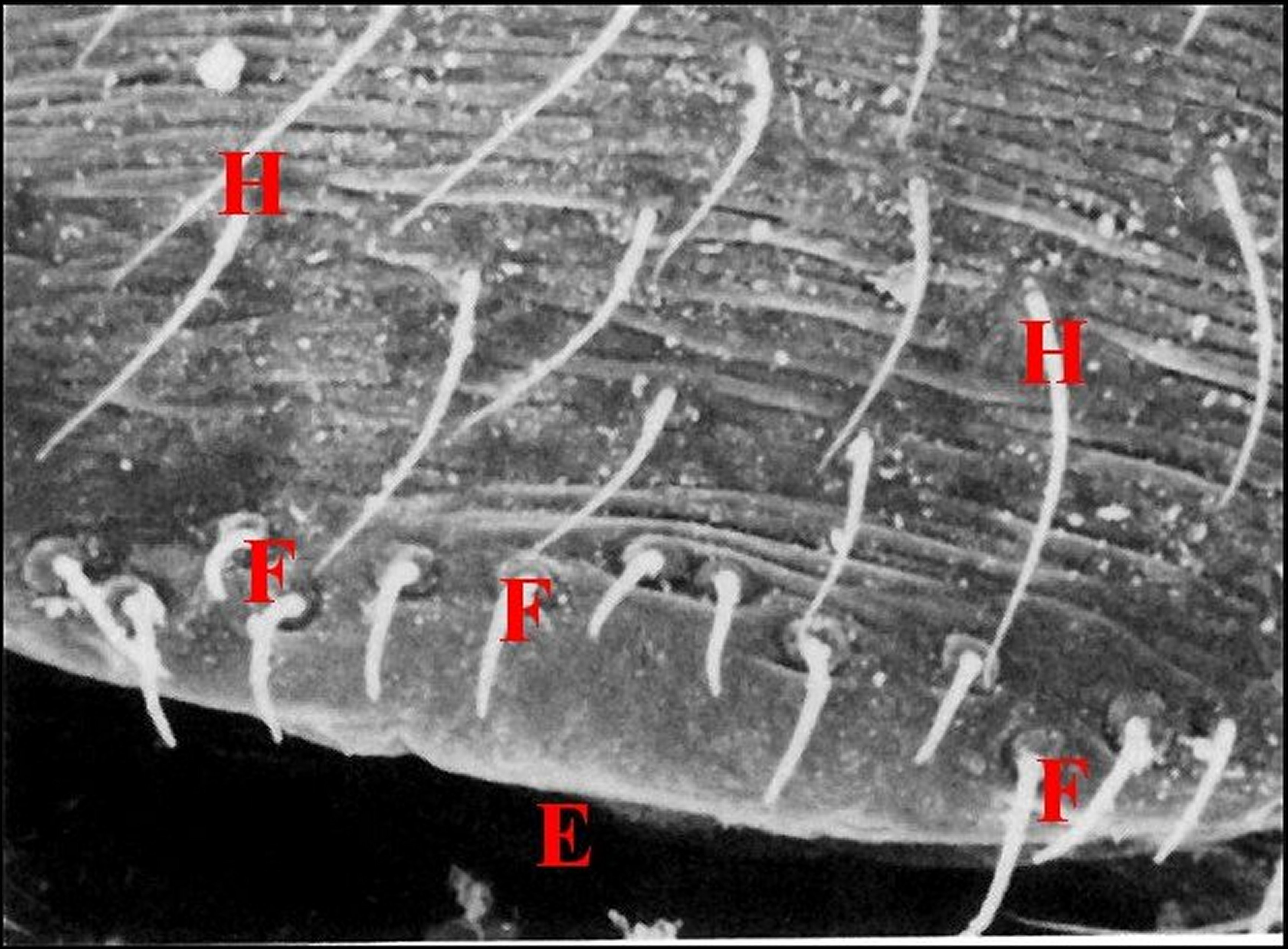
Ensemble des fusules épigastriques de Nesticus cellulanus

♦ nombreuses mais formant de petits groupes régulièrement espacés sur une ligne transversale dans le cas d’Araignées aussi diverses que les Araneidae, tels qu'Argiope argentata (Fig.34), belle espèce .néotropicale à grand dimorphisme sexuel comme l'Argiope lobée de nos garrigues, Araniella cucurbitina (Fig.), les genres Nephila et Gasteracantha, les Linyphiidae (Linyphia, Florinda), les Gnaphosidae (Drassodes lapidosus) les Agelenidae (Tegenaria), les Uloboridae (Philoponella) (Fig.) et les Sparassidae (Micrommata).

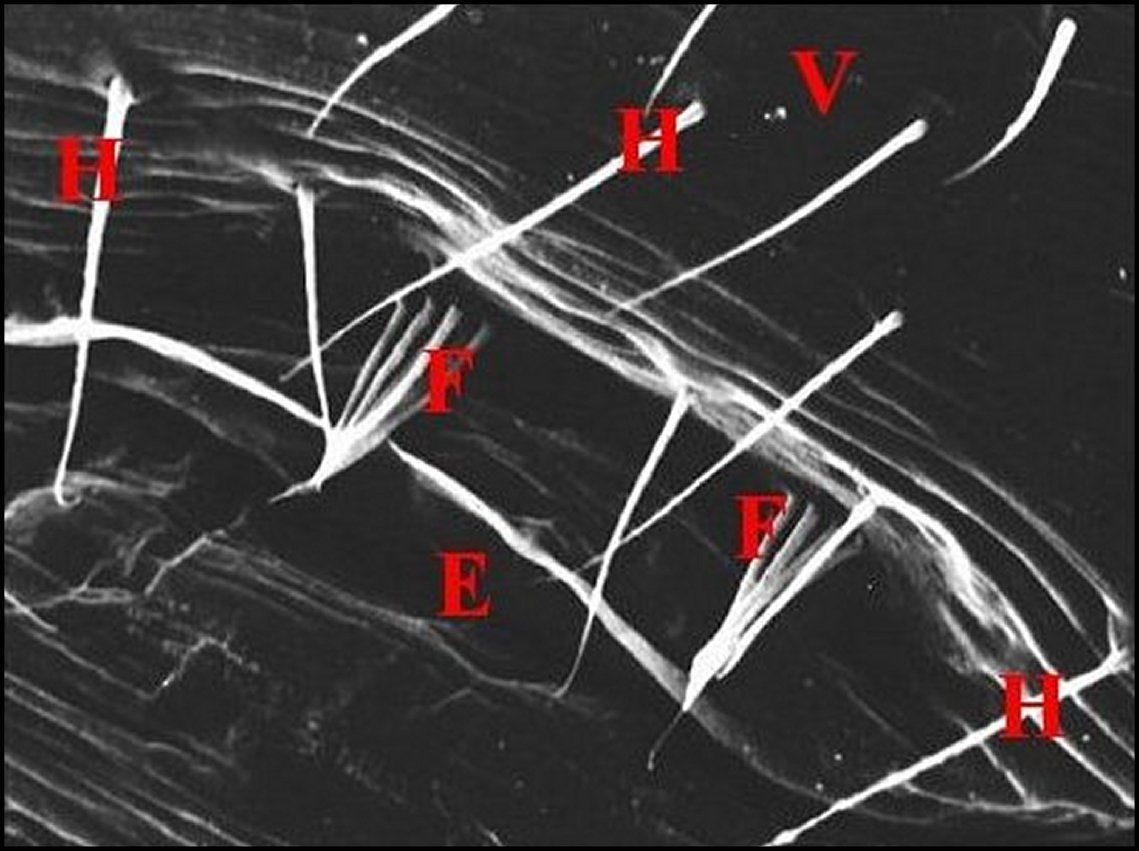
Fig. - Anelosimus eximius mâle (Guyane) : région épigastrique. E, fente homonyme - F, fusules en deux "pinceaux" - H,poils - V, face ventrale (M.E.B.).

♦ réunies cette fois en deux "touffes" ou "pinceaux", bien distinctes et symétriques chez les Theridiidae Argyrodes cognatus, Anelosimus eximius (Fig.) ainsi que chez Leptoneta infuscata minos (Leptonetidae) (Fig.),Saitis barbipes (Salticidae) (Fig.) et surtout, Tetragnatha extensa (Fig.) et Pachygnatha clercki (Tetragnathidae).

 

###### Puits («Pits»)

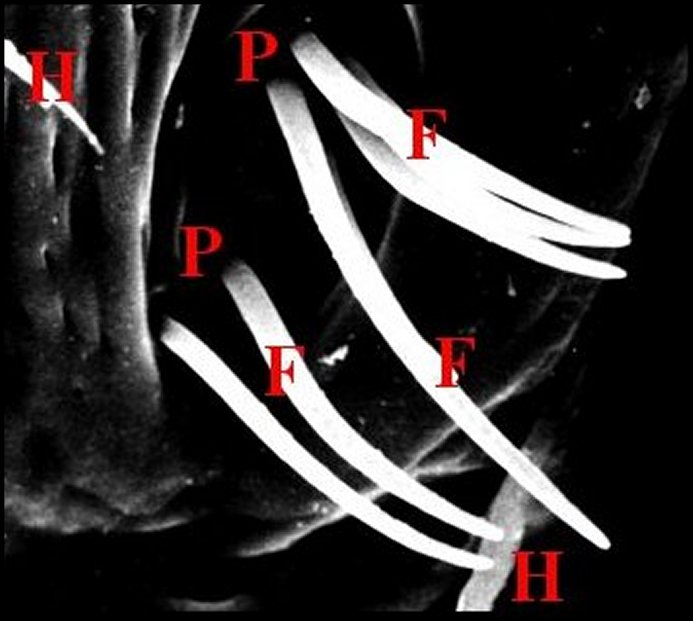
Fig. - Araniella cucurbitina mâle : fusules épigastriques (F), détail. H, poils - P, puits (M.E.B.).

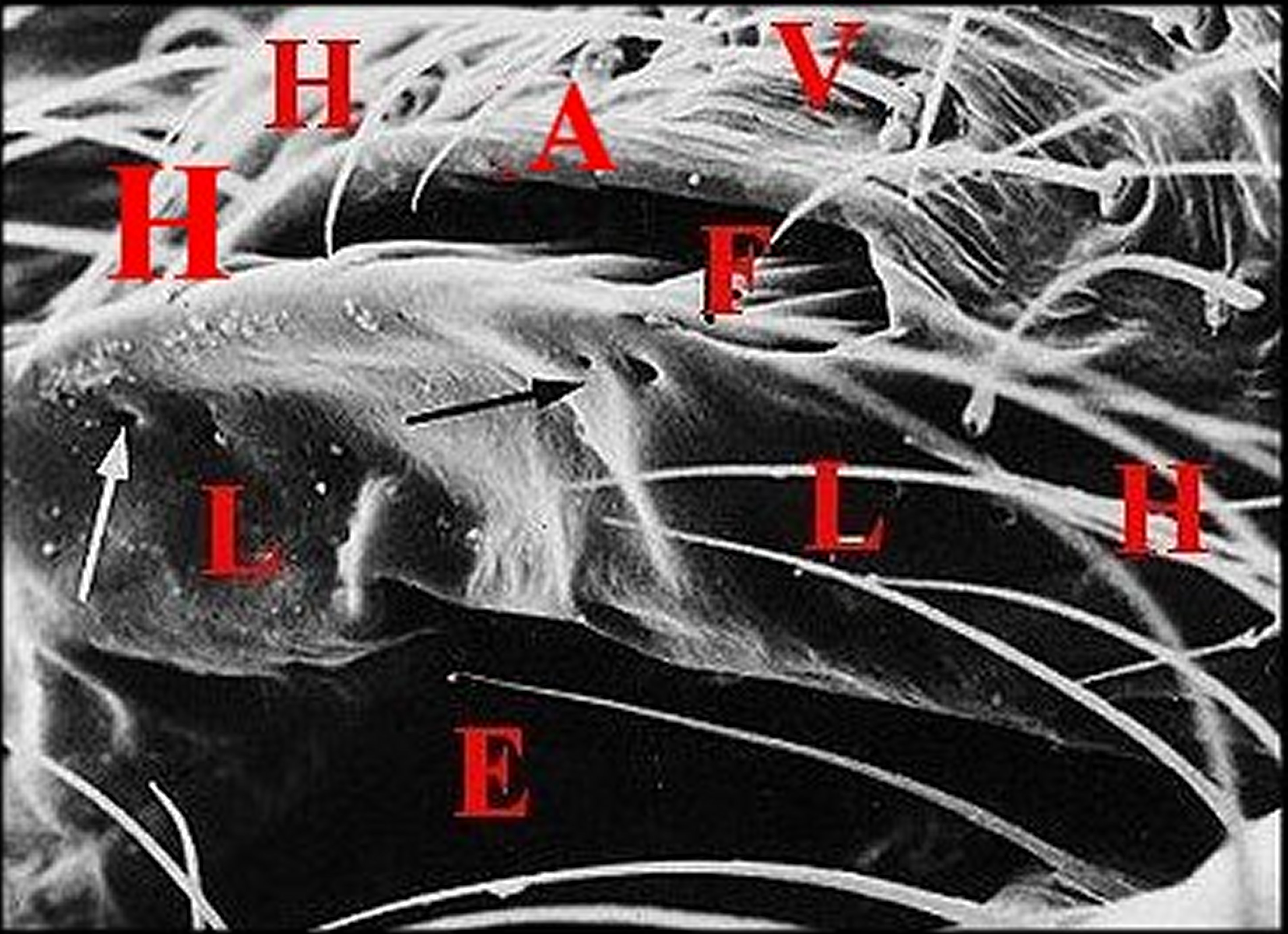
Fig. - Leucauge argyra mâle : fusules isolées dans une "auge". A, margelle du "puits" en "auge"; E, fente épigastrique et sa lèvre antérieure L ; F, fusules ; H, poils ; V, face ventrale de l'épigastre.Flèches : orifices de glandules tégumentaires (M.E.B.)

Les fusules groupées peuvent se loger dans des dépressions communes arrondies ou oblongues et de profondeur variable : les "puits" ("pits" en anglais). Leur rebord ou margelle, mousse ou un peu aigu, surplombe le tégument voisin. Déjà visibles dans les coupes histologiques où leur dépression cuticulaire surmonte l'épiderme modifié entourant la terminaison des canaux excréteurs (Fig.), ils apparaissent surtout au M.E.B. chez Argiope argentata (Fig.), Araniella cucurbitina (Fig.), Saitis barbipes (Salticidae) (Fig.), Eresus niger (Eresidae) (Fig.) et tout particulièrement, dans l’intéressante famille des Tetragnathidae. Tetragnatha extensa (Fig.) et Pachygnatha clercki possèdent deux dépressions symétriques séparées par une crête. Leucauge argyra, une Araignée néotropicale de couleurs vives, fréquente aux Antilles et en Guyane française, représente sans aucun doute le cas le plus remarquable : ses fusules, isolées ou groupées, sont entièrement incluses, sur toute leur hauteur, dans un très grand "puits" transversal situé juste en avant du sillon épigastrique sur sa lèvre antérieure, ayant la forme d’une "auge" et qui semble presque les engainer,.

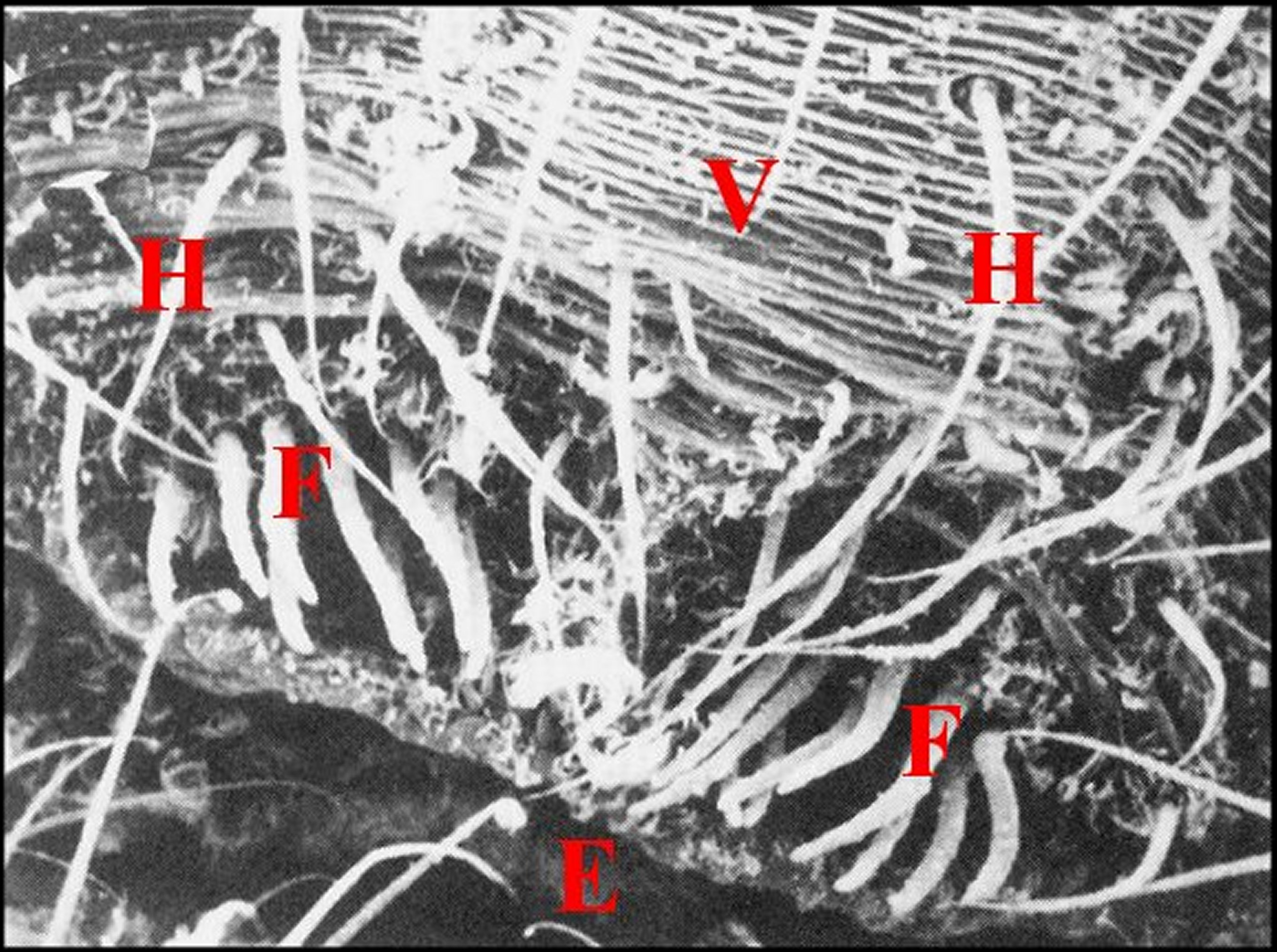
Fig. - Tetragnatha extensa mâle : région épigastrique à fusules dans deux dépressions séparées par une crête.E, fente épigastrique ; F, fusules ; H, poil ; V, face ventrale de l'épigastre en avant des fusules (M.E.B.)

###### Structure
Les coupes histologiques (Fig.1,3,7,17,21) montrent surtout que chaque fusule est creuse et traversée sur toute sa longueur par le canal excréteur de la glande prégonoporale correspondante. Ce canal s’ouvre à l’extrémité libre de la fusule par un pore qui peut être éversé.

### Organes gonoporaux (ex "Glandes gonoporales")

#### Localisation et rapports
Ils occupent une position très voisine de celle des glandes prégonoporales dans la partie antérieure de l’abdomen ou opisthosoma et y baignent aussi dans l’hémolymphe du même "lac" ou sinus sanguin (Fig.1). Leur aspect microscopique et l’absence de sécrétion permettent aujourd’hui d’en affirmer la nature nerveuse et sensorielle.

#### Histologie
Les cellules constitutives ne se groupent plus en acini. Elles sont isolées les unes des autres dans le mode "dispersé" ou réunies en deux massifs symétriques plus ou moins compacts dans le mode «agminé», notamment chez les Miturgidae et le Argyronetidae (Cybaeidae).
Leur cytoplasme est peu visible, exigu, et sans grains de sécrétion individualisés. Deux d’entre elles, les neurones, ont un noyau arrondi, clair et vésiculeux ; les autres sont des cellules "satellites" ou "enveloppes", plus petites, à noyau allongé, ovoïde, riche en chromatine. Il s’en détache une structure spéciale initialement considérée à tort comme un canalicule excréteur individuel mais qui est en fait une gaine cuticulaire entourant des dendrites de neurones. Elle présente l’aspect d’un tubule "chitinoïde", coloré par l’éosine et le vert lumière, non par l’APS, de section arrondie, grêle, très exigu (1 µm) délié, plus ou moins long (10 à 20 µm), rectiligne ou coudé.
Chez les Dysderidae et les Segestriidae (Fig .55 à 57), les organes gonoporaux, au nombre très approximatif d’une cinquantaine, s’éparpillent sur le mode "dispersé". Leurs gaines cuticulaires, souvent longues de 20 µm, peuvent présenter des dilatations ampullaires, se lover en boucle et aboutissent, indépendamment les unes des autres, dans le canal commun terminal dont elles traversent l’épithélium en se raccordant à son revêtement chitineux. Elles s’y terminent par une petite saillie acuminée, la "papille", logée parfois dans une dépression cuticulaire en entonnoir, l’ "infundibulum" (Fig.). 

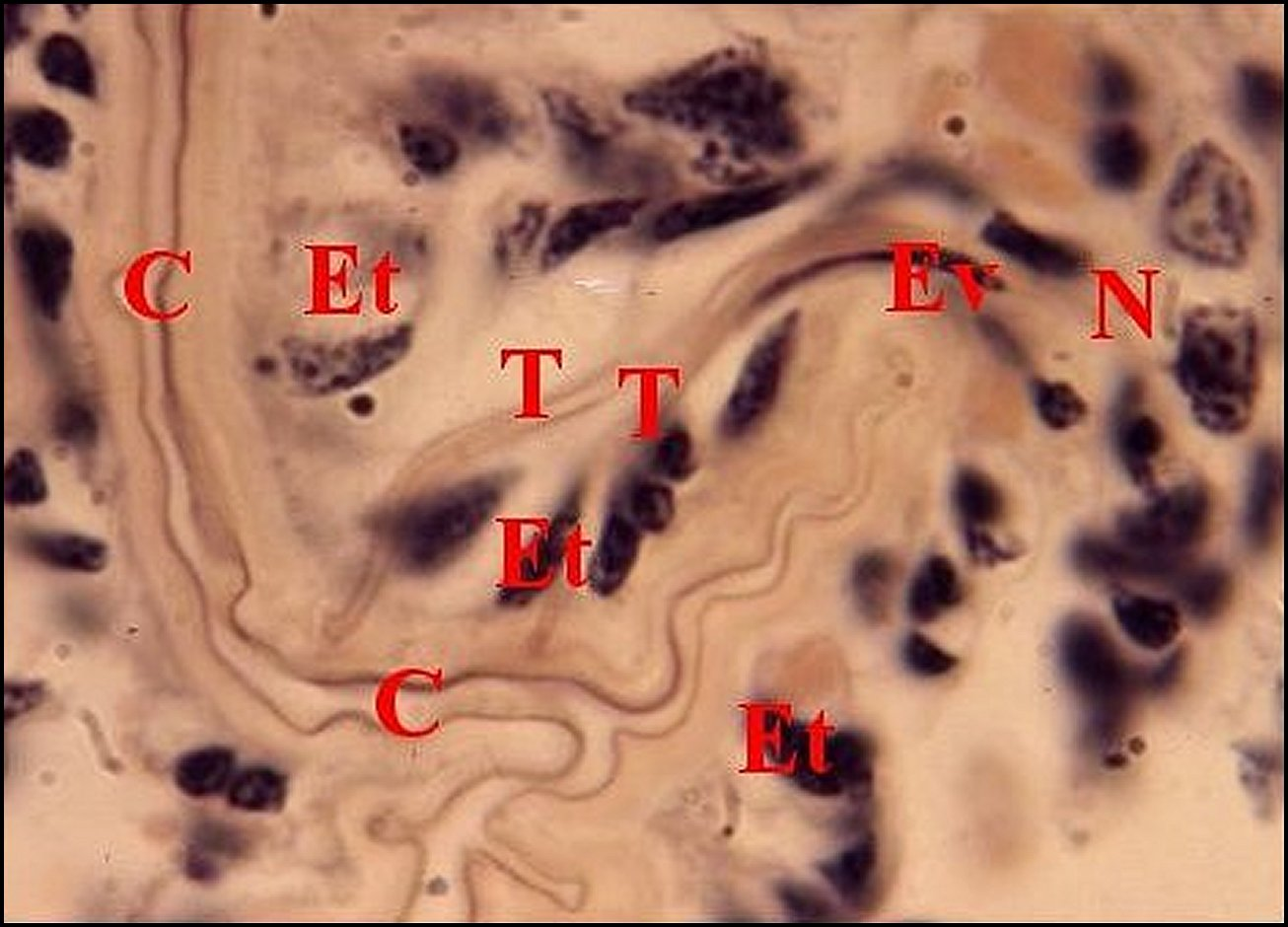
Une partie de l'organe prégonoporal de Segestria florentina (C.H.).

Les organes gonoporaux des Pholcidae sont beaucoup moins nombreux (Fig.), plus superficiels et pourvus d’une gaine cuticulaire se terminant par une papille en « bouton » argyrophile non pas dans le canal commun terminal mais dans la fente épigastrique elle-même (Fig.).
Les organes gonoporaux des autres Araignées, Miturgidae en particulier (Fig.) sont pairs et "agminés" en deux groupes compacts symétriques, toujours plus superficiels que ceux des Dysderidae et des Segestriidae. Leurs gaines cuticulaires groupées constituent un faisceau court et dense (Fig. à) et traversent la cuticule de la fente épigastrique, épaissie à ce niveau en une plaque d’affinité tinctoriale modifiée et portant en surface une ou plusieurs «papilles» saillantes (Fig., ).

#### Microscopie électronique
La zone de terminaison présumée des organes gonoporaux ne révèle pas au M.E.B. l’existence d’orifices excréteurs. Ces pores auraient été les seuls indicateurs de glandes sous-jacentes. Elle montre seulement deux champs symétriques portant une ou plusieurs saillies correspondant aux "papilles" de la microscopie optique, en forme de mamelon plus ou moins conique, mousse ou acuminé (Fig.). La surface de ces projections est lisse et imperforée dans sa totalité. Elles sont surtout bien visibles dans le cas des Lycosidae (Fig.) où leur siège inhabituellement superficiel les rend beaucoup plus accessibles que chez les autres Araignées. Les terminaisons profondes caractérisant le mode "dispersé" (Pholcidae, Dysderidae, Segestriidae) échappent d’ailleurs totalement au M.E.B. Il est à noter que le tégument entourant les champs épigastriques gonoporaux ne porte que des poils tactiles, simples ou plumeux.   

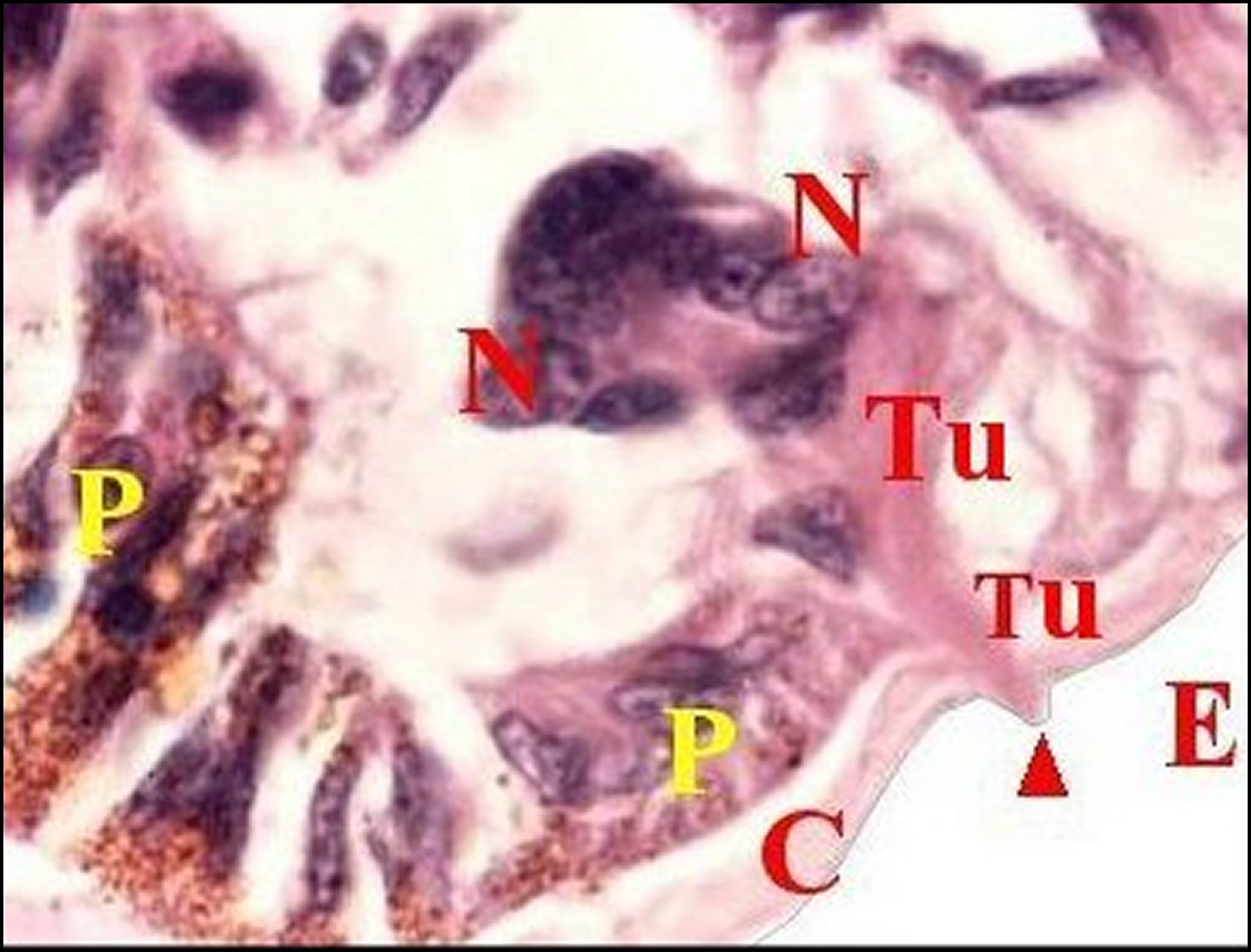
Fig. - Cheiracanthium punctorium mâle : organe gonoporal. C, cuticule - E, fente épigastrique - P, épiderme (pigmenté) - N, noyaux de neurones et cellules-enveloppes - Tu, gaines cuticulaires. Flèche : papille (C.H.).

Au M.E.T, certaines images revues longtemps après leur réalisation (Cheiracanthium punctorium : Miturgidae) (Fig.) rappellent sans aucun doute celles du stato-récepteur pédiculaire (le prétendu "appareil stridulatoire") des Argyrodes.
Chaque organe gonoporal est une unité anatomo-fonctionnelle constituée par 2 neurones bipolaires, 3 cellules enveloppes, 

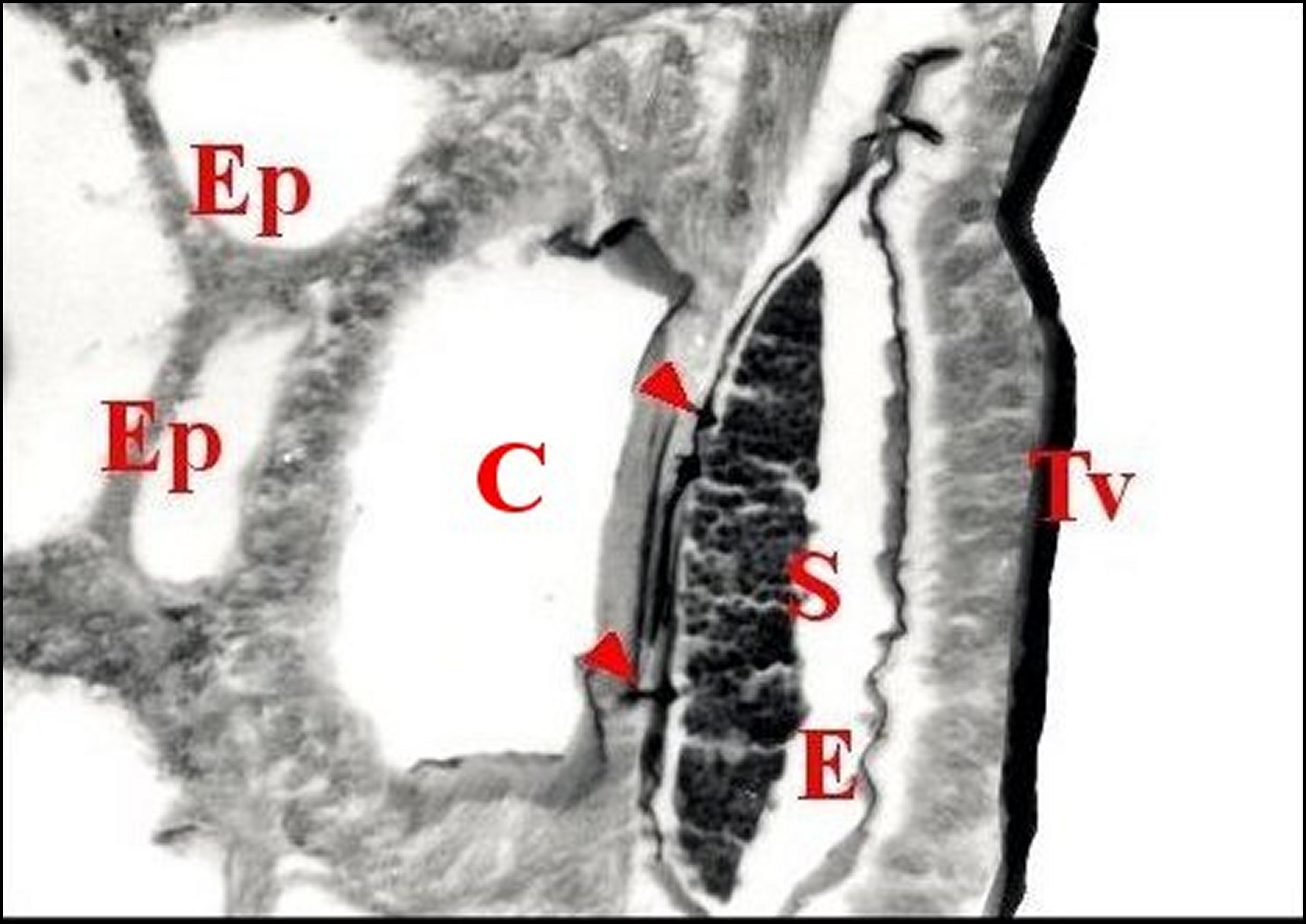
Appareil épigastrique de Pholcus phalangioides avec ses glandes acinoïdes prégonoporales et ses organes sensoriels gonoporaux en coupe histologique horizontale C.H.).

La gaine cuticulaire et un capteur externe correspondant à la "papille" ou " mamelon".
Le corps cellulaire des neurones renferme un noyau arrondi, régulier, nettement, nucléolé, à chromatine surtout marginale, des mitochondries, un appareil de Golgi (dictyosomes) et du réticulum.
Le prolongement axonique n’a été qu’entrevu. Les dendrites des deux neurones de chaque unité renferment des s longitudinaux (Fig. ). D’après des documents photographiques aujourd’hui perdus, ils semblent comporter aussi des centrioles et un corps tubulaire n’existant peut être que dans un seul d’entre eux. Ces dendrites, accolés en couple, sont entourés par la gaine cuticulaire, très osmiophile, nette à leur contact, mal limitée extérieurement et allant rejoindre la papille pour s’y insérer (Fig. ).
Les trois cellules enveloppes (Fig. ) sont allongées, aplaties, enroulées sur elles-mêmes en manchons, forment ainsi des mésos, s’accolent aux neurones, entourent les dendrites et leur gaine cuticulaire. Leur noyau basal est allongé et riche en chromatine. Leur cytoplasme renferme des mitochondries, du réticulum lisse, une sécrétion ( ?) en flaques peu denses et des microtubules. La plus interne d’entre elles est hérissée de microvillosités au contact de la gaine cuticulaire ; l’étroite cavité extracellulaire qui les sépare renferme un matériel dense estompant la gaine et lui donnant peut être naissance (Fig. ).

### Glandes exocrines tégumentaires
Un autre type de glande exocrine, bien distinct des organes acineux prégonoporaux, peut être rattaché à 

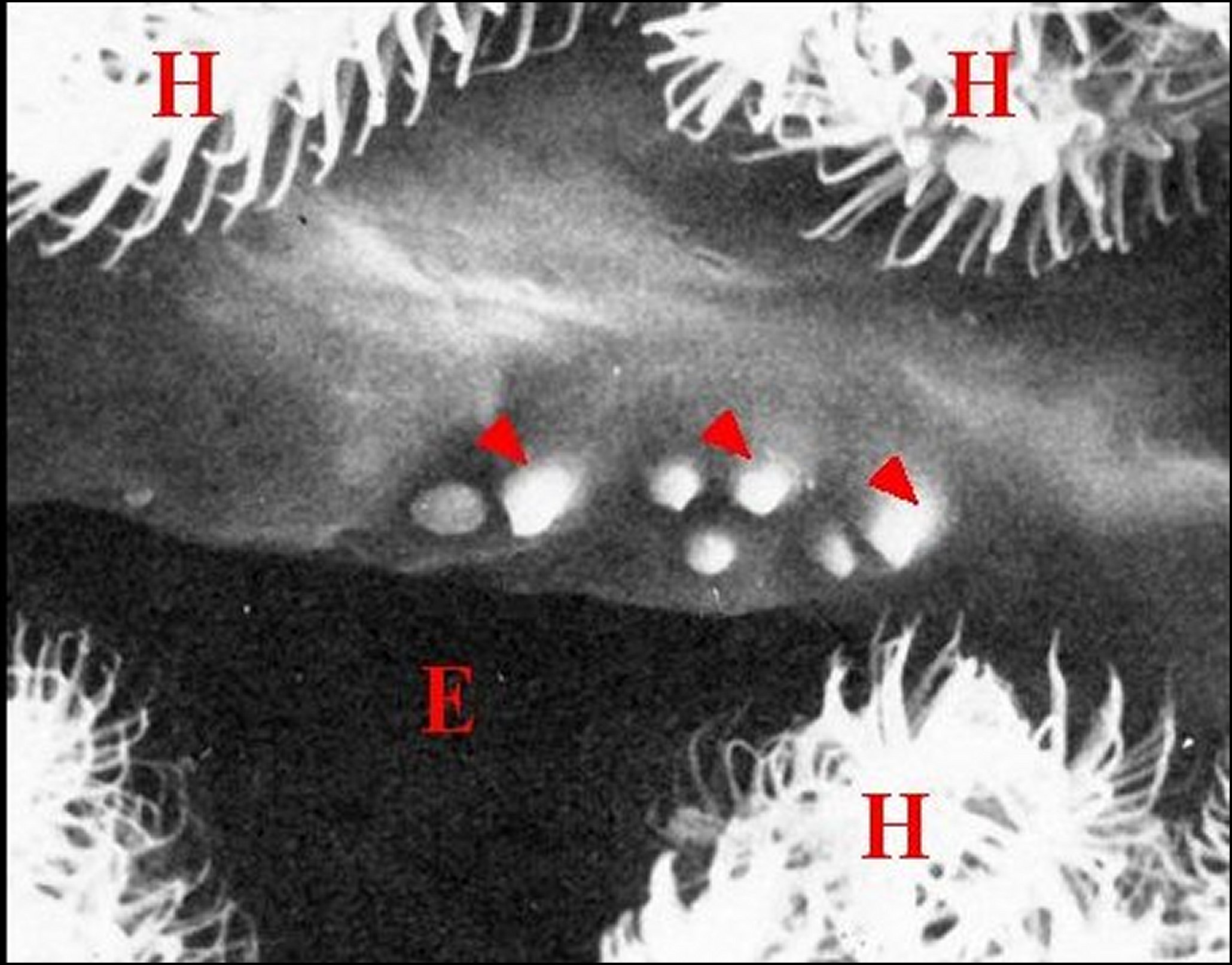
Fig. - Alopecosa fabrilis, mâle : champ gonoporal et ses papilles. E, fente épigastrique - H, poils plumeux. Flèches : papilles (M.E.B.)

l'appareil épigastrique dont il complète la triade anatomique. Il a été découvert au M.E.B. et par coupes histologiques
chez les Meta bourneti et M.menardi, chez Leucauge argyra (Metinae)(Lopez, 1986a) et retrouvé plus tard dans deux autres familles, les Amaurobiidae (Amaurobius) et les Zoropsidae (Zoropsis) (Lopez, 1988).

#### Microscopie électronique
Le M.E.B. montre que les orifices excréteurs de ces glandules sont de simples pores siégeant sur la lèvre antérieure de la fente épigastrique. Chez les Meta, ils s’éparpillent sur sa totalité parmi les bases de fusules et les alvéoles de poils banaux (Fig. à ), tandis que chez Leucauge argyra, ils se limitent au seul versant postérieur du
curieux "puits" en "auge" (Fig.). Ils sont dispersés à la surface du tégument, sans ordre apparent mais toujours de niveau  

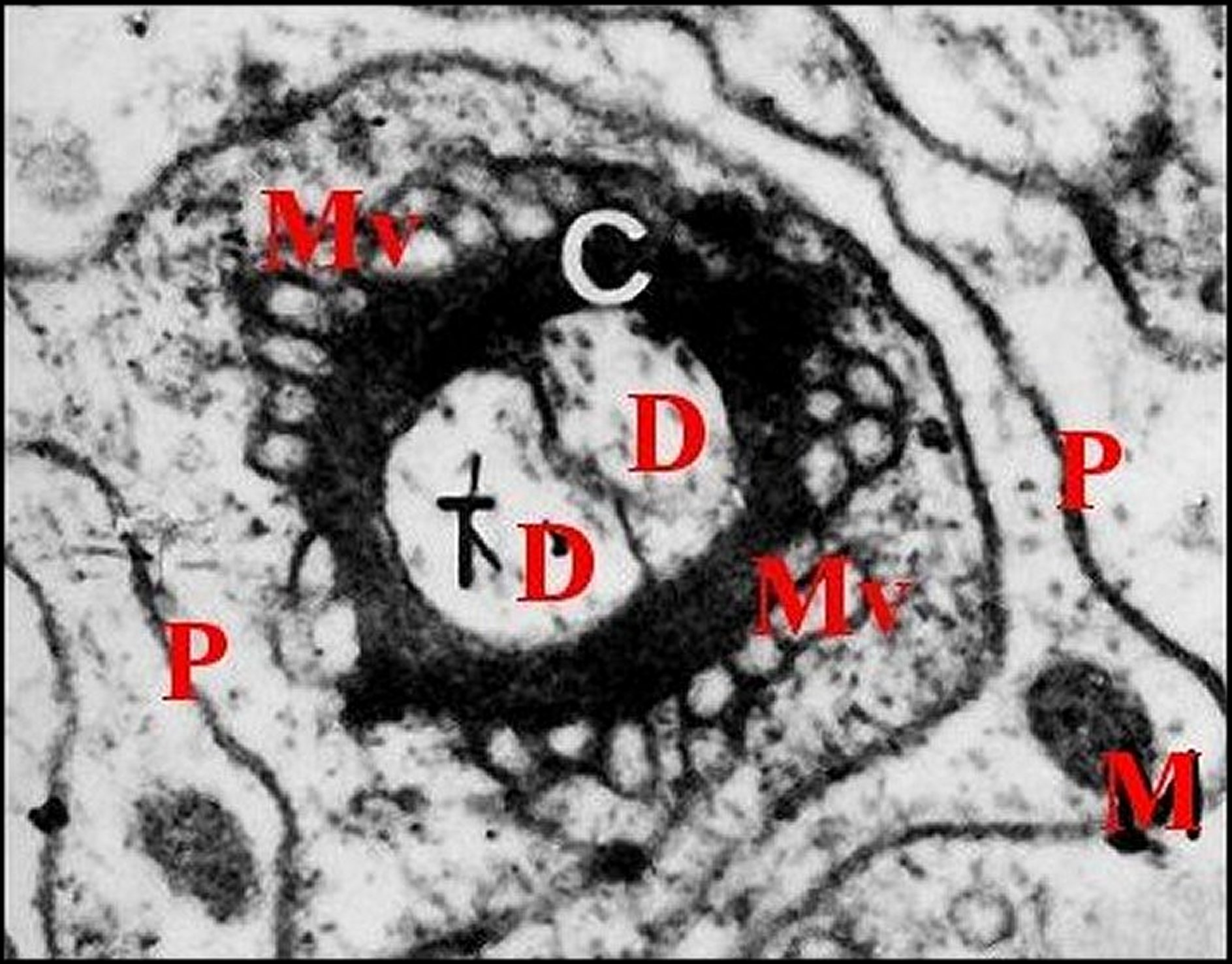
Fig. - Cheiracanthium punctorium, mâle : Unité fonctionnelle de l'organe gonoporal (sensille). D, dendrites ; C, gaine cuticulaire ; M, mitochondrie ; Mv, microvillosités ; P, plasmalemme de cellules-enveloppes ; T, neurotubules (M.E.T).

avec elle. Solitaires ou agminés (Fig..), ils ont une forme arrondie, un diamètre assez variable (1 à 3 µm) et ne possèdent
pas de 
bourrelet marginal.

#### Histologie
Les coupes histologiques passant par les pores montrent nettement qu’ils correspondent à la terminaison de canalicules excréteurs. Brefs et rectilignes, ces derniers se détachent du pôle apical de cellules glandulaires logées dans l’épiderme sous-jacent et aboutissent aux orifices excréteurs. Il s’agit de gros adénocytes en cône allongé (L = 50 à 60 µm), indépendants les uns des autres et entourés par des cellules
épithéliales plus ou moins pigmentées (Fig. ).Leur noyau vésiculeux (D = 10 µm)  montre un gros nucléole et est surmonté par une aire acidophile ovoïde (L = 12 µm), le"réservoir". Ce dernier est finement strié en travers, contient l’origine du canalicule excréteur et doit correspondre sur le plan ultrastructural à un "appareil terminal" ("end apparatus"), tel que Mercer et Brunet (1959) l’ont défini pour la première fois chez la Blatte. Des cellules canaliculaires satellites à noyau ovoïde " tigré" sont repérables sous la cuticule (Fig. ).

## Commentaires

### Considérations anatomiques

#### Glandes prégonoporales
Au point de vue anatomique, les organes prégonoporaux, lorsqu’ils existent, sont des glandes exocrines pluricellulaires fondamentalement semblables chez toutes les Araignées mâles malgré des différences de taille, de nombre et, plus 
accessoirement, de forme.

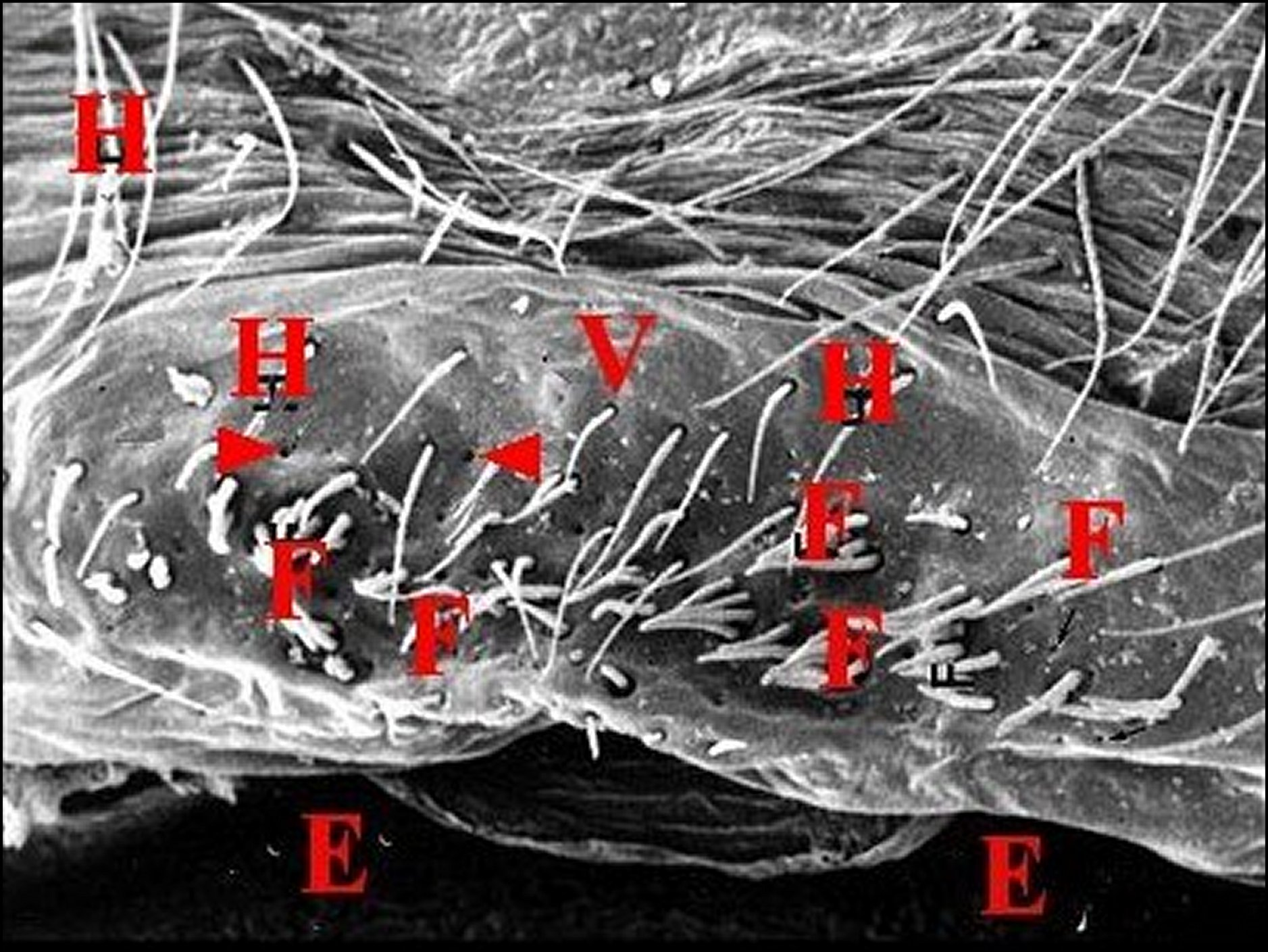
Fig. - Région épigastrique d'une Meta menardi, vue d'ensemble. E, fente épigastrique ; F, fusules ; H, poils ; V, face ventrale de l'épigastre (lèvre antérieure). Flèches : pores excréteurs (M.E.B.)

Leur structure histologique diffère de celle des glandes annexes présentes dans la (les) spermathèques (s), l'atrium génital des Araignées femelles, ainsi que des autres organes glandulaires décrits dans l’ordre entier d'autant plus qu'ils se composent surtout d'unités à cellules de classes 1 et 3 selon Noirot et Qennedey (1974, 1991).
En revanche, elle rappelle étonnamment celle des glandes séricigènes.Dans les deux cas, la sécrétion d'un épithélium glandulaire commun, sans revêtement de cuticule, se concrète en boules acidophiles qui passent dans la lumière, s’y fusionnent et sont ensuite drainées par un canal excréteur aboutissant à la fusule terminale. D'abord notée par Melchers (1964) puis par Marples (1967 : «epiandrous glands»), leur ressemblance est telle que Kaestner (1968), s’inspirant du premier auteur, n’hésite pas à signaler des «glandes à soie» dans l’extrémité antérieure de l’abdomen aranéidien. Sont qualifiées de «glandes E» les organes prégonoporaux de Pholcidae afin de les comparer aux glandes à soie «A» et «B» décrites par Millot (1929,1931) dans cette famille. La même ressemblance histologique a été largement soulignée ensuite pour un grand ensemble d’Araignées mâles et chez la Mygale africaine Scodra calceata.
Au point de vue ultrastructural, le canal excréteur se rapproche beaucoup de celui des glandes à soie, notamment les aciniformes du type B (Kovoor & Zylberberg, 1974). Le corps glandulaire montre une même organisation de base mais il existe cependant des différences sensibles dans la qualité des organites (réticulum, appareil de Golgi), le mode d’extrusion de la substance élaborée et sa nature même. L’épiderme modifié entourant le canal excréteur avant qu’il ne pénètre dans sa fusule pourrait bien être une glande à cellules de classe 1, au sens de Noirot et Qennedey (1974, 1991).

#### Glandules tégumentaires
Les adénocytes des glandules prégonoporales, pourvus de canalicules cuticulaires individuels que produisent vraisemblablement les cellules canalaires, peuvent être rattachés aux cellules glandulaires de la classe 3, décrites chez les

Insectes par Noirot et Quennedey (1974, 1991). 

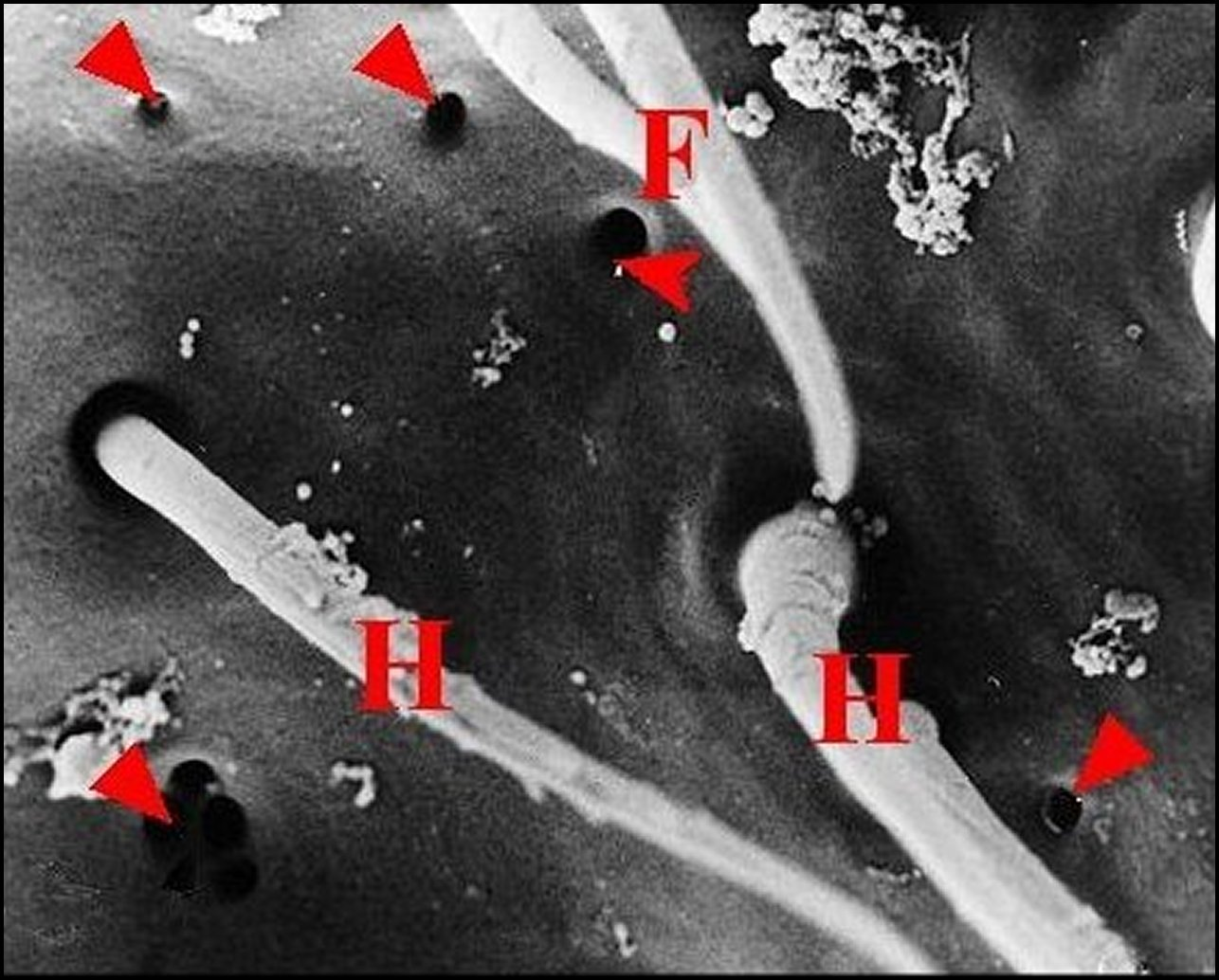
Fig. - Meta menardi mâle : lèvre antérieure de la fente épigastrique, détails. F, fusules ; H, poils. Flèches : pores excréteurs (M.E.B.)

#### Organes gonoporaux
En ce qui concerne les organes gonoporaux, les avais d'abord décrits comme également sécréteurs et entrant dans le cadre des "glandes hypodermiques monocellulaires et canaliculées". En fait, un examen au M.E.B., alors irréalisable, aurait pu prouver l’absence complète d’orifices excréteurs, seules structures révélatrices de glandes sous-jacentes. Par la suite, il a montré à l’auteur que les dits organes ne peuvent être des glandes mais plutôt des organes sensoriels, ce qu’a confirmé un nouvel examen d’anciens clichés (1977) au M.E.T.
Les organes gonoporaux font partie des sensilles mécanoréceptrices, structures spécialisées dans la perception des stimuli externes qui s'exercent sur la cuticule tégumentaire chitineuse, véritable « exosquelette ».
Dans le cadre général de ces sensilles mécanoréceptrices, les organes gonoporaux se rattachent plus spécialement aux mécanorécepteurs cuticulaires du type I de Mac Iver (1975), formations associant de même une composante chitineuse ou cuticulaire, des cellules sensorielles ou neurones et des cellules enveloppes. Leurs dendrites neuronaux renferment toujours un corps tubulaire, structure éminemment caractéristique des sensilles d’Arthropodes décrite pour la première fois par Thurm (1964) chez l’Abeille domestique. La composante cuticulaire peut être un poil ou ses dérivés (sensilles à poil des Araignées, Crustacés et Insectes), une fente ou lyrifissure comme pour les organes lyriformes du pédicule et, dans le cas présent, une papille évoquant le dôme chitineux des Insectes. Ils semblent ainsi se rapprocher surtout des sensilles campaniformes qui caractérisent ces derniers et dont Pringle (1938) a découvert le rôle, bien que leur neurone soit toujours unique (MacIver, 1975)  alors que l’innervation est multiple, au moins double, chez tous les Arachnides (Araignées, Scorpions, Acariens...).

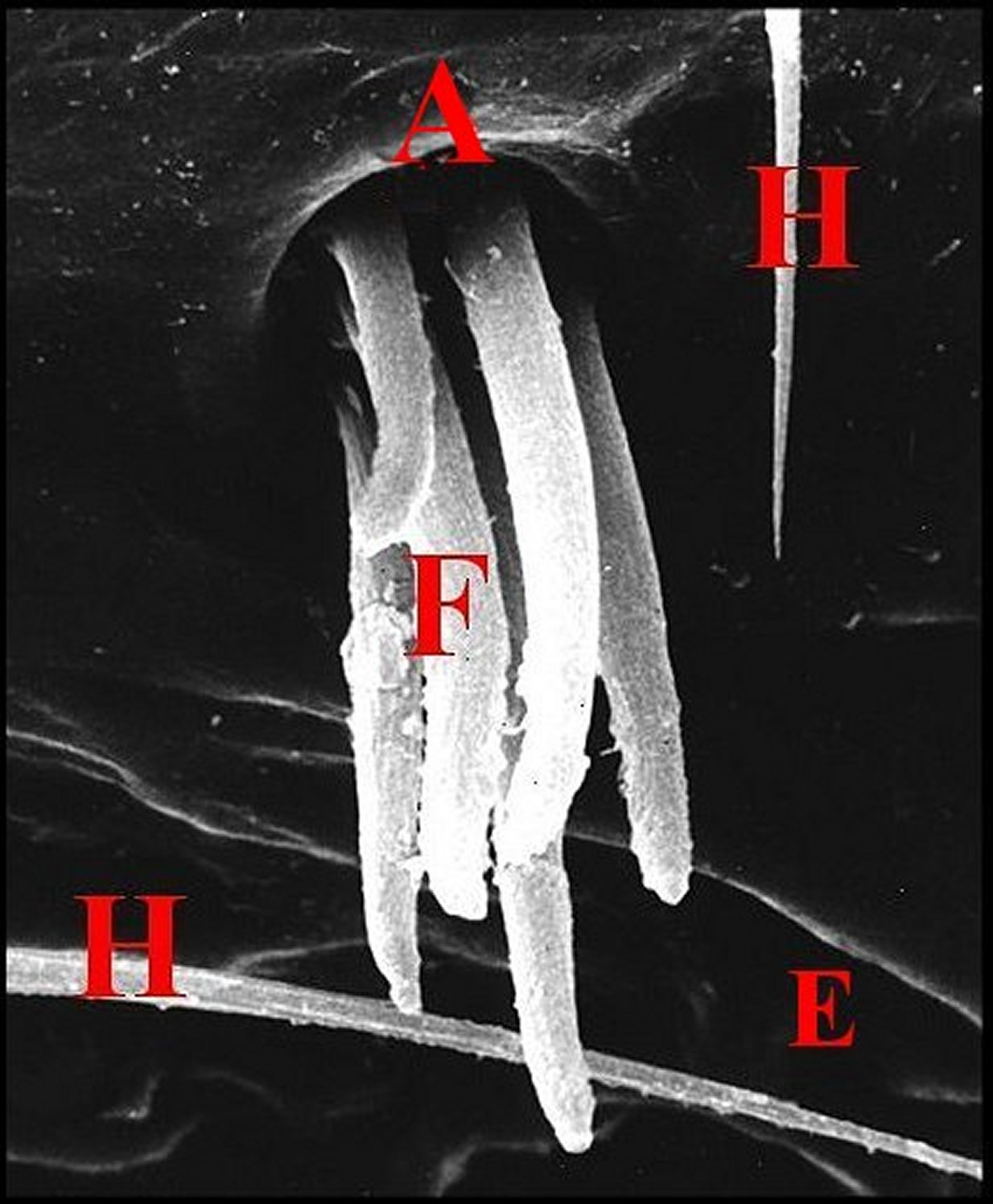
Groupe isolé de fusules dArgiope argentata mâle (M.E.B.).

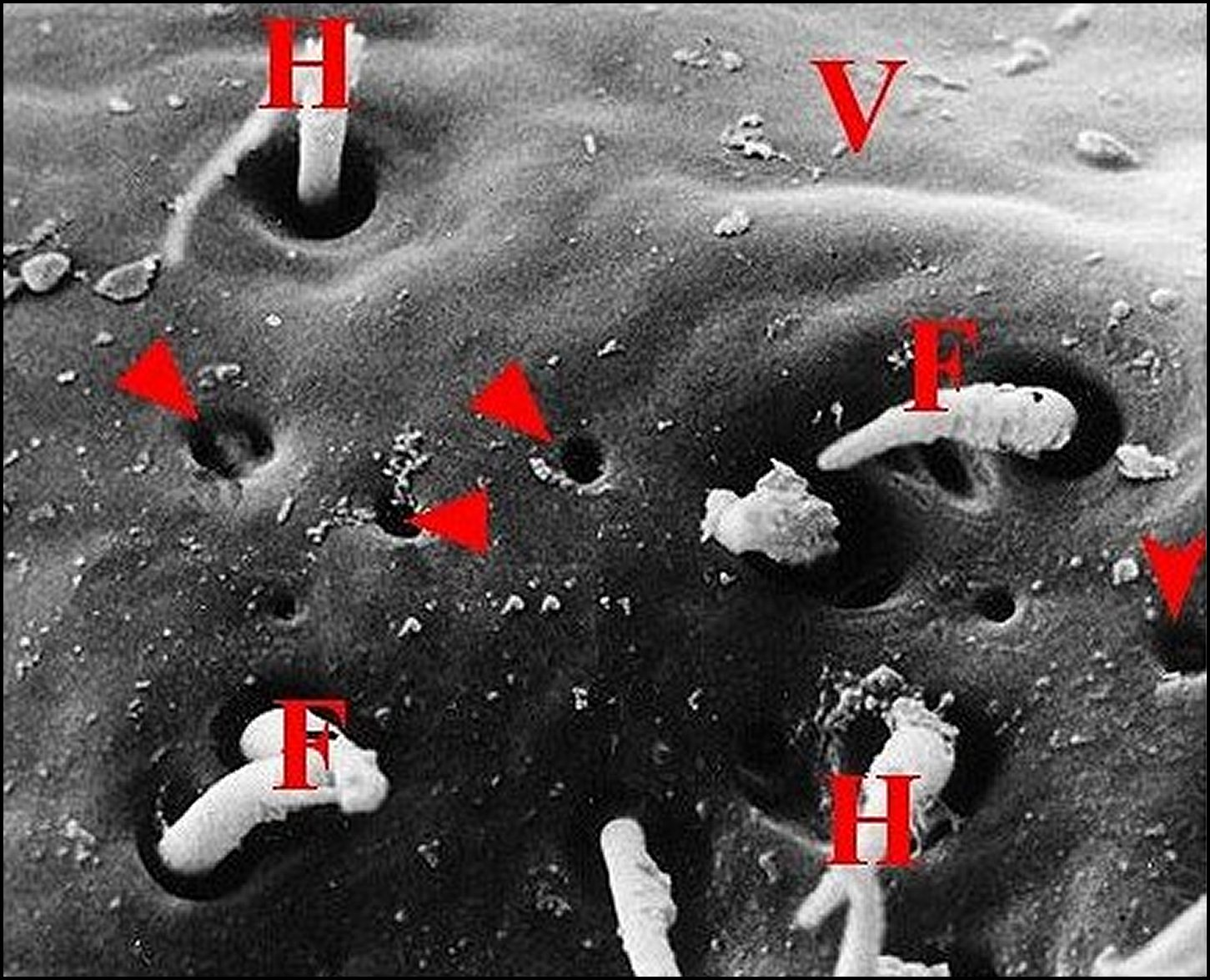
Fig. - Meta bourneti mâle : lèvre antérieure de la fente épigastrique, détail. F, fusules ; H, poils ; V, face ventrale de l'épigastre (lèvre antérieure). Flèches: pores excréteurs. (M.E.B.).

## Fonctions
Au point de vue fonctionnel, et comme l’a constaté Melchers (1964) dans ses belles observation sur une Mygale Pamphobeteus, les organes prégonoporaux sécrètent un matériel qui est déposé sur la toile spermatique préalablement construite et n’en forme donc pas le tissu même. En effet, ce dernier est tissé avec des fils qu’émettent par leurs fusules les filières de l’extrémité abdominale. Les nombreuses notes (Gerhardt & Kaestner, 1938 en particulier) où est décrite la confection des toile spermatiques en témoignent. Dans le cas des Clubionidae il est même possible que certaines des glandes séricigènes observées chez le mâle (Wasowska, 1969) les produisent électivement. De plus, les fusules de glandes à soie sont très saillantes, orientables, donc susceptibles d’une activité ordonnée dans le tissage de la toile spermatique alors que les fusules épigastriques sont immobiles, souvent enchâssées dans un « puits » et ne peuvent qu’émettre un matériel amorphe.

La Mygale Pamphobeteus est certes un sujet de choix par sa taille mais ne saurait constituer un cas d’espèce, de sorte qu’il paraît fort logique d’extrapoler son acte à toutes les Araignées pourvues de glandes acinoïdes prégonoporales. La carence d’observations semblables dans la littérature arachnologique peut être liée à la taille beaucoup plus petite des autres espèces étudiées, ce qui rend l’observation malaisée, à la brièveté de l’acte qui passe ainsi inaperçu, et surtout, à la possible quasi-simultanéité de l’éjaculation primaire et du dépôt épigastrique prégonoporal. 

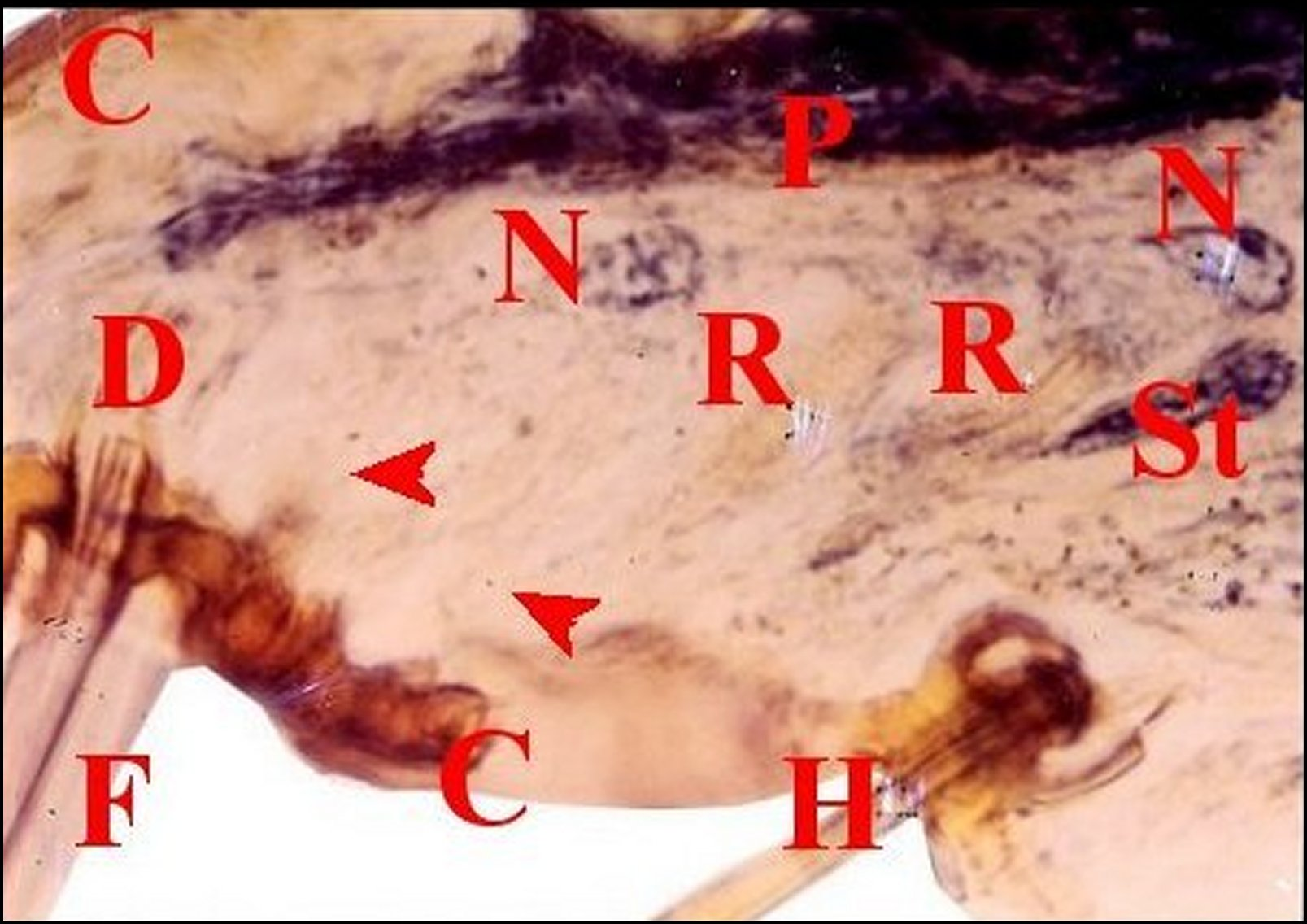
Fig. - Meta menardi mâle, lèvre antérieure de la fente épigastrique.C, cuticule - D, canalicule excréteur de glande prégonoporale - F, sa fusule - H, poil - N, noyau d'adénocyte - P, épiderme - R, réservoir - St, cellule canaliculaire satellite. Flèches : canalicules excréteurs des glandules tégumentaires (C.H.).

De leur côté, les organes gonoporaux sont des structures sensorielles percevant comme tout mécanorécepteur, une déformation du corps par des stimuli externes. Dans ce cas particulier, il s’agirait des pressions exercées à leur surface lorsque le mâle d’Araignée «frictionne» la lèvre antérieure de sa fente épigastrique sur la toile spermatique ou un autre support («masturbation»). Leur curieuse disposition linéaire chez les Pholcidae (Fig.) tout comme d’ailleurs celle des fusules (Fig....), pourrait être en rapport avec la structure de la toile spermatique réduite à un seul fil que l’Araignée passe transversalement au travers de son orifice génital. Si tel est le cas, une répartition analogue devrait se retrouver chez les Scytodidae et les Palpimanidae car ils tissent aussi une toile spermatique rudimentaire (Gerhardt et Kaestner, 1938 ; Dabelow, 1958). Dans tous les cas, la stimulation  des organes gonoporaux qui en résulte provoquerait une dépolarisation (signal électrique) via le corps tubulaire et la membrane dendritique ainsi que Thurm (1964), Rice & al. (1973) l'ont proposé pour d'autres organes d'Arthropodes, puis, selon un «arc réflexe », le dépôt de la sécrétion des glandes épigastriques acinoïdes (lorsqu’elles coexistent) ainsi que l’émission du sperme par le gonopore (éjaculation primaire) sur cette même sécrétion prégonoporale.

### Intérêt ontogénique
Au point de vue ontogénique, l’appareil épigastrique pourrait dériver d’une ébauche « épiandrique » appendiculaire commune, bien qu’il soit constitué par trois formations distinctes n’ayant pas la  même activité physiologique présumée. Cette hypothèse repose essentiellement sur : 

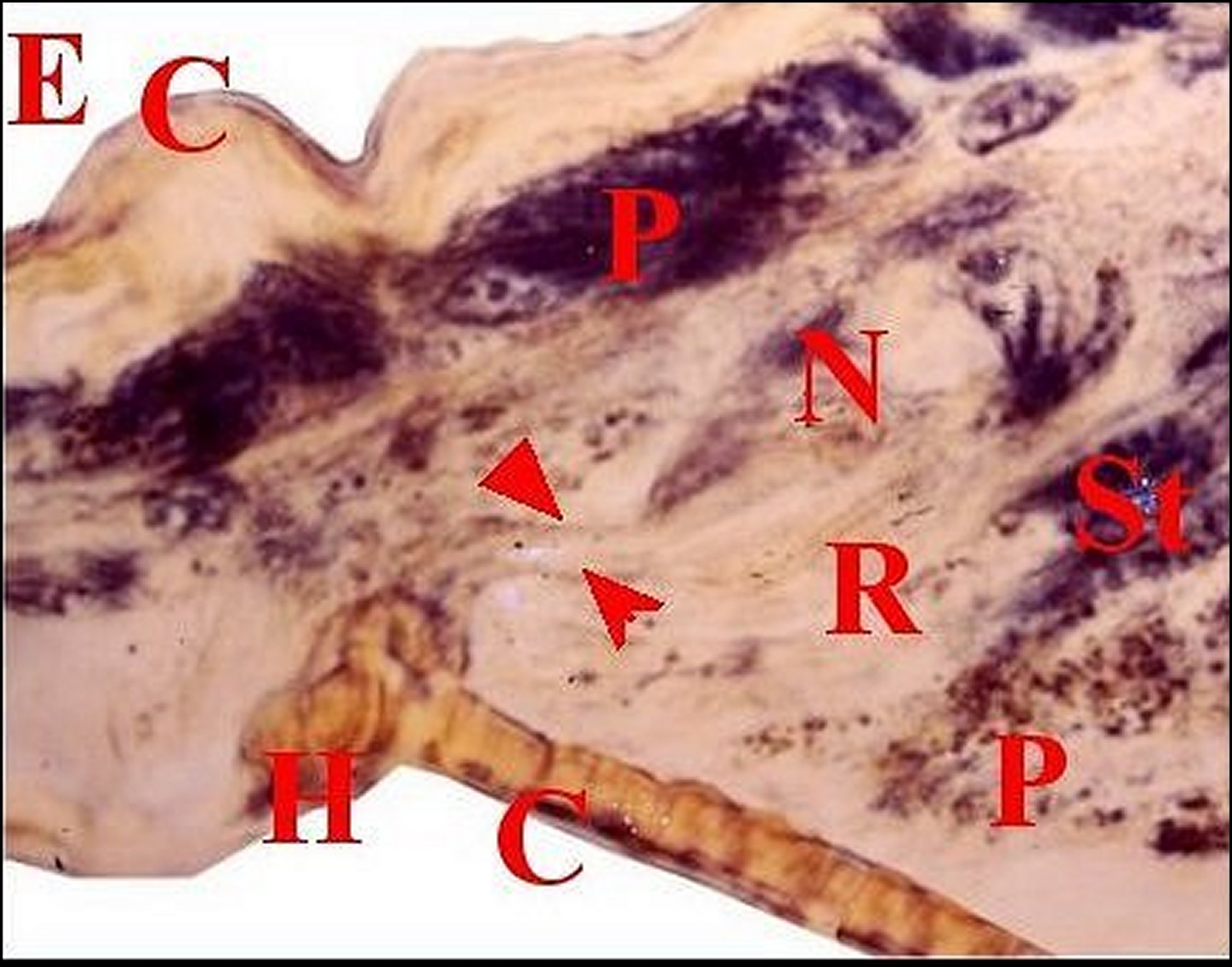
Fig. - Meta menardi mâle, lèvre antérieure de la fente épigastrique.C, cuticule - E, fente épigastrique - H, poil - N, noyau d'adénocyte - P, épiderme - R, réservoir - St, cellule canaliculaire satellite. Flèches : canalicules excréteurs des glandules tégumentaires (C.H.).

- la ressemblance des glandes prégonoporales et des glandes séricigènes qui montrent une même organisation de base sur les plans histologique et ultrastructural.
- la forte tendance des fusules à la bipartition, devenue évidente chez les Tetragnathidae (Fig.).
- le caractère pair des organes gonoporaux,
- le fait que les glandules présumées phéromonales sont semblables à celles qui se localisent sur la base d’appendices (chélicères, rostre, lames maxillaires, coxae, filières).

Dès lors, l’appareil épigastrique correspondrait dans son ensemble à des structures vestigiales, restes d’appendices disparus, utilisés initialement dans la vie sexuelle puis incorporés au sillon génital (lèvre antérieure) des Araignées mâles adultes. Il pourrait être ainsi être homologué aux gonopodes et glandes annexes des Amblypyges mâles (Lopez, 1986b).
Une telle théorie est cependant infirmée par les fusules des Mygalomorphes et Liphistiomorphes, généralement considérées comme des Araignées «primitives», en tout cas plus «anciennes» que les Tetragnathidae, et qui, à priori, devraient montrer une bipartition encore plus évidente alors qu’elles sont remarquablement dispersées !

### Rapports avec le mode de vie et l'environnement
Au point de vue étho-écologique et comme le présumait déjà Marples(1967), la présence de glandes acinoïdes prégonoporales paraît être sans aucun rapport avec le mode de vie et l’environnement naturel de l’animal. Un exemple frappant est celui des Araignées aquatiques intertidales et dulçaquicoles parmi lesquelles Amaurobioides africanus en est pourvu (Fig.), tandis que Desis et Argyroneta ne possèdent que des organes gonoporaux (Fig.).

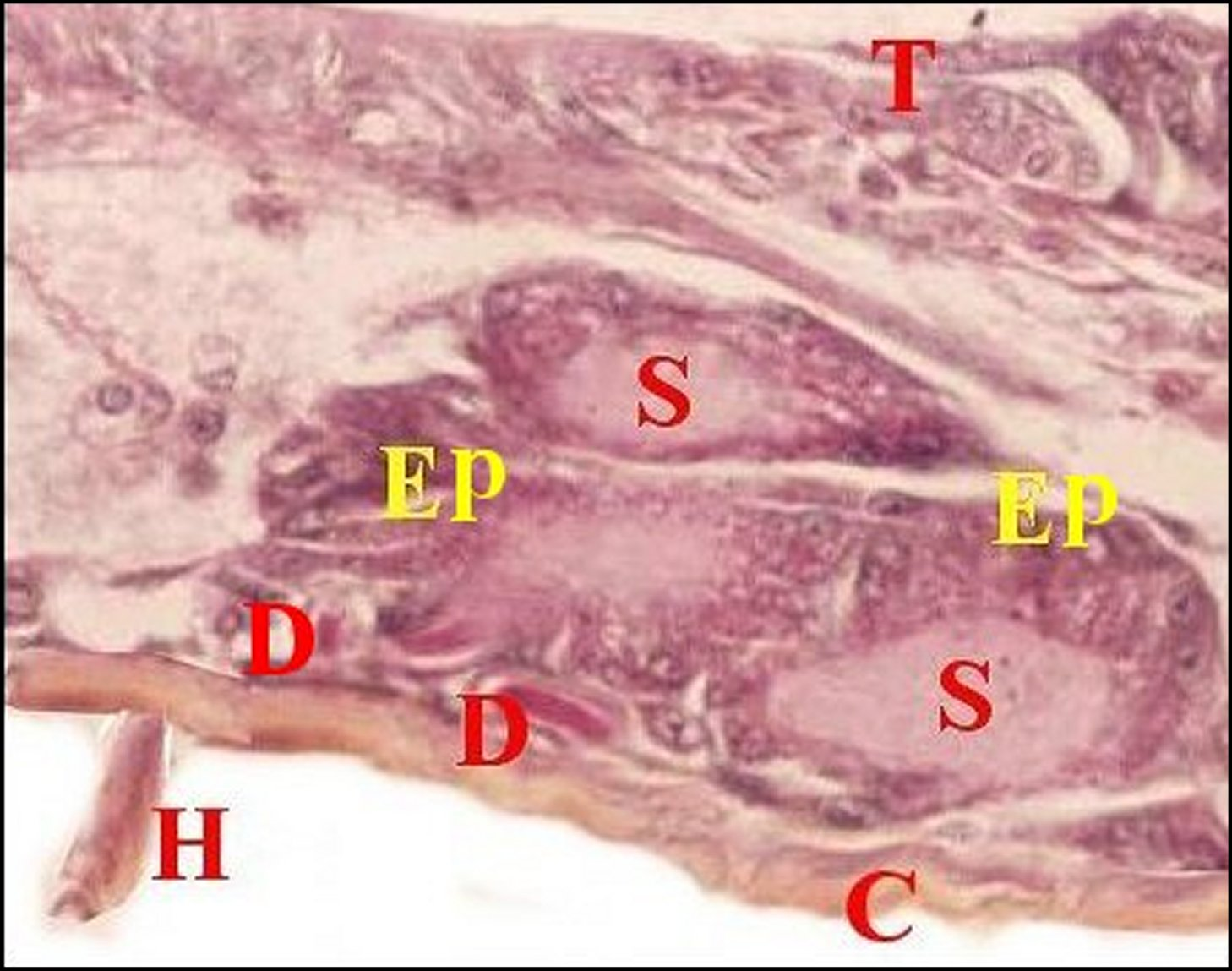
Fig. - Amaurobioides africanus mâle : glandes épigastriques prégonoporales. C, cuticule ventrale - D, canaux excréteurs - Ep, épithélium des glandes - H, poil - S, sécrétion - T, canal commun terminal (A.Lopez, C.H.).

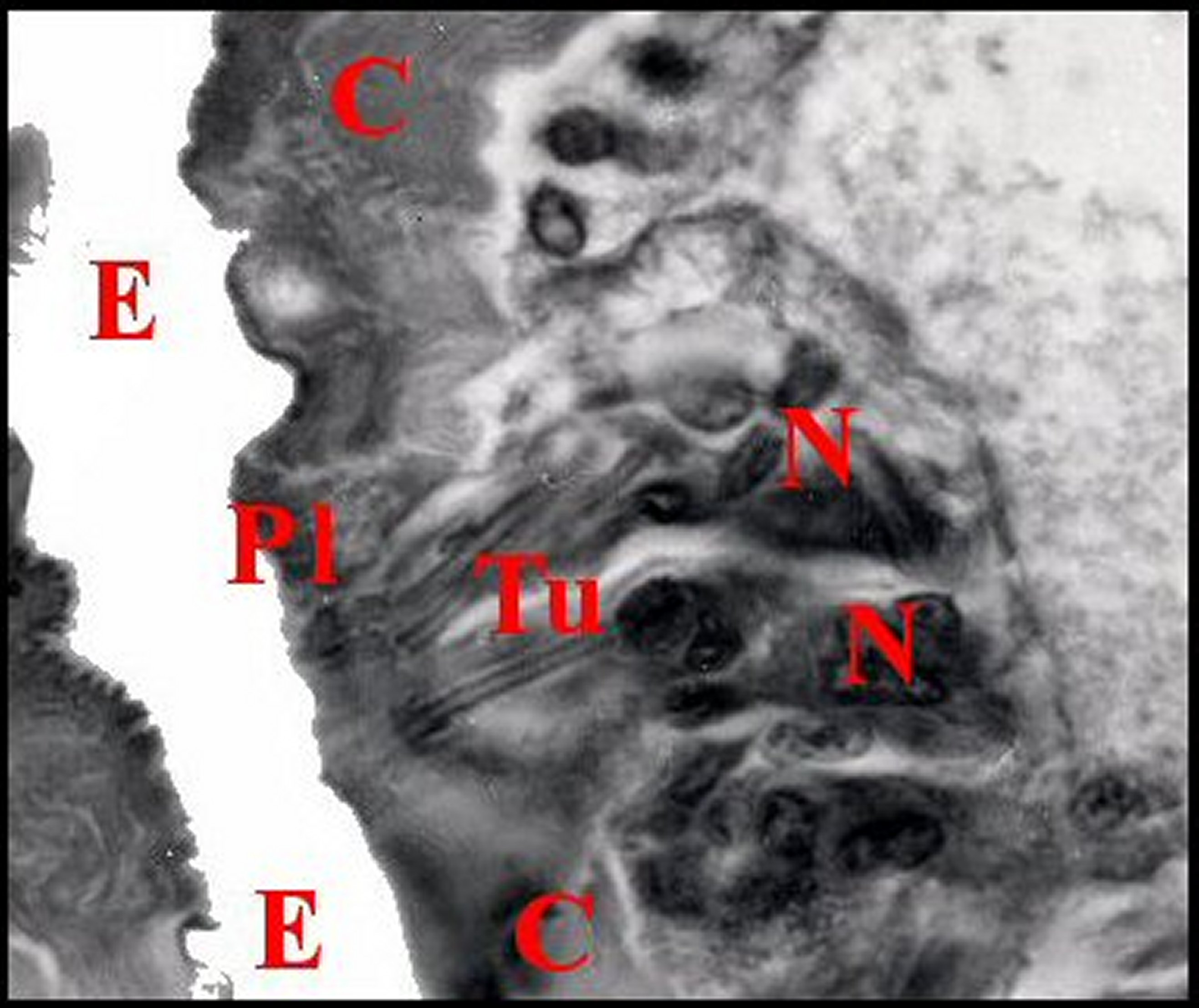
Argyroneta aquatica mâle : organes gonoporaux. C, cuticule - E, fente épigastrique - N, noyaux de neurones et cellules-enveloppes - Pl, plaque à papilles - Tu, gaines cuticulaires (A.Lopez C.H.).

### Intérêt phylogénétique
Au point de vue phylogénétique, il serait séduisant de pouvoir impliquer la taxonomie dans la présence de l’appareil épigastrique.Il y a près de 40 ans, Lopez (1974a, 1977) a tenté, d’établir un rapport entre ce dernier et la classification des Araneides. Ce rapport était essentiellement basé sur le fait étonnant que toutes les Araignées ne possèdent pas de glandes acinoïdes prégonoporales et, qu’en en tenant compte, 4 groupes distincts peuvent être individualisés au sein de l’ordre.
Le groupe I réunissait des espèces dont les mâles ne semblaient montrer que des glandes prégonoporales, les plus évidentes (Liphistiomorphae, Theridiidae, Araneidae, Hersiliidae, Filistatidae).
Les groupes II et III sont dépourvus indiscutablement de glandes prégonoporales mais possèdent en revanche des organes gonoporaux, soit  profonds et aboutissant au canal commun terminal (Segestriidae, Dysderidae), soit superficiels et se terminant sur la lèvre épigastrique antérieure (Argyronetidae, Desidae, Clubionidae, Thomisidae, Lycosidae, Zoropsidae).
Le groupe IV est «mixte» car il associe les deux types d’organes, prégonoporaux et gonoporaux, ces der♦niers pouvant être soit dispersés (sous-groupe 1 : Pholcidae)(fig. ) soit agminés (sous-groupe 2) dans la plupart des autres cas. En 1974, il réunissait déjà un grand nombre de familles, notamment les Eresidae, les Uloboridae, les Salticidae, au moins certains Thomisidae, les Eusparassidae, les Agelenidae, les Oxyopidae et les Pisauridae.  Il s’ensuit que par ce sous-groupe 2, le groupe IV est très étendu et a gagné une importance croissante au détriment du groupe I. dont la validité est aujourd’hui très discutable.
Selon Lopez (1988), il paraît cependant difficile d’établir une corrélation entre la phylogénie et les glandes épigastriques (présence ou absence, aspect et disposition de leurs fusules).Trop de discordances peuvent en effet se manifester :

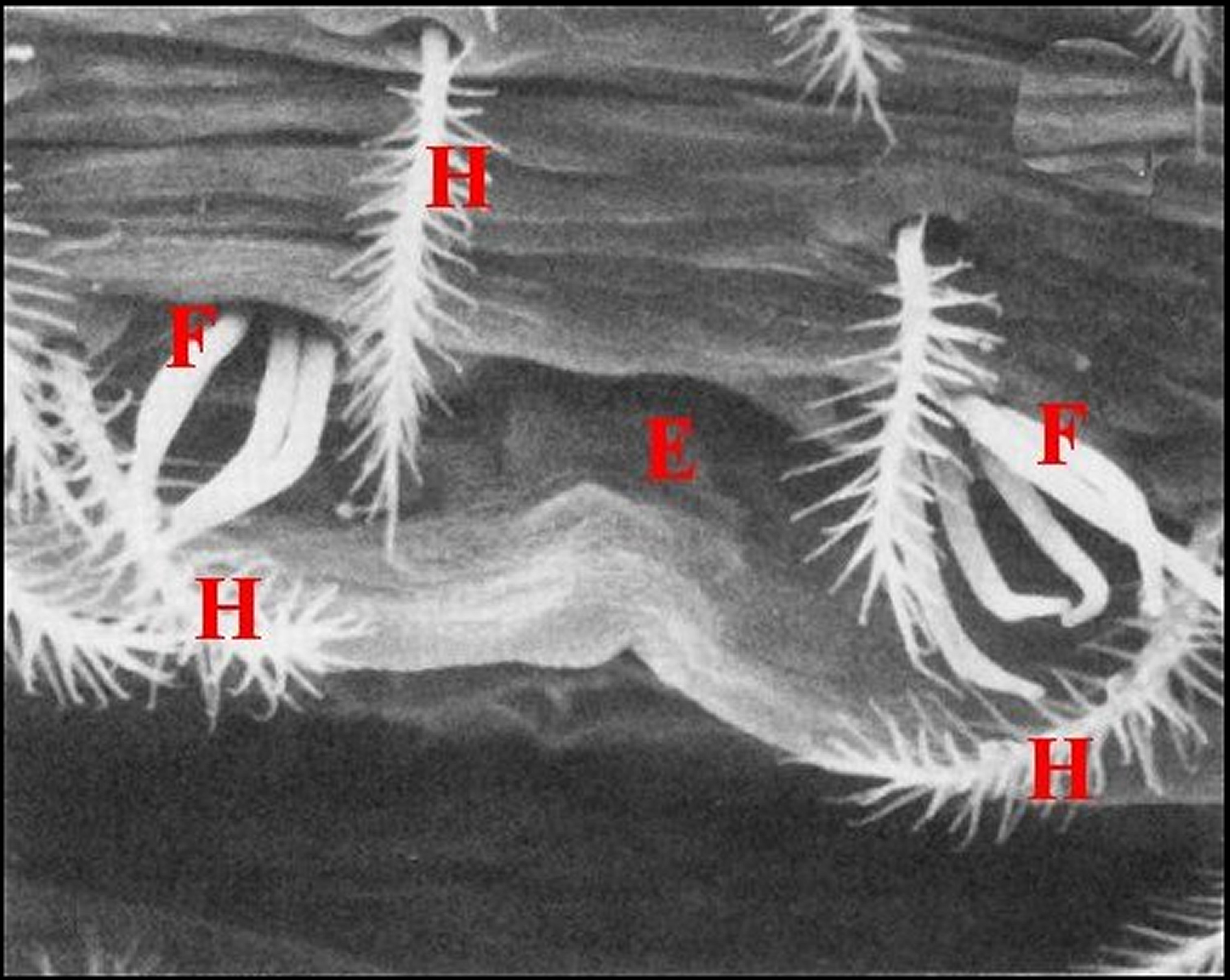
Fig. - Saitis barbipes mâle - E, fente épigastrique ; F, fusules groupées ; H, poil.(M.E.B.).

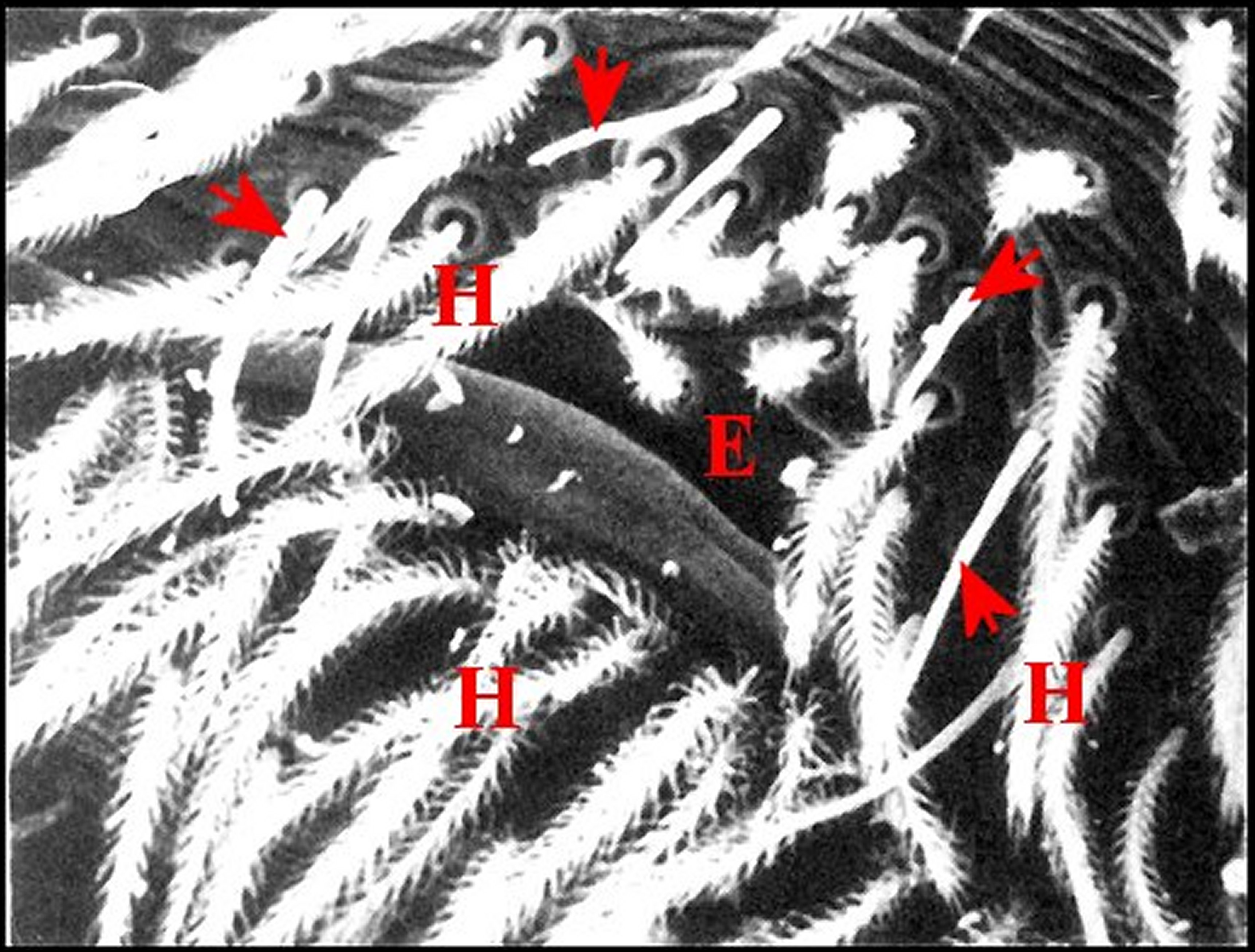
Fig. - Salticus scenicus mâle - E, fente épigastrique ; H, poils. Flèches : fusules espacées (M.E.B.).

♦ au niveau familial, comme chez les Clubionidae parmi lesquels Phrurolithus flavitarsis possède des glandes prégonoporales acineuses et fusulées tandis que Chiracanthium punctorium en est dépourvu – absence pouvant justifier que ce dernier ait été rattaché aux Miturgidae -, chez les Salticidae dont l’espèce Salticus scenicus montre des fusules s’espaçant en une seule file incurvée (Fig.) alors que celles de Saitis barbipes sont réunies en deux groupes distincts (Fig.) et chez les Pholcidae où leurs dispositions chez Pholcus phalangioides (Fig.)et Holocneus pluchei (Fig. ) ne sont pas superposables. Il semblerait aussi que les Lycosidae et les Thomisidae mâles soient parfois dépourvus de glandes prégonoporales.
♦ au niveau générique, comme chez les Argyrodes (Theridiidae) dont certaines espèces n’ont qu’un nombre très réduit de glandes épigastriques  (A.elevatus : 2 en général) et d’autres, sensiblement plus élevé (A.cognatus : 8 à 10, avec 2 groupes de fusules).
Il s’agit donc là d’une classification isolée, trop artificielle et aussi fragile que les anciennes tentatives de taxonomie ayant pour seule base un caractère anatomique isolé (cœur, poumons, glandes à soie...).L’étude de l’appareil épigastrique ne pourra acquérir une valeur réelle en taxonomie que si elle est étayée par d'autres critères d’anatomie interne (glande rostrale, glandes venimeuses, glandes gnathocoxales, glandes segmentaires, glandes séricigènes).